# Biserica Nașterea Domnului din Sărata

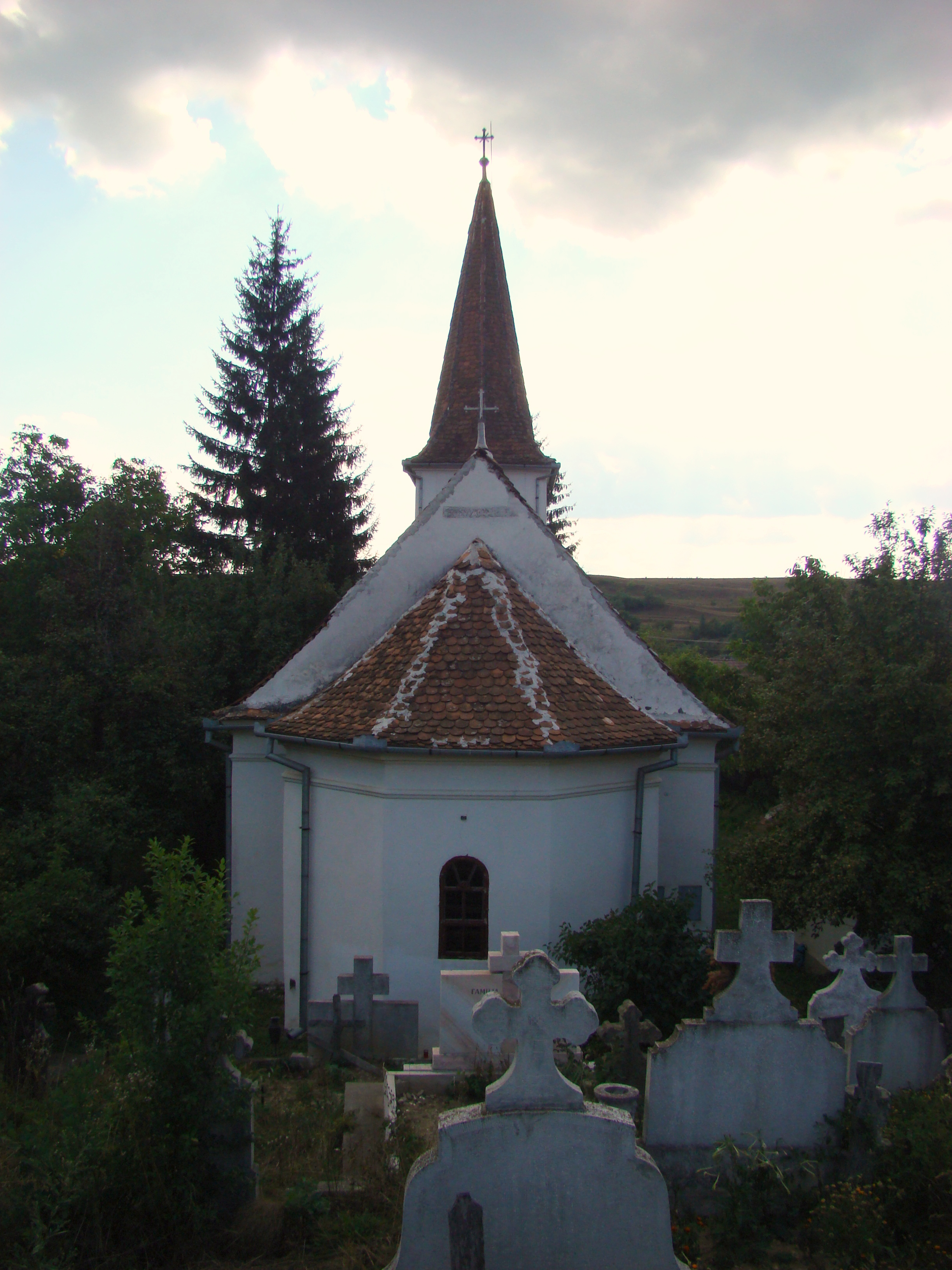
Biserica „Nașterea Domnului” din Sărata, comuna Porumbacu de Jos, județul Sibiu, foto: august 2012.

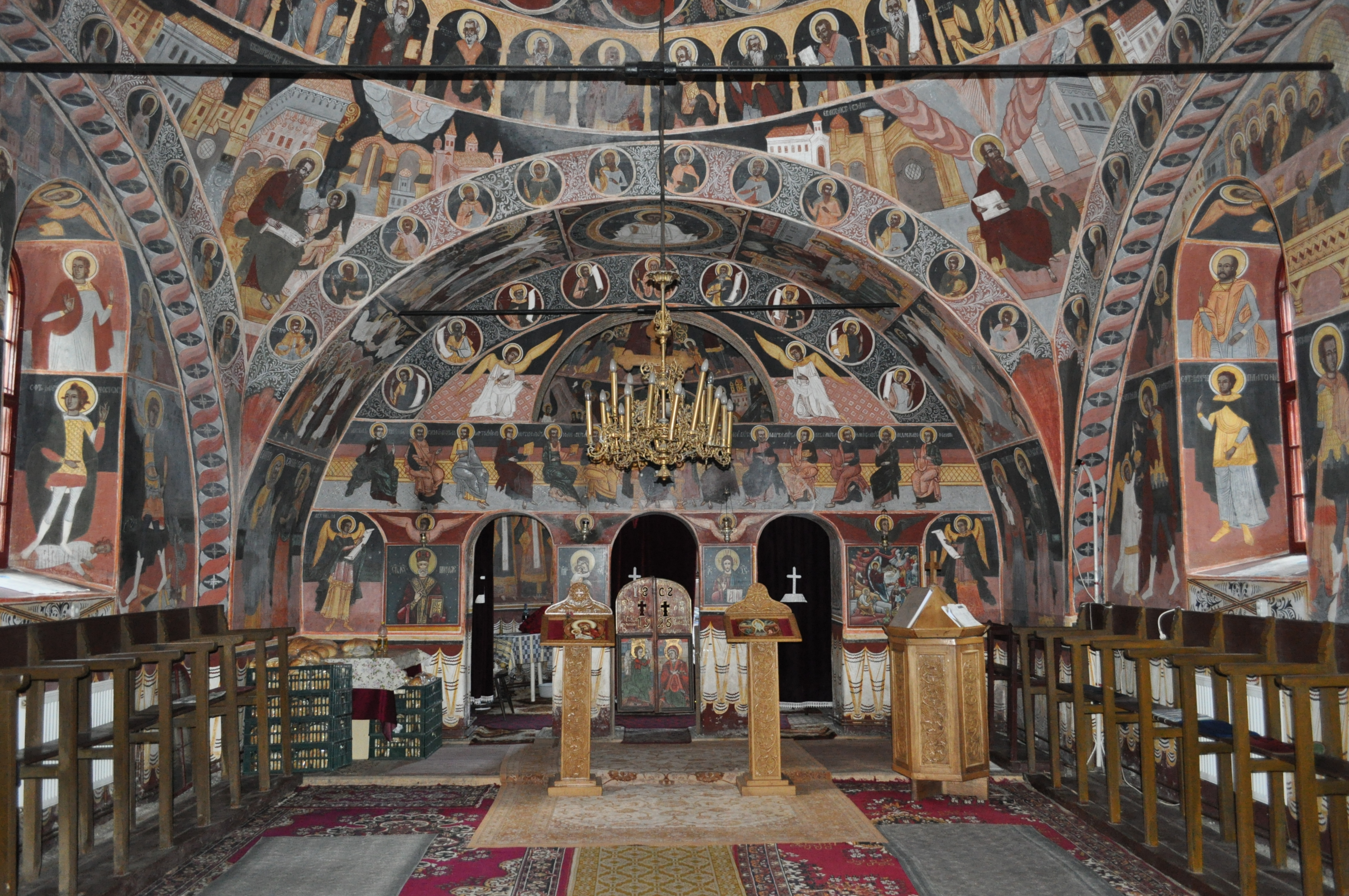
Nava spre iconostas

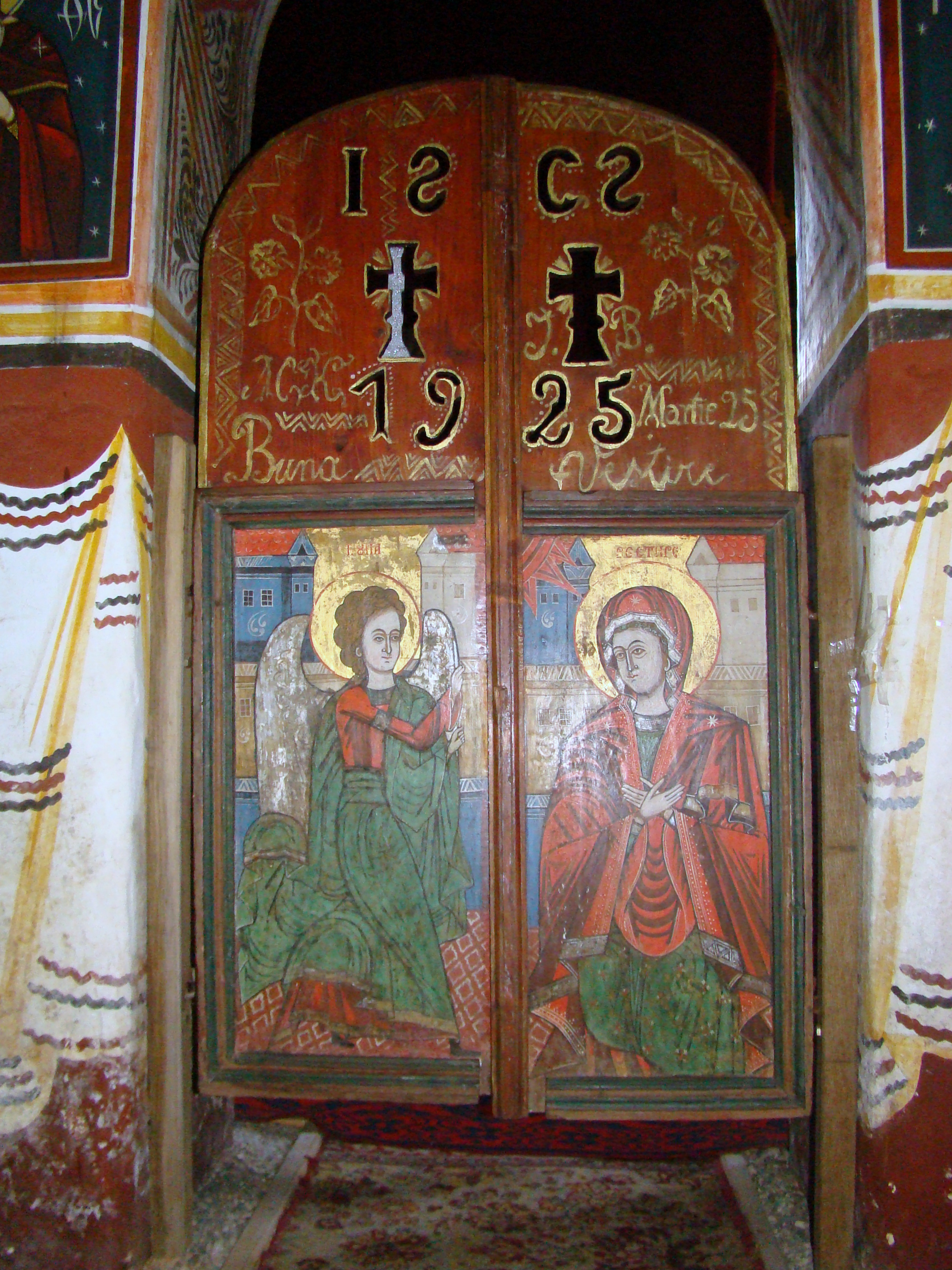
Ușile împărătești

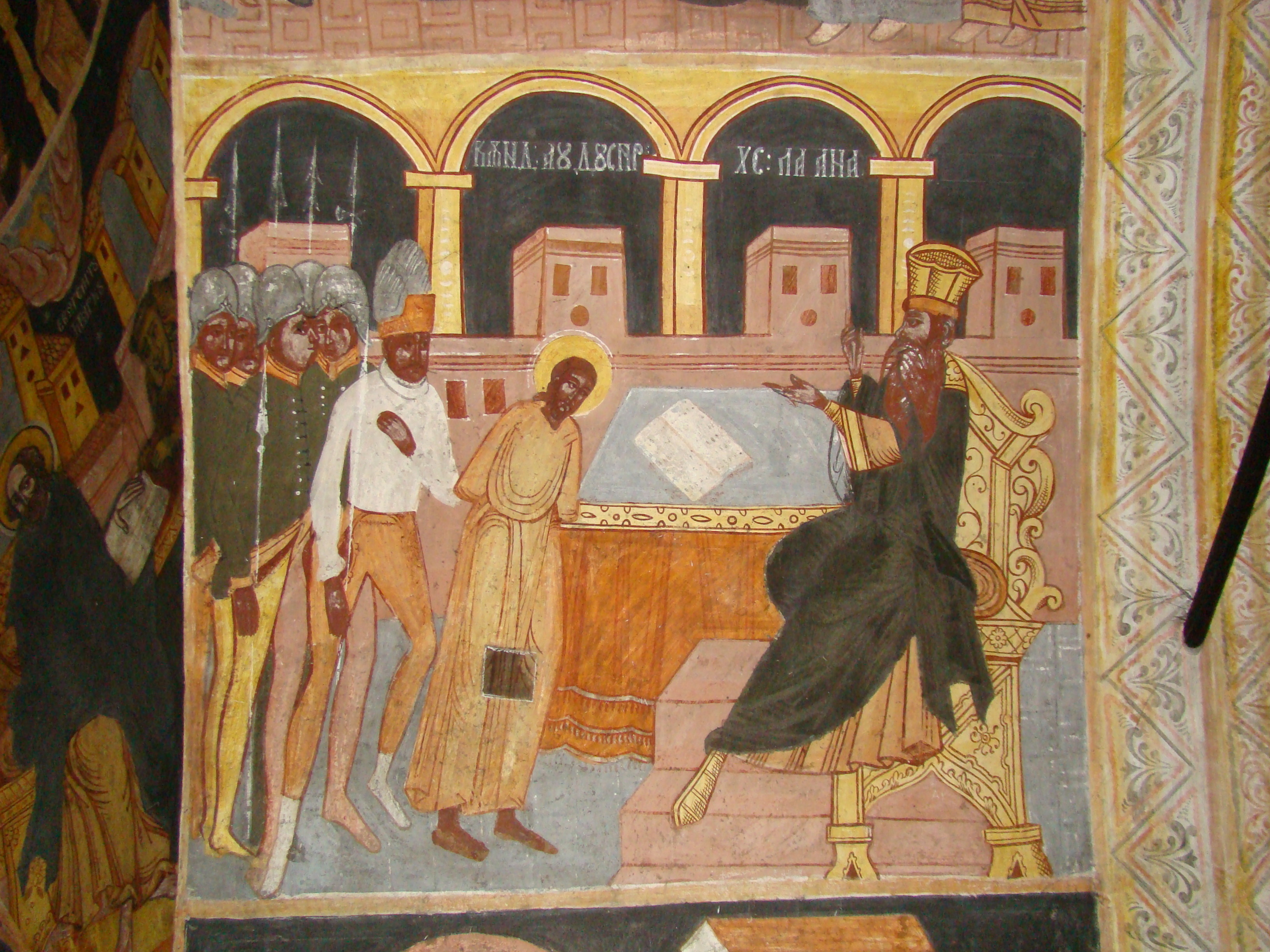
Aducerea lui Iisus la arhiereul Ana

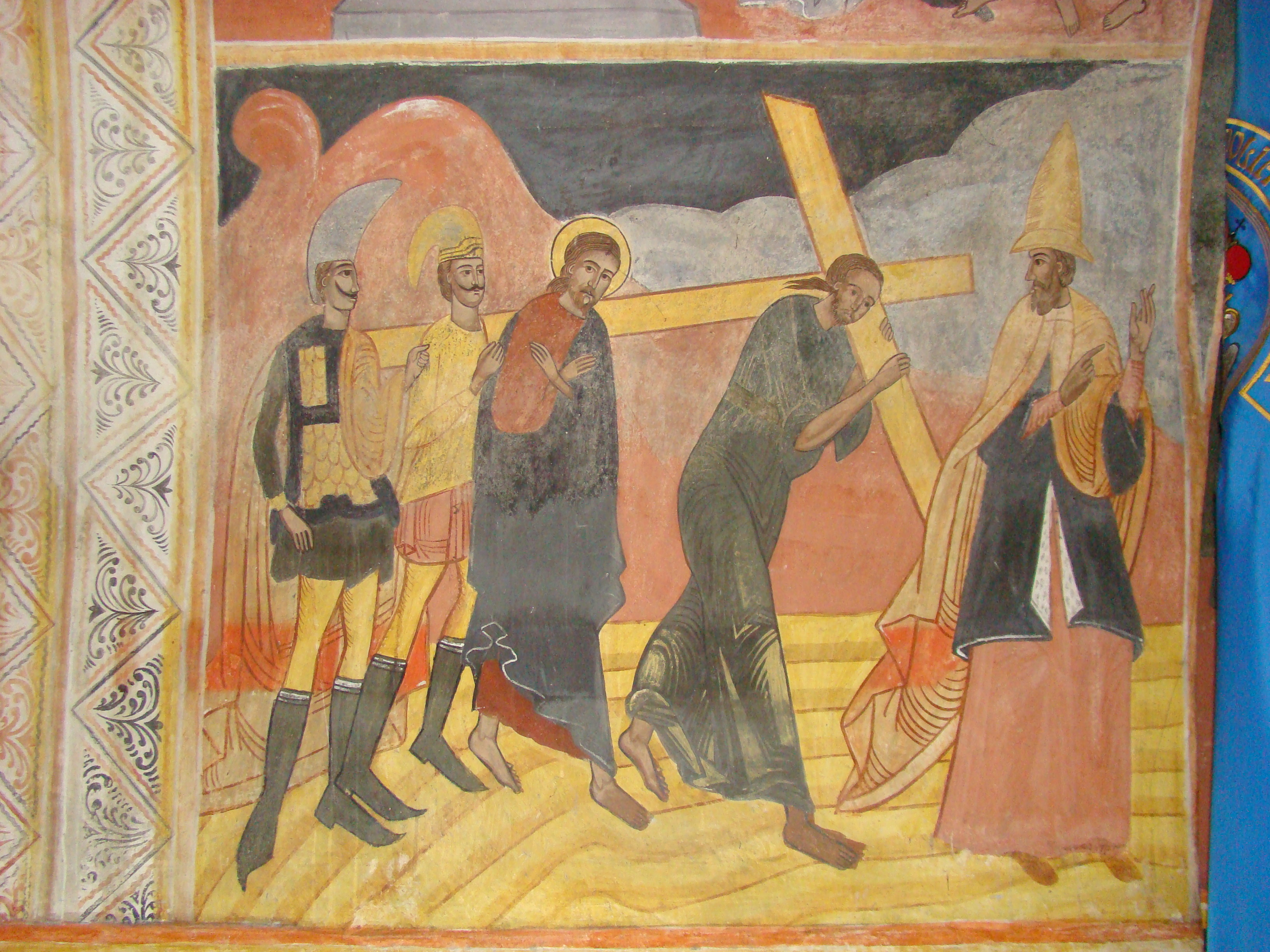
Simon din Cirene poartă crucea lui Isus

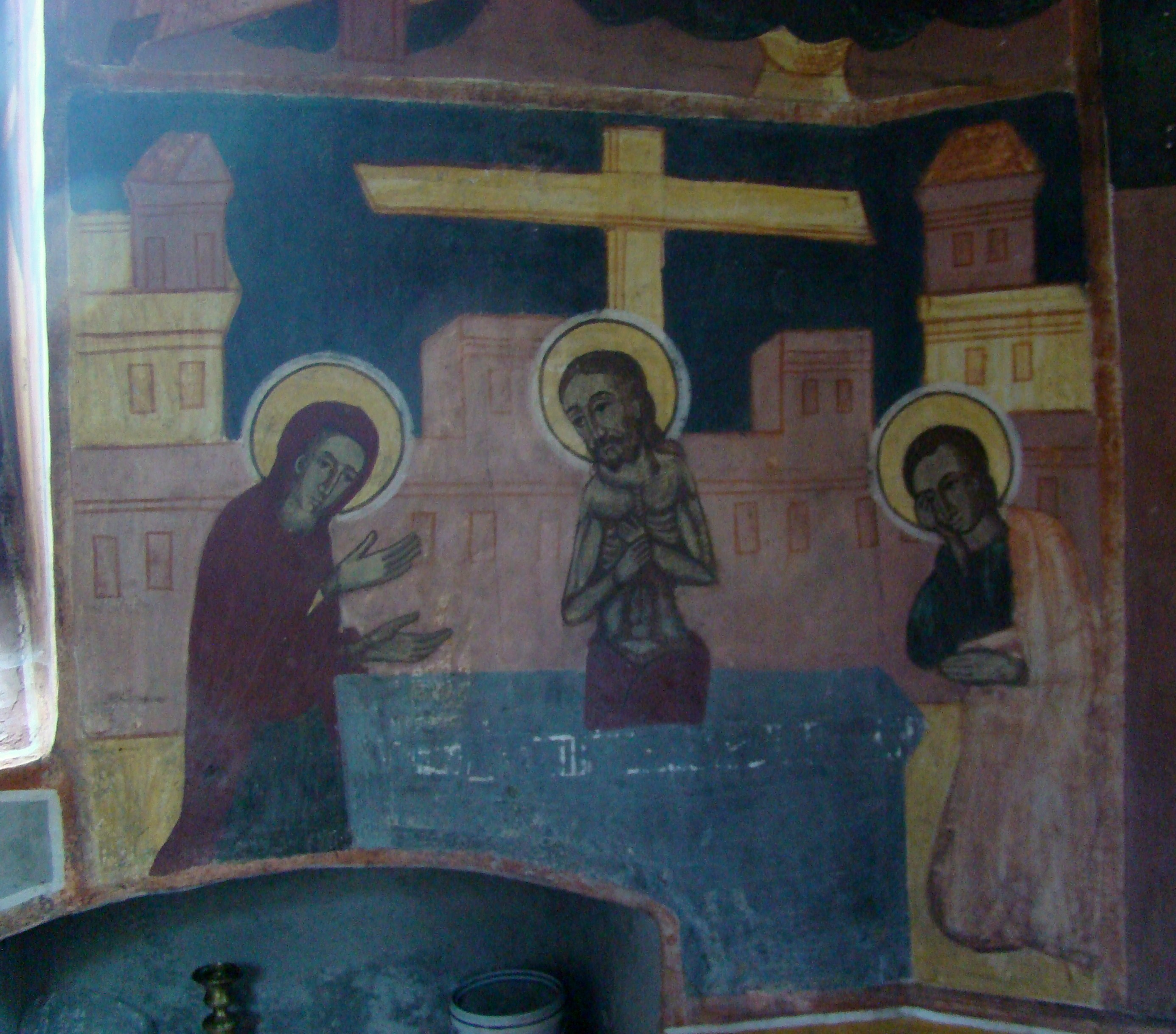
Răstignire

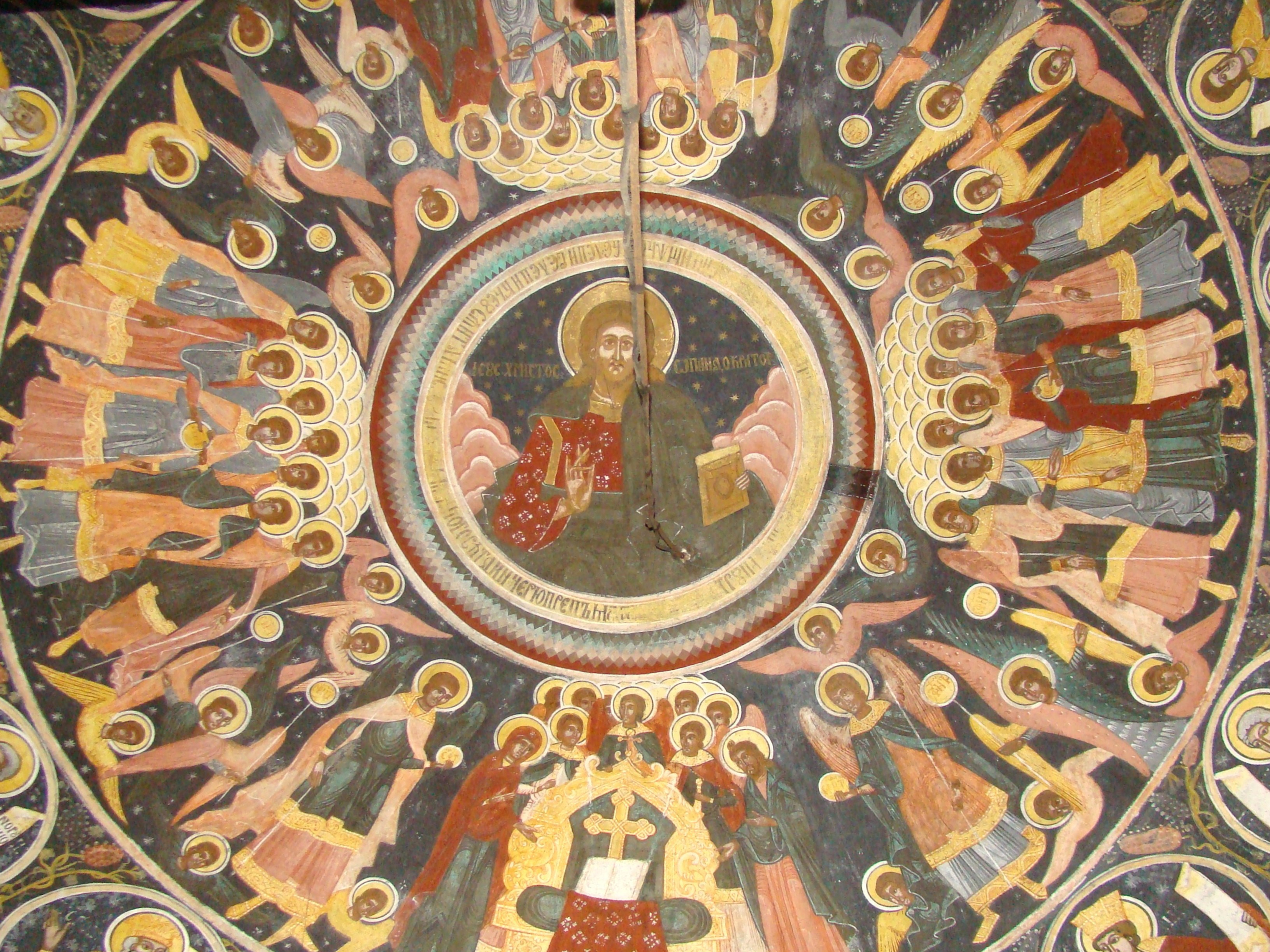
Cupola naosului: Iisus Hristos Pantocrator, binecuvântează cu dreapta, în mâna stânga ţine Evanghelia

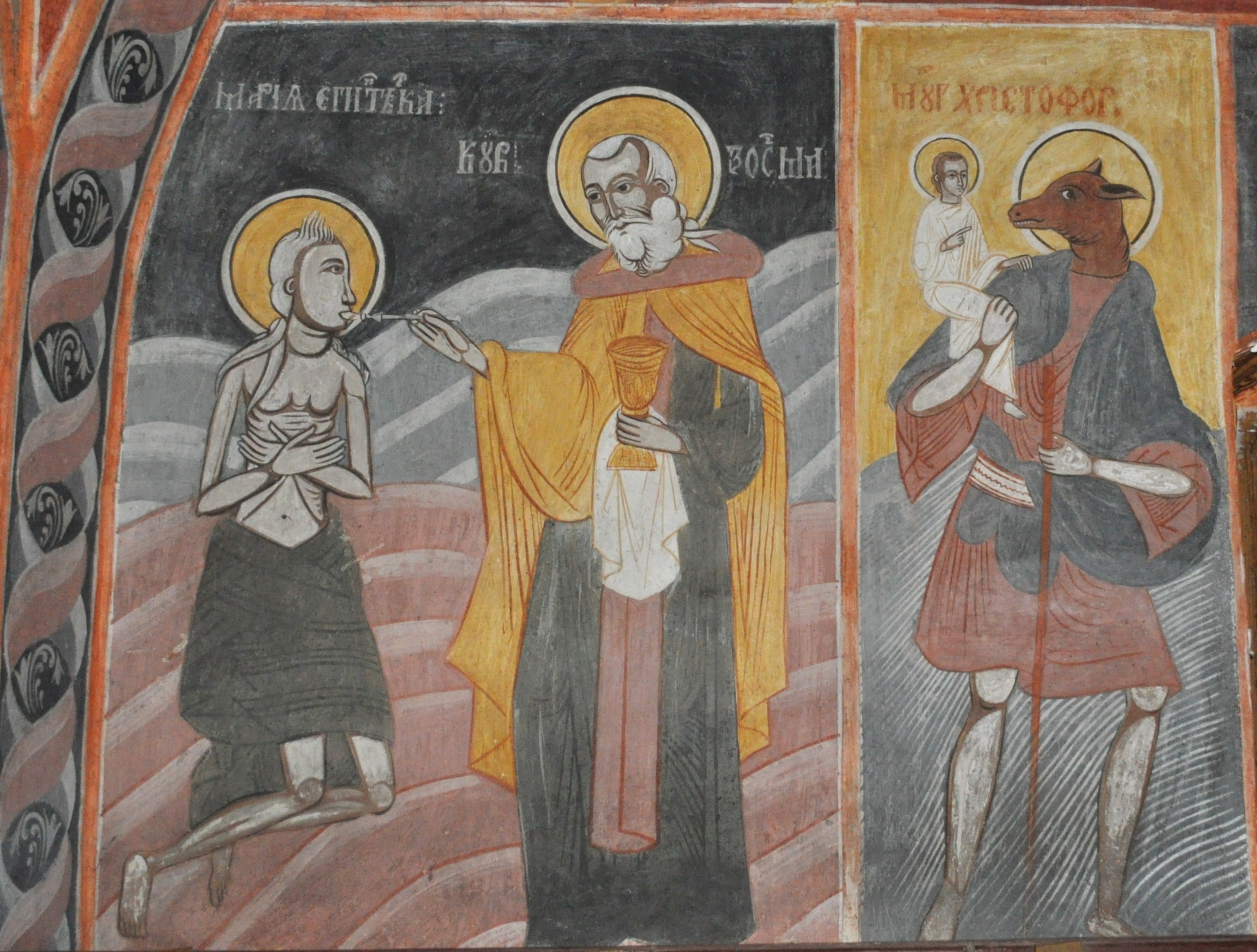
Peretele vestic al pronaosului: cuviosul Zosima cuminecă pe Maica Egipteanca; Mucenicul Cristofor (cel cu cap de câine) duce în brațe pe Isus Hristos.

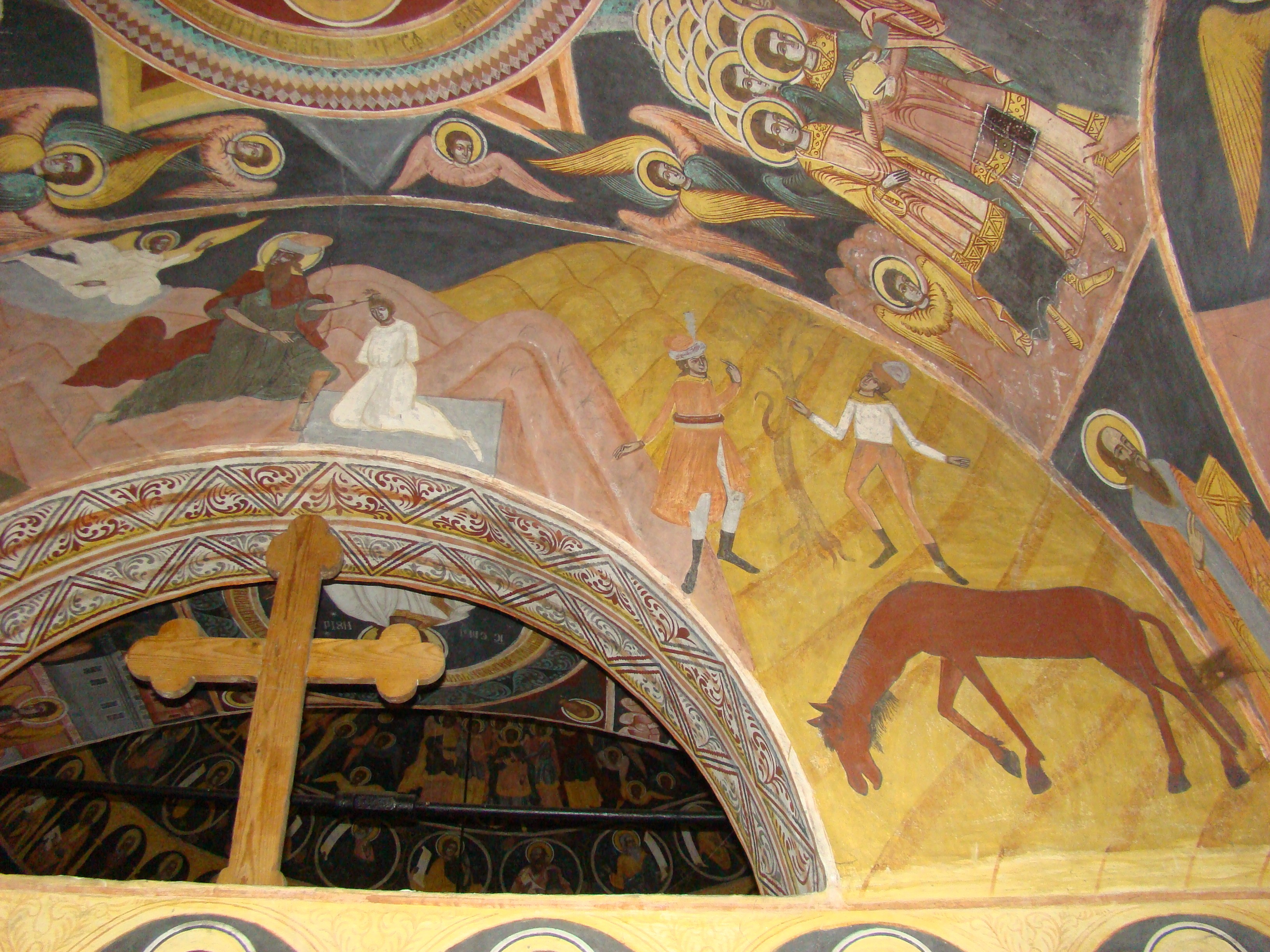
Altar, peretele dinspre naos: jertfa lui Avraam, de o parte, de alta cei doi slujitori şi calul păscând.

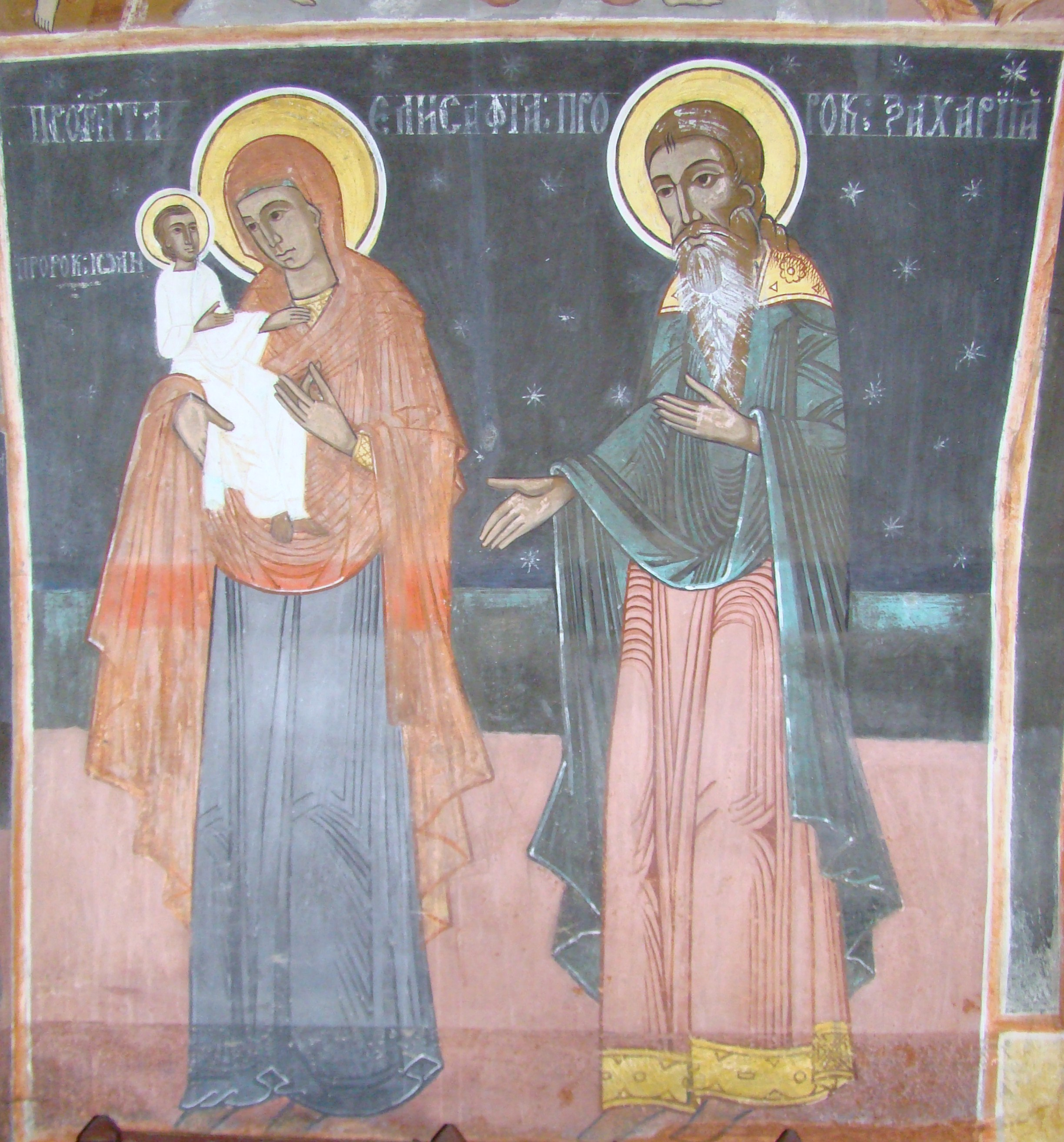
Zaharia şi sfânta Elisafta, aceasta ţinând în braţe pe pruncul Ioan

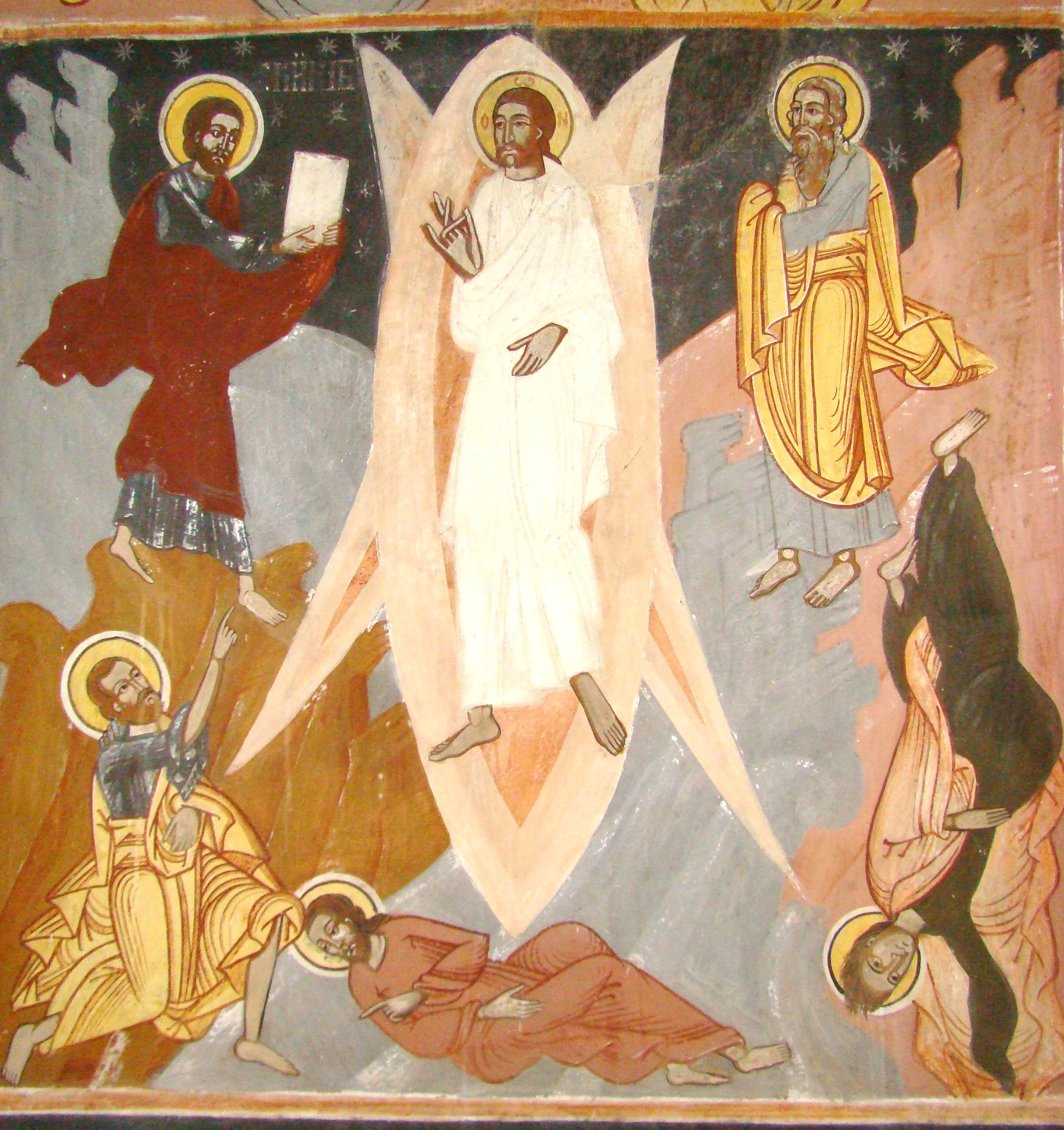
Schimbarea la faţă, unul din apostoli, de spaimă s-a rostogolit cu picioarele în sus

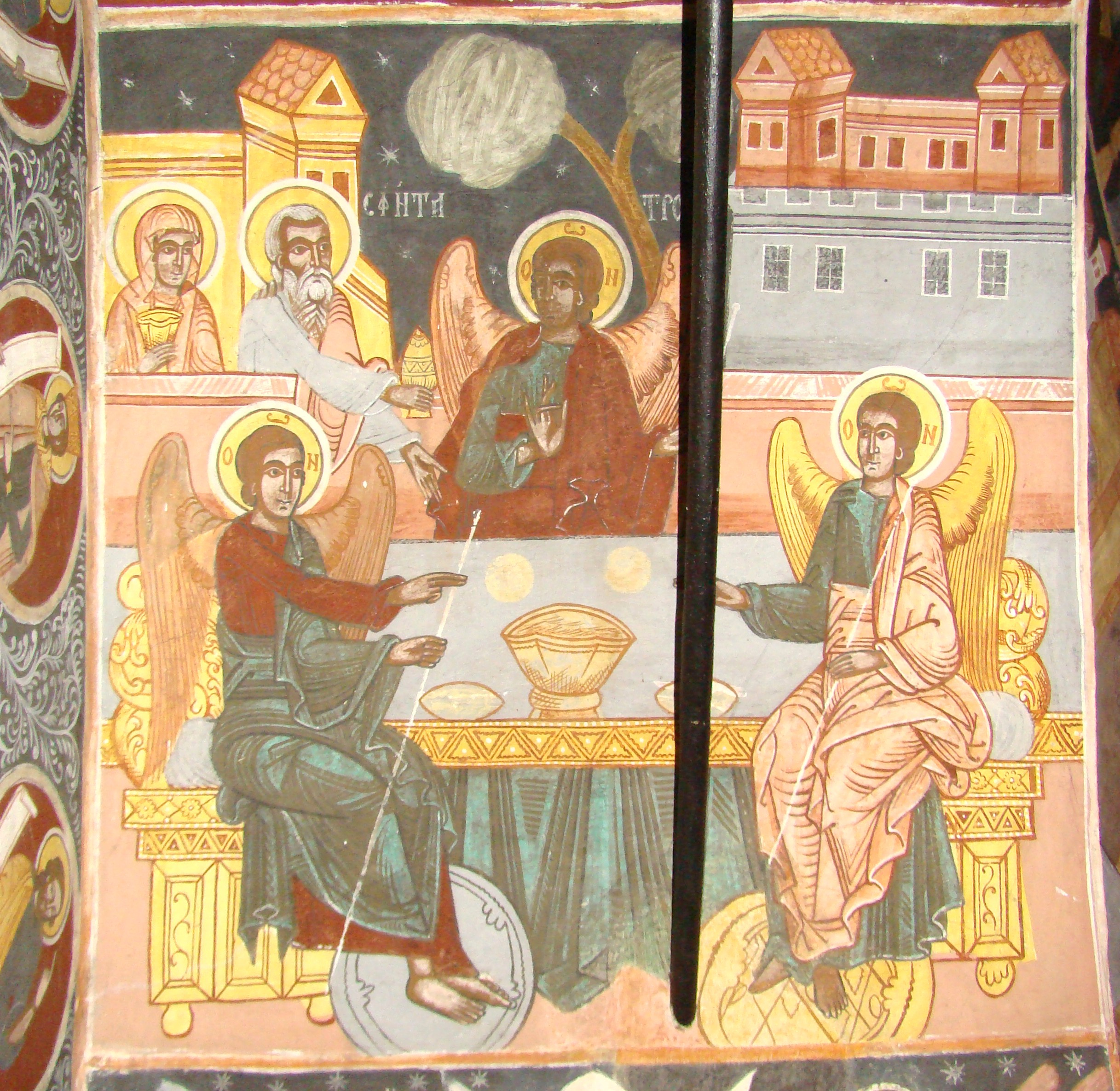
Avraam şi Sara ospătează pe cei trei îngeri, care în aureolă au literele simbolice ale lui Dumnezeu ὁ ὤν („cel care este”, cu referire la Cartea Exodului 3,14)

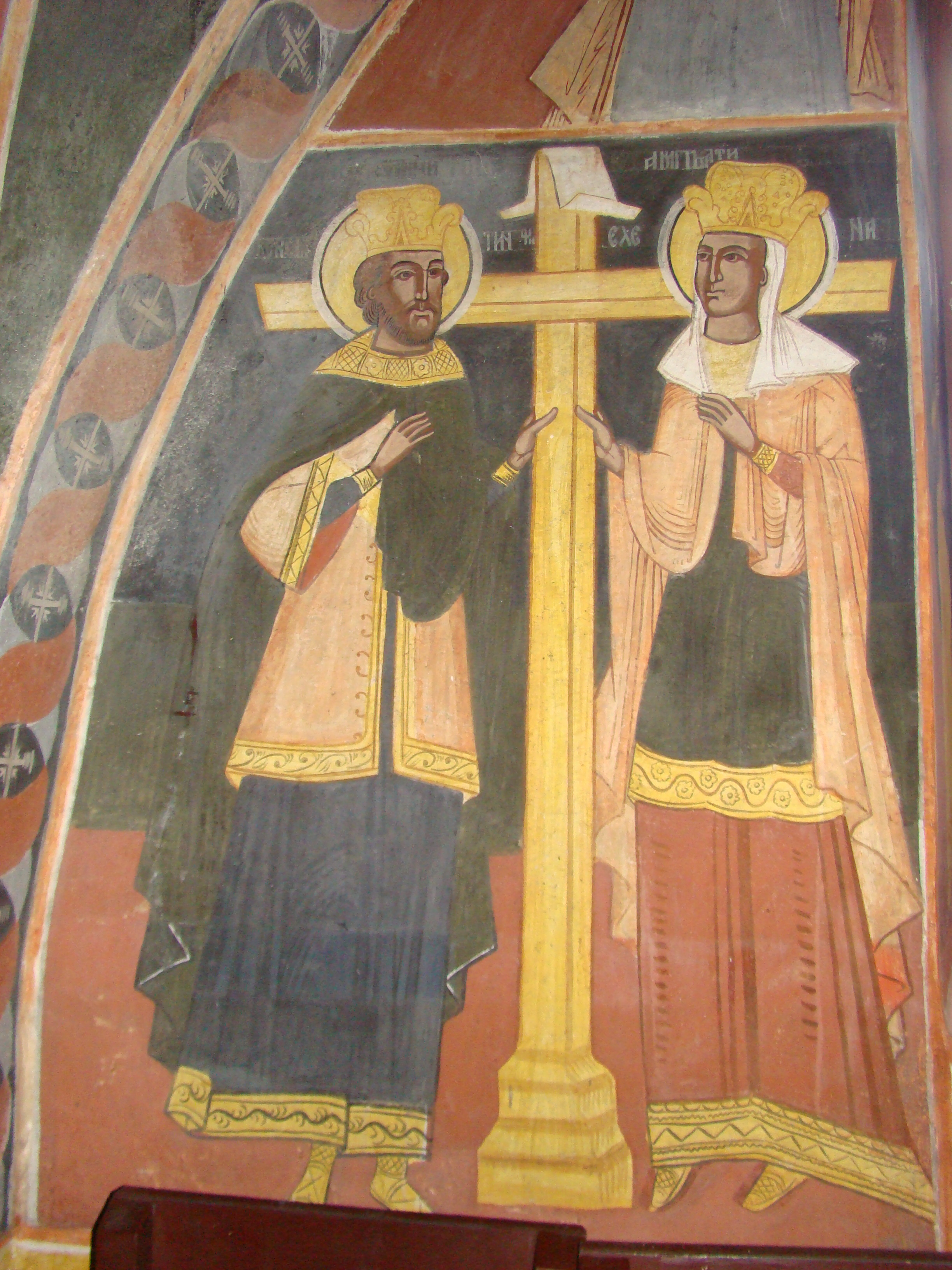
Sfinţii împăraţi Constantin şi Elena, ţinând de cruce

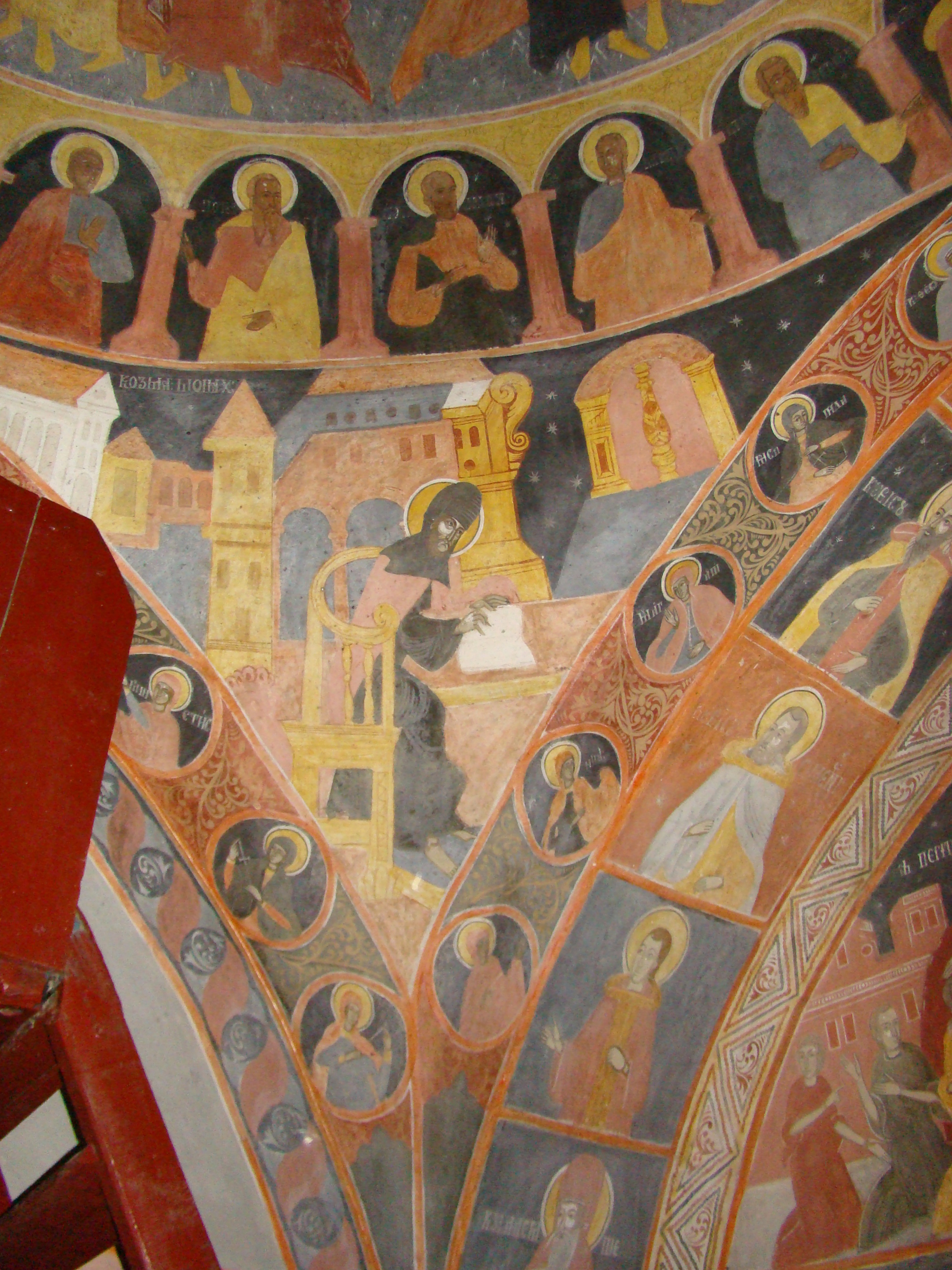
Pictura pronaosului (pandantivi: cuviosul părinte Cozma)

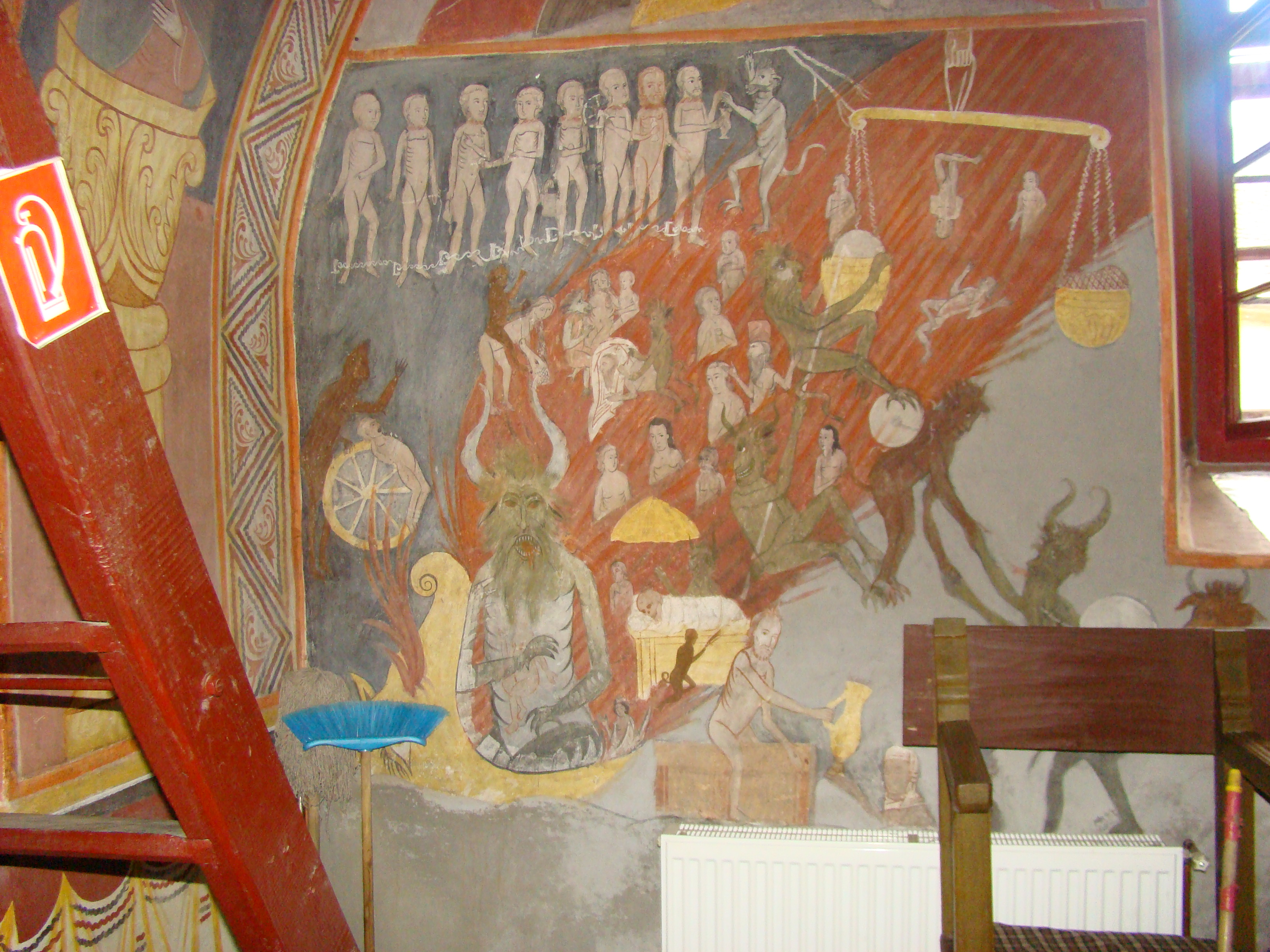
Pronaos (peretele nordic): Iadul, talerul păcatelor îl îndeasă doi draci cu toată povara lor

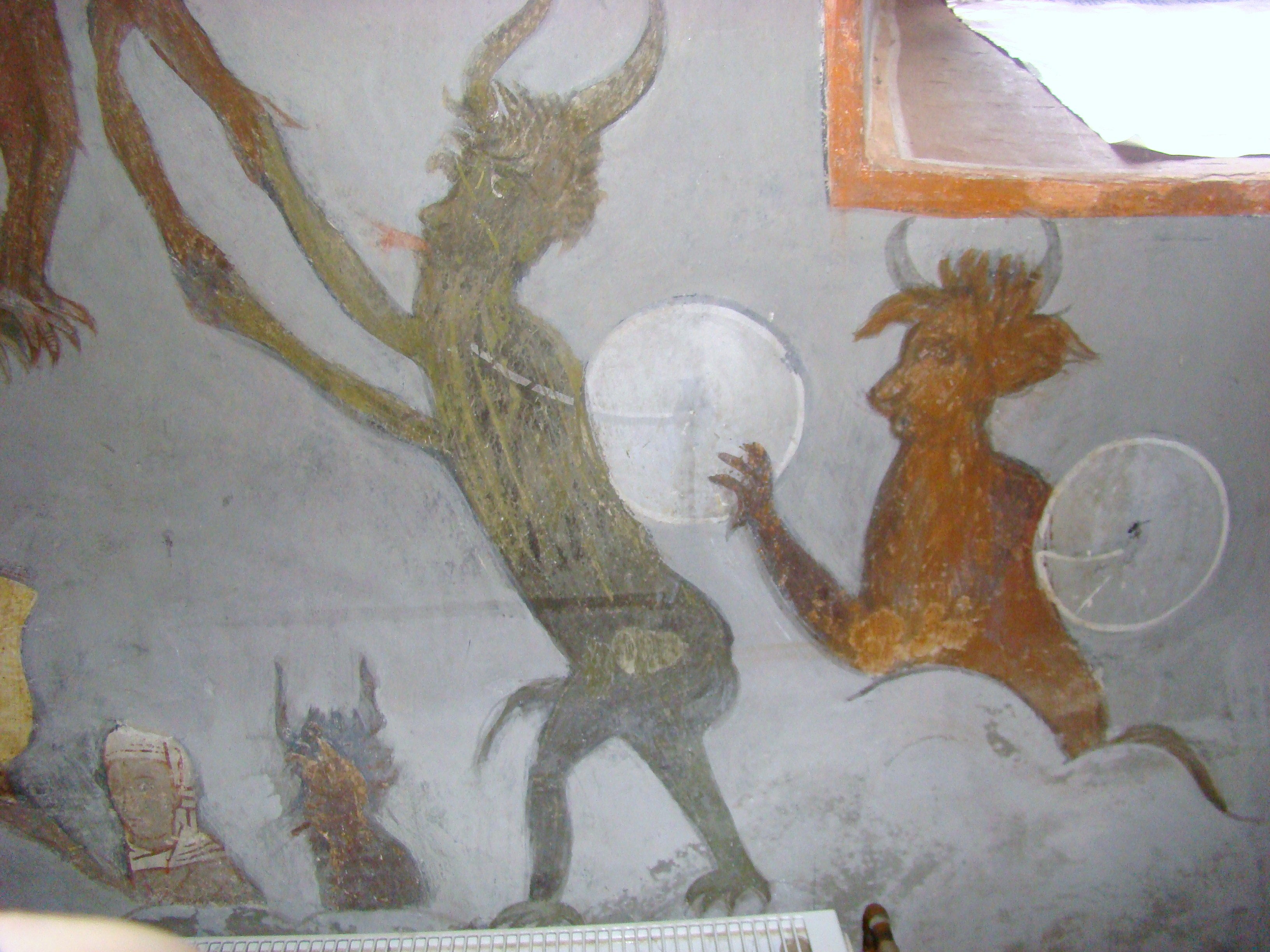
Al treilea diavol aduce şi pietre de moară numai să aibă ei câştig de cauză

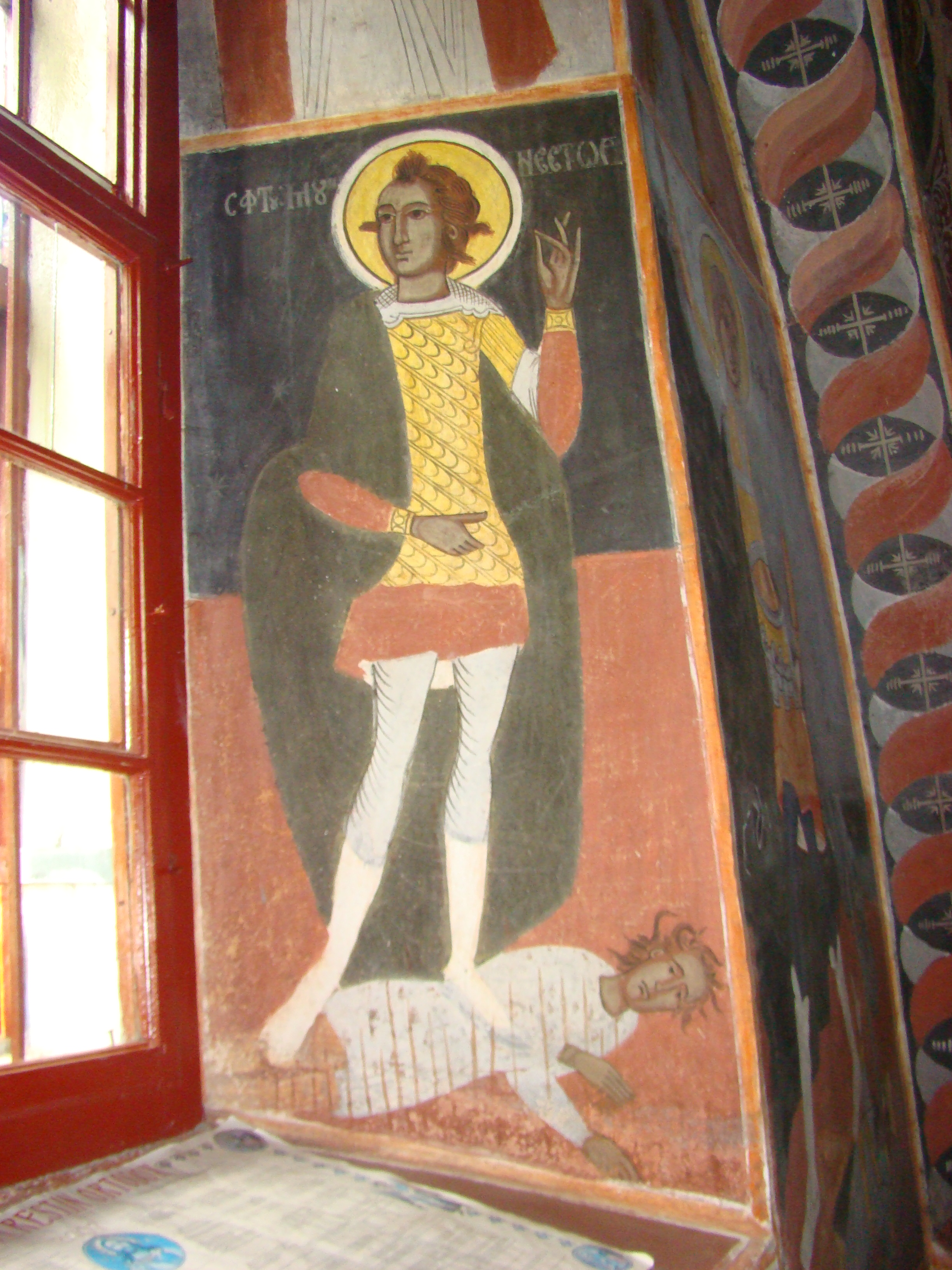
Sfântul mucenic Nestor din Salonic

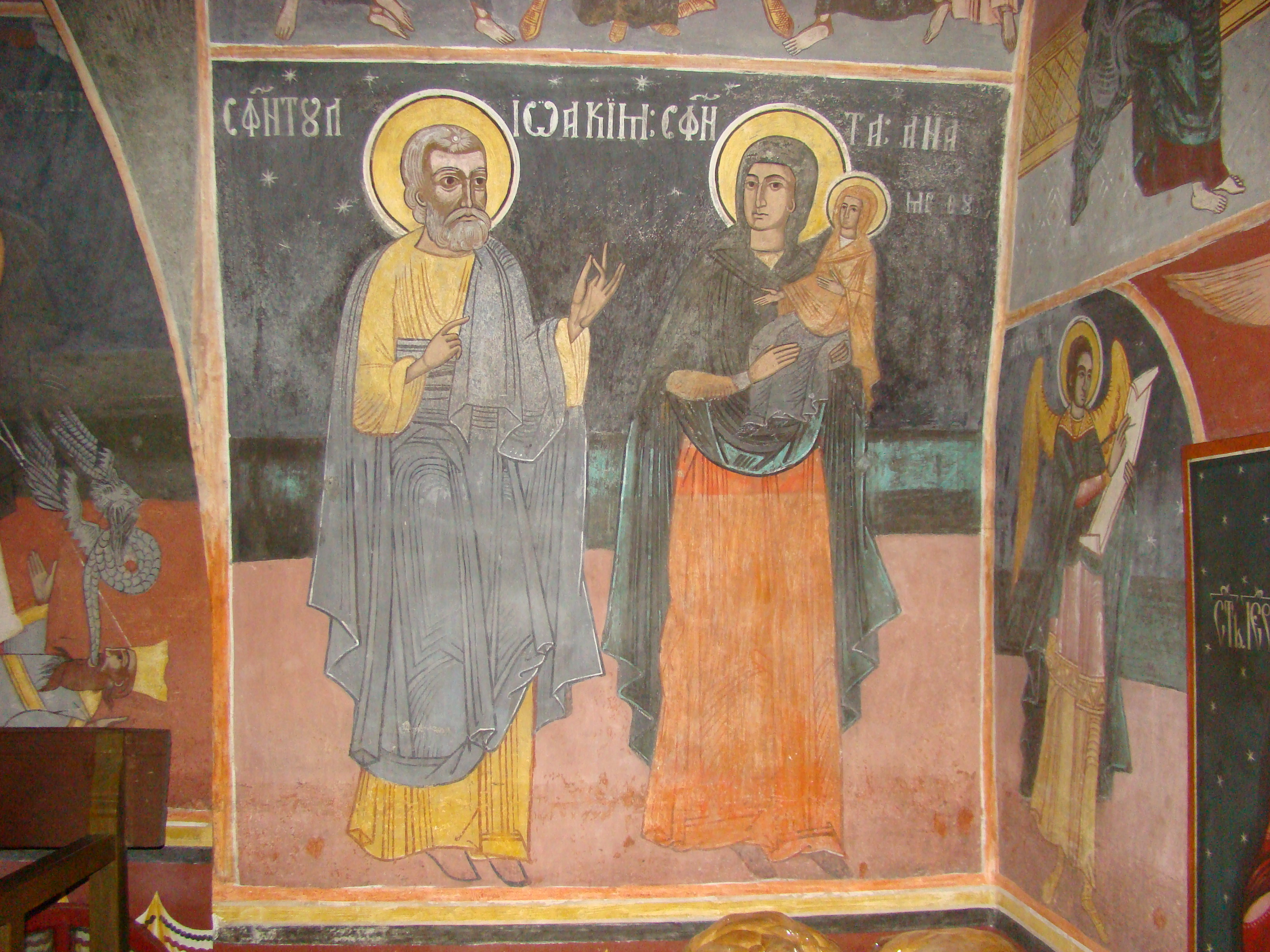
Sfinții drepţi părinţi Ioachim și Ana

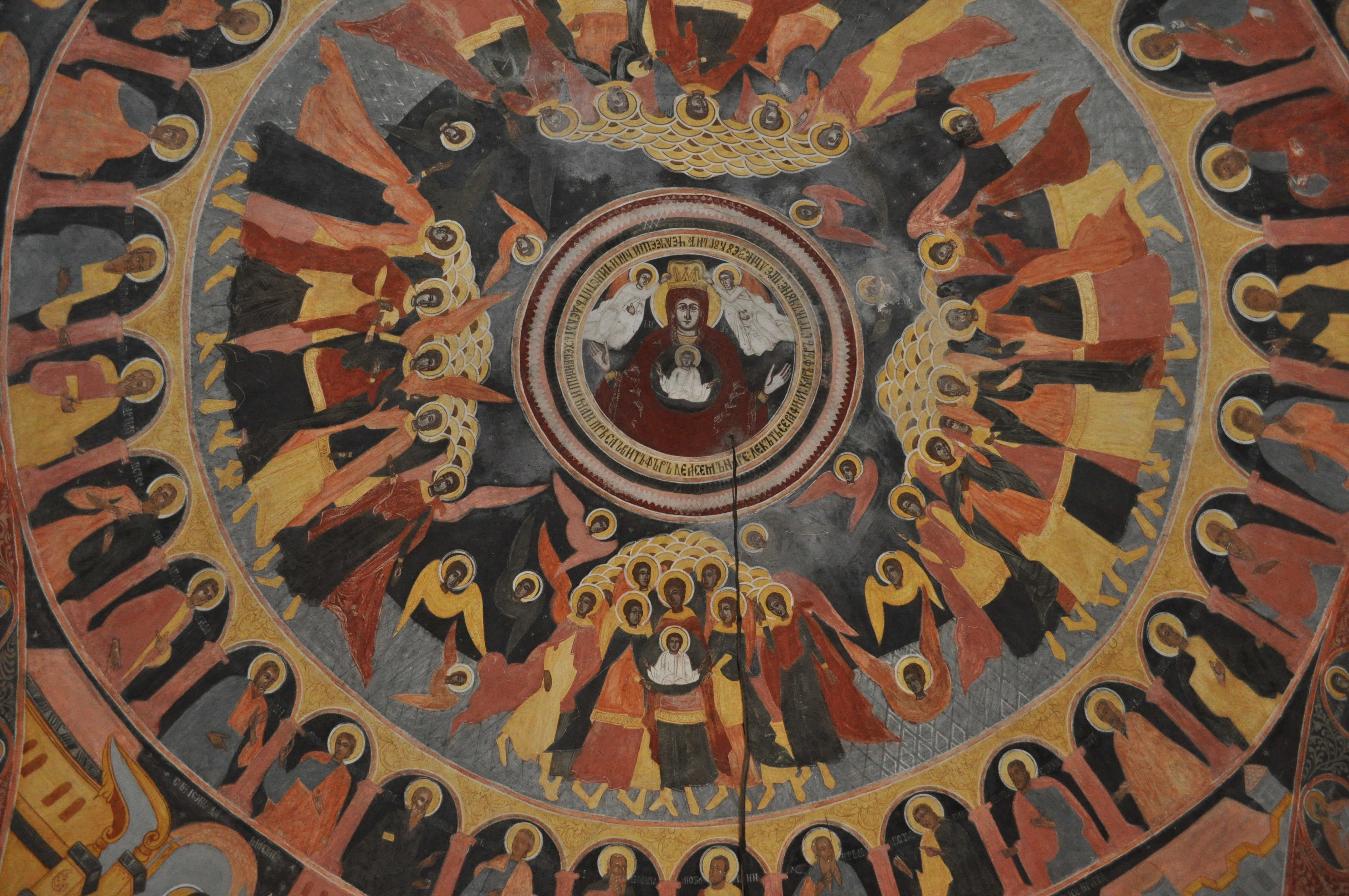
Cupola pronaosului: Maria Orantă

Biserica „Nașterea Domnului” din Sărata, județul Sibiu a fost construită ca biserică unită în anul 1806. Biserica se află pe noua listă a monumentelor istorice sub codul LMI: cod LMI SB-II-m-A-12540

## Istoric
Satul e așezat la sud de șoseaua națională Făgăraș – Sibiu. Localitatea s-a format pe valea cu același nume, printre dealurile de la marginea de jos a câmpiei piemontane. Pe hotarul satului sunt izvoare care îi justifică numele. Valea Sărății este pomenită în actul de danie al lui Mircea cel Bătrân pentru satul învecinat Scoreiu. Prima atestare documentară o avem în tranzacția pe care Ioan Gereb de Vingart o făcuse cu comitele Petru în 1466. În continuare satul este menționat și printre daniile pe care Radu cel Frumos le face lui Stoica Naneș în 1473. În 1582 încep să apară menționați boierii satului în scaunul de judecată al țării. Dintr-un document al lui Mihai Viteazul, aflăm despre un lung conflict pe care cei din Sărata îl avuseseră cu cei din satul vecin, Scoreiu, pentru hotarele dintre cele două sate. Documentele păstrate în Arhivele statului din Alba Iulia, Fond Blaj, arată că la 1 mai 1796 biserica era gata de consacrare. Construcția a fost încheiată însă abia în anul 1806, an care se poate citi, pe frontonul naosului, deasupra altarului. Inscripția pictată deasupra intrării în pronaos, la interior, se referă numai la decorarea bisericii, neprecizând data și numele autorilor ansamblului. Nici despre preotul menționat în pisanie, Gavrilă Stănciulea, nu se cunosc multe date. Este consemnat că a fost sfințit în Ardeal, în 1793, fiind paroh la Sărata când s-a ridicat biserica. Terminată în 1806, biserica a fost pictată în întregime la interior, probabil până în 1808. 
„Zugravii ar fi avut învoieli de zugrăvit și în alte sate. De aceea veneau și zugrăveau aici câtăva vreme și, până se uscau culorile, treceau la celelalte. Aici s-ar fi grăbit cu lucrul pentru că i-a zorit baronul Brukenthal, care avea la moșia sa din Avrig iobagi din Sărata, și  pictura s-ar fi făcut pe cheltuiala fostului guvernator al Transilvaniei. (...) Grija pusă de zugravi în execuția picturii ar putea fi un indiciu că se știau controlați de cineva care era mai cunoscător la pictură decât țăranii”— Valeriu Literat , Biserici vechi românești din Țara Oltului
La mijlocul secolului al XIX-lea majoritatea locuitorilor au abandonat unirea cu Roma, iar credincioși uniți și-au construit o biserică nouă, sfințită în anul 1868. La recensământul din 1930 au fost înregistrați 711 ortodocși și 111 greco-catolici, dintr-un total de 826 locuitori.
Deși nu se păstrează mărturii scrise, pictura bisericii din Sărata a fost realizată de zugravii din prima generație a familiei Grecu din Săsăuș. Pictura nu a fost restaurată timp de 200 de ani. Timpul și-a pus amprenta asupra ei, ajungându-se a nu se mai deosebi aproape nimic din ea. Restaurarea picturii a început în anul 2000, a durat trei ani, lucrările fiind executate de o echipă condusă de Ioana Muntean Zărnescu, pictor-restaurator. Pe lângă restaurarea picturii, în acest timp au mai fost realizate și alte lucrări: schimbarea podelei, refacerea instalației electrice, lucrări de izolație, dotarea bisericii cu încălzire centrală, tocmai pentru a proteja pictura de degradare. 
Biserica a fost resfințită în data de 5 octombrie 2003 de episcopul vicar Visarion Rășinăreanul. Preoții slujitori: Avram Stănciulea 1812-1857, Ioan Calefariu 1857-1875, Dionisie Calefariu 1858-1892, Ioan Lupea 1892-1897, Ioan Mandeal 1897-1907, Gavrilă Paștea 1907-1947, Viorel Paștea 1947-1990, Ioan Miu 1990- .

## Trăsături
Biserica are următoarele dimensiuni în interior: pronaosul are 5,50 m / 6,80 m, naosul 9,65 m / 6,85 m, altarul 3,90 m / 4,30 m. Zidurile măsoară în grosime 0,75 m. Legături de fier, puse înainte de primul război mondial, împiedică lărgirea unor crăpături în bolți și asigură soliditatea bisericii.  Deasupra naosului și pronaosului sunt cupole așezate pe arcuri puternice. Cupola ce acoperă naosul e mai strâmtă decât culmea arcurilor și se reazemă pe cărămizi lăsate de pe arcuri spre interiorul bisericii. De la paviment la vârful cupolei naosului e o înălțime de 6 m, la a pronaosului 5,80 m, iar la bolta altarului 4,20 m. Absida altarului are la bază 5 laturi. Deasupra pereților de lângă naos se deschide o boltă în formă de leagăn întors (berceau). Altarul are trei ferestre: spre nord, sud și est, naosul câte două de fiecare perete, pronaosul câte una. 
Turnul, nava lăcașului și altarul sunt acoperite cu țiglă. Turnul are un etaj, cu acoperișul în formă de piramidă cu opt laturi pe bază patrulateră. Acoperișul cu două pante al bisericii se termină în pignon (fronton), deasupra altarului. Acoperișul altarului e cu 1,50 m mai scund decât al bisericii  și are muchiile impuse de forma absidei.

## Programul iconografic
Deasupra intrării, pe turn, se găsește un chip al Maicii Domnului, pe tron, cu pruncul Isus în brațe, între doi îngeri zugrăviți întregi. În pronaos, în vârful cupolei, Maica Domnului, ridicând mâinile în sus, în atitudine de adorație. Pe pieptul Maicii Domnului, în medalion, pruncul Isus binecuvântând cu amândouă mâinile. De jur împrejurul Maicii Domnului sunt îngerii, grupați în cete, pe un paviment cenușiu, având la spatele lor bolta înstelată. Sub cetele îngerești, un șir de apostoli, despărțiți unii de alții prin coloane de arcadă. Pandantivii sunt ocupați de cuvioșii părinți: Andrei Criteanul, Ioan, Cozma și Ioan Damaschinul. Pe peretele nordic au fost înfățișate raiul și iadul, despărțite numai prin ambrazura ferestrei.
Pe cupola naosului, Isus Hristos Pantocrator. Împrejur, cetele îngerești, alcătuind patru grupe, se despart prin capete de Heruvimi și Serafimi. Urmează un șir de apostoli, toți cu epitrahil și evanghelii legate în aur ori deschise. Pe arcul dinspre tinda femeilor, au fost înfățișate episoade din Judecata lui Iisus. 
În altar au fost pictați diaconi și arhierei. Mai apar și prooroci. Sunt înfățișate și Duminecile Penticostarului. Pe boltă, Dumnezeu Tatăl binecuvântă cu dreapta, iar cu stânga ține globus cruciger.

## Patrimoniu
Antimisul  de la Dionisie Novacovici, 1762.
Cărți vechi:
1. Un Antaloghiu, fără foaia de titlu.     
„ După prefață, se vede că e cel de la 1766, tipărit de episcopul Partenie al Râmnicului. Pe paginile 6-17 s-a păstrat următorul fragment de însemnare: „... pe mine după datorie avândă cu drag a pomeni, ereu Simion, ereu... Paraschiva î ceealalți car(i) să va ține la sfântul jertve(l)nic o las biserici fără nici o pricină, iar cine sar pune împotriva cărții aceștiea cu ceva rău, a nu lăsa cum las eu, a mișca au a fura, unul ca cela să fie supt afurisaniea sfinților părinți 318 că pentru D(u)mn(e)zeu am dat-o să fie a bisereci. Al sfințiilor voastre de bine voitoriu ereu Simion tutur(or) preoților frați întru Hs. Amin. Am scris eu cu mâna mea popa Simion Arpaș de Sus measeța Iunie 9 An Dlui 1768””— Valeriu Literat,  Biserici vechi românești din Țara Oltului
 .

2.Cazania lui Varlaam, fără foaia de titlu.     
„La pag. 209 însemnarea: „Această sfântă păucenie au dat Călăfariu să fie pomană pre viță, prea sămânță până va hi satul și beasăreca satului nime să nu o vânză sau să o zălogească că au dat pre tare credință să fie undes părinți și moși și strămoși iar cine o va vinde sau o va da di(n) besearecă să fie tecletu și proclet de trei sute și 18 de otți di(n) ve(?) Nekiea. Scrisam protupop Pașcu ot Turda. M(e)seața Iunie 4 zile a. Domnului 1691””— Valeriu Literat,  Biserici vechi românești din Țara Oltului
.
3.Evanghelie de la București, 1760.
4.Liturghier, tipărit la Bart, Sibiu, 1798. Pe el a însemnat numele lui Avram Stănciulea, diacon (cu cirilice și latinești), la 1820 și 1821.
5.Octoih de la Râmnic, 1763, dat de Ion Căpățână pentru pomenire, în fața lui Mani Lupea și Onea Paște(a) la 1782.

## Imagini din exterior

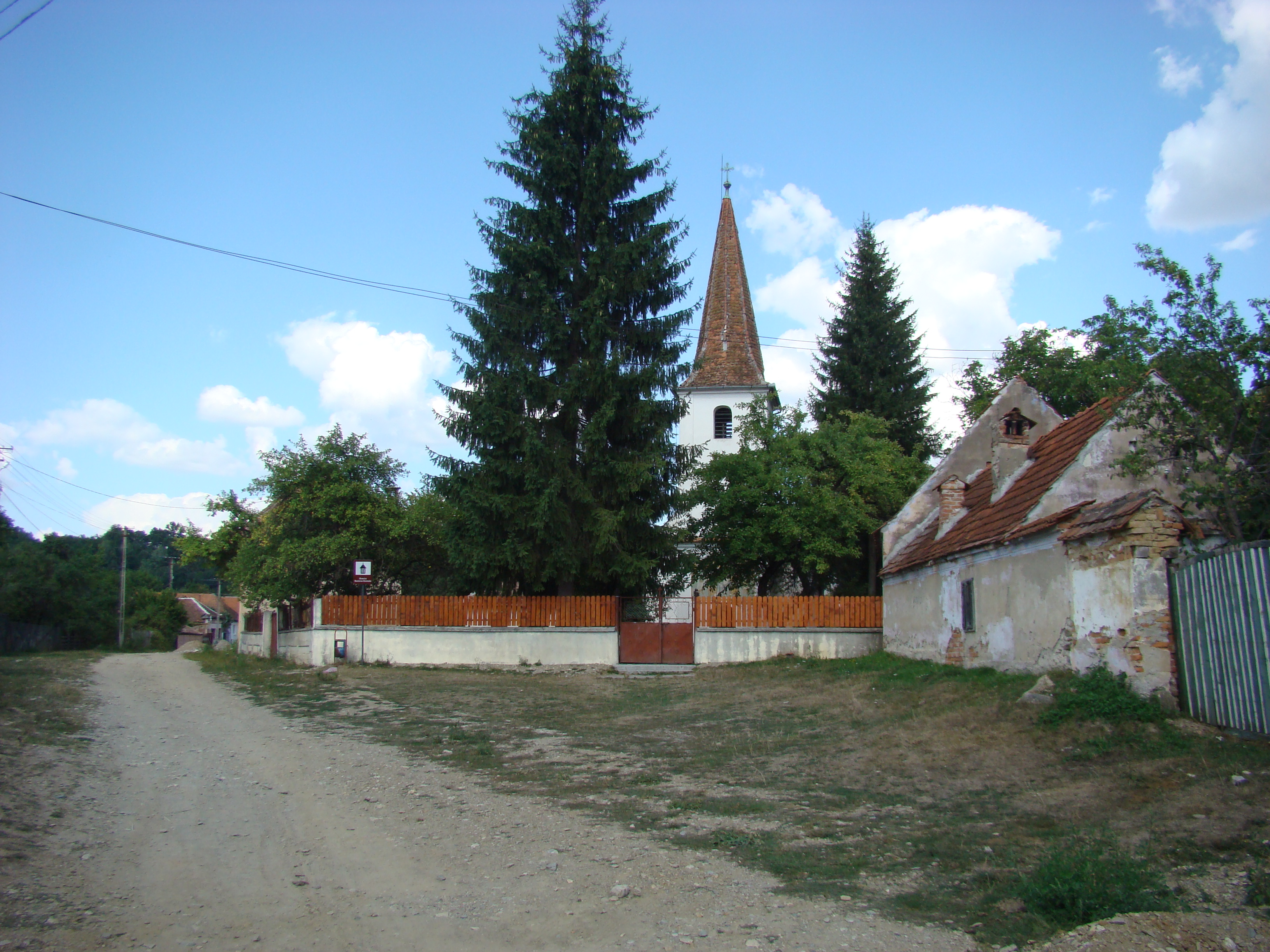
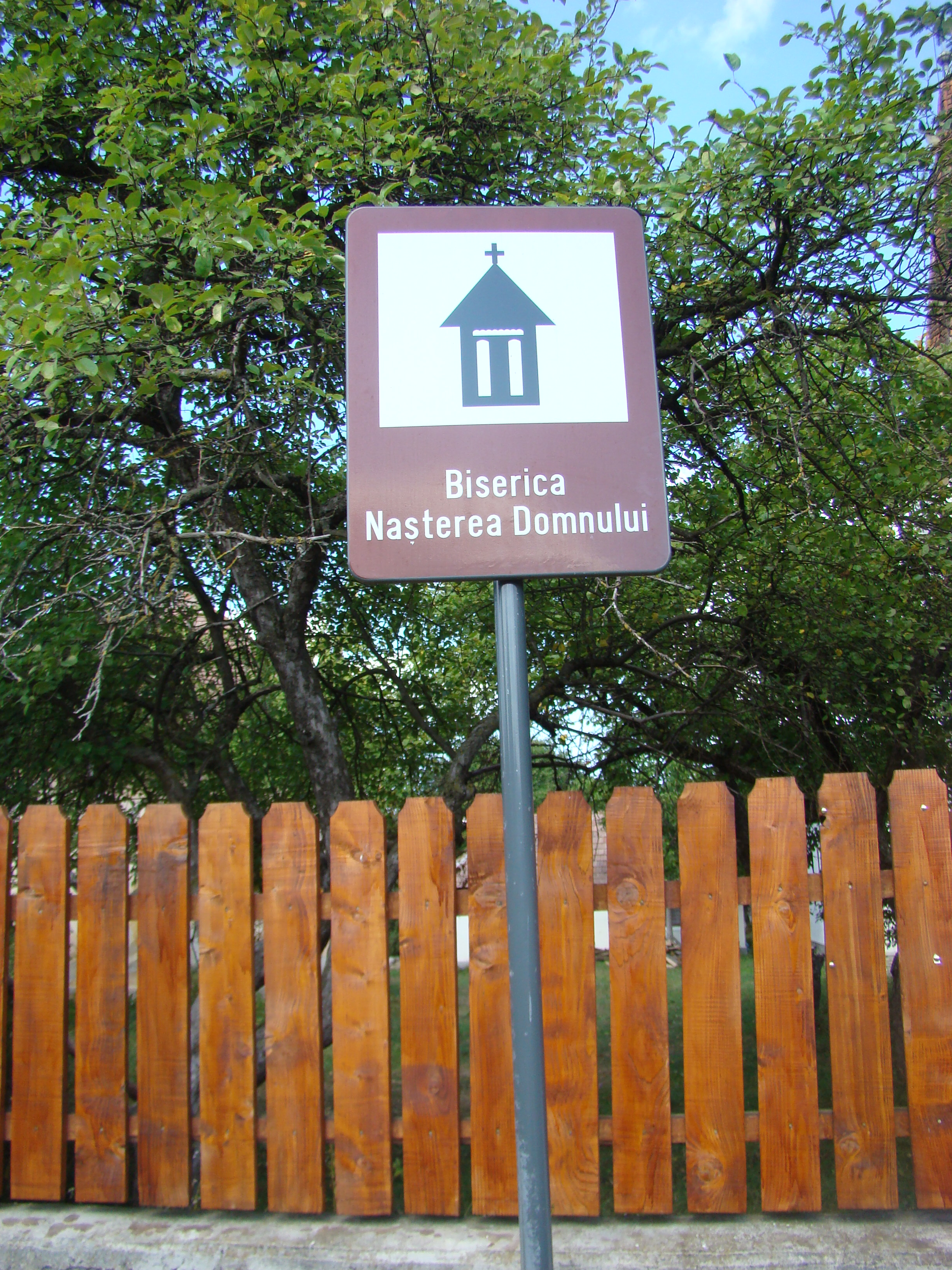
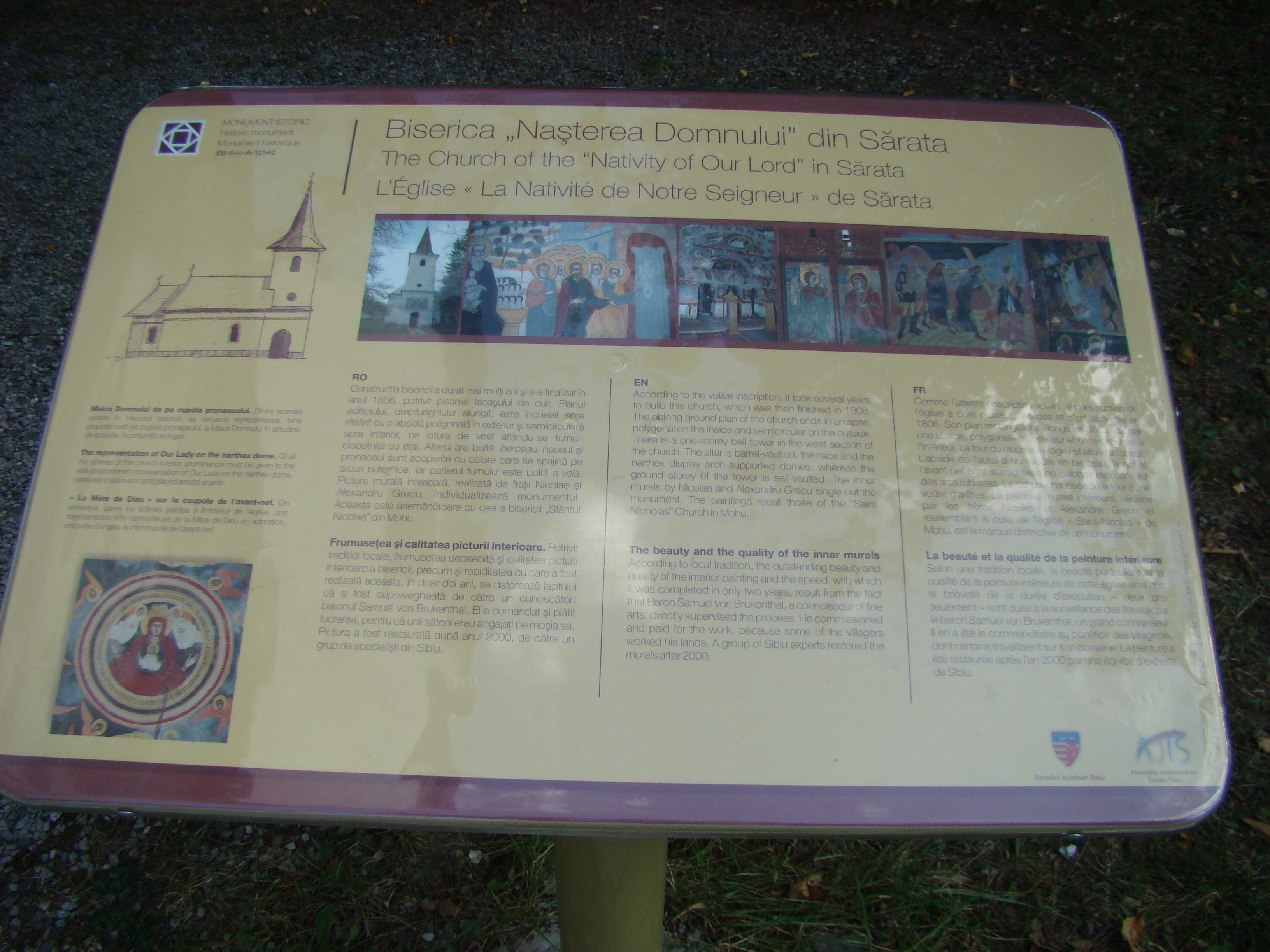
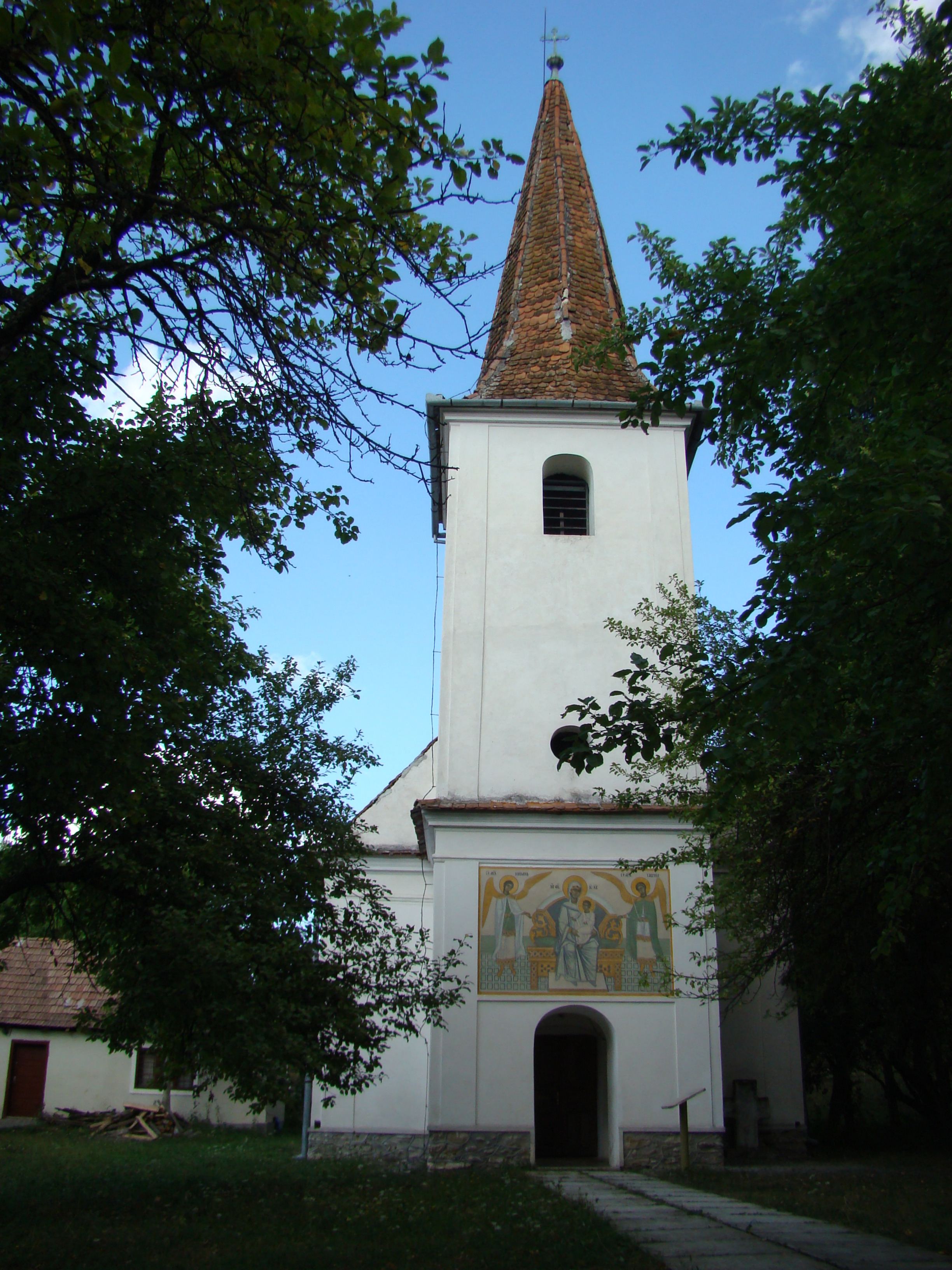
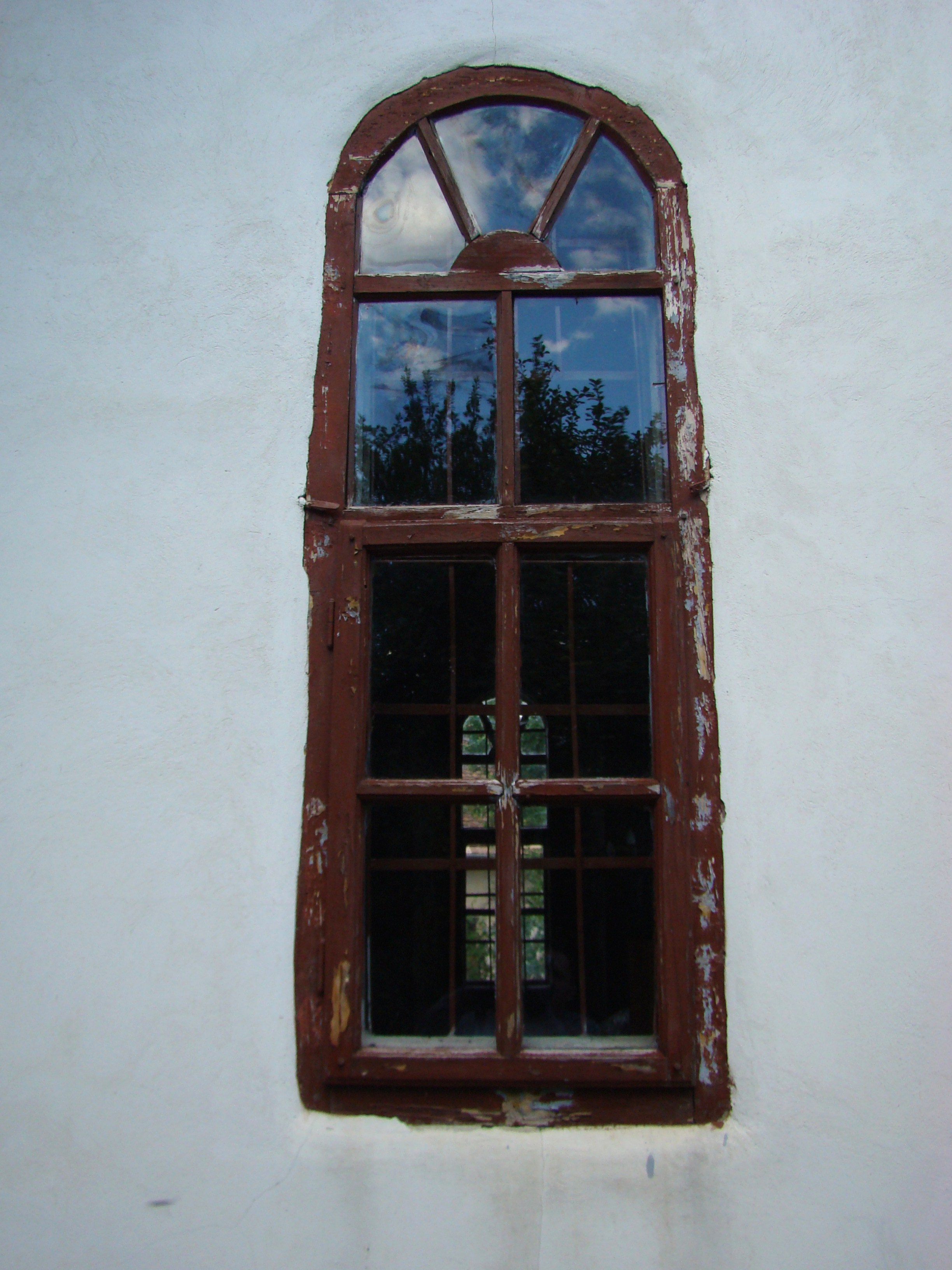
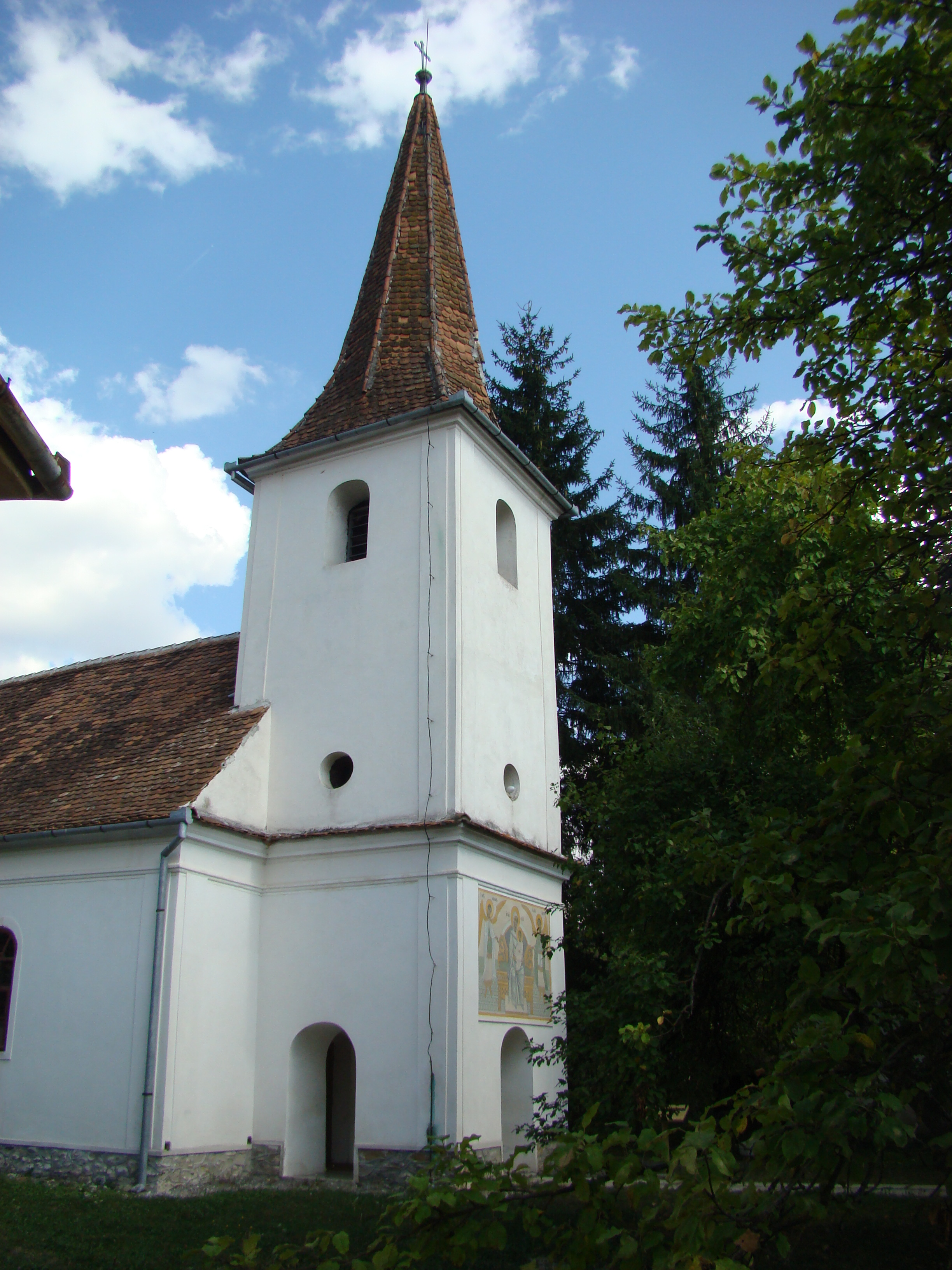
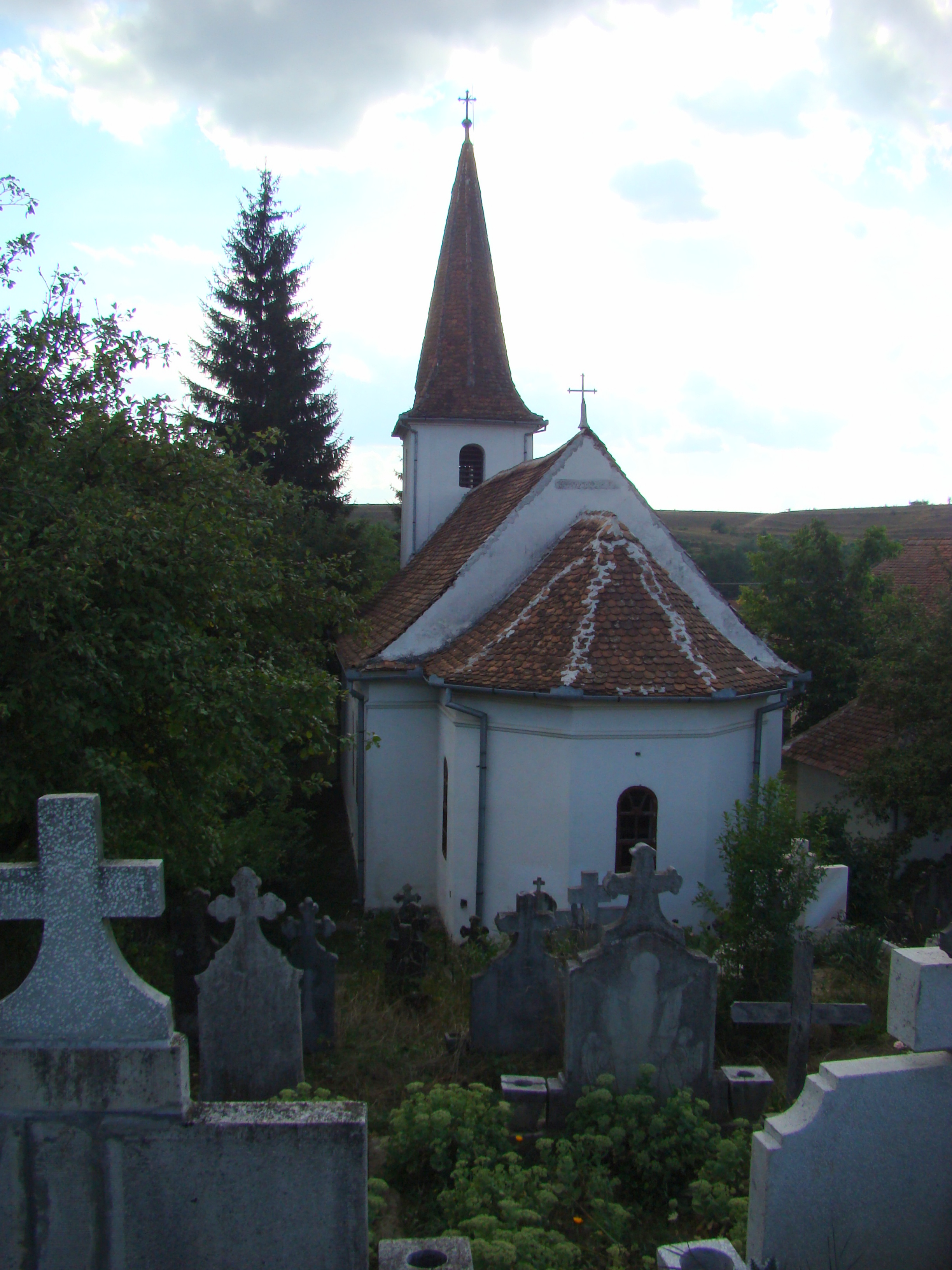
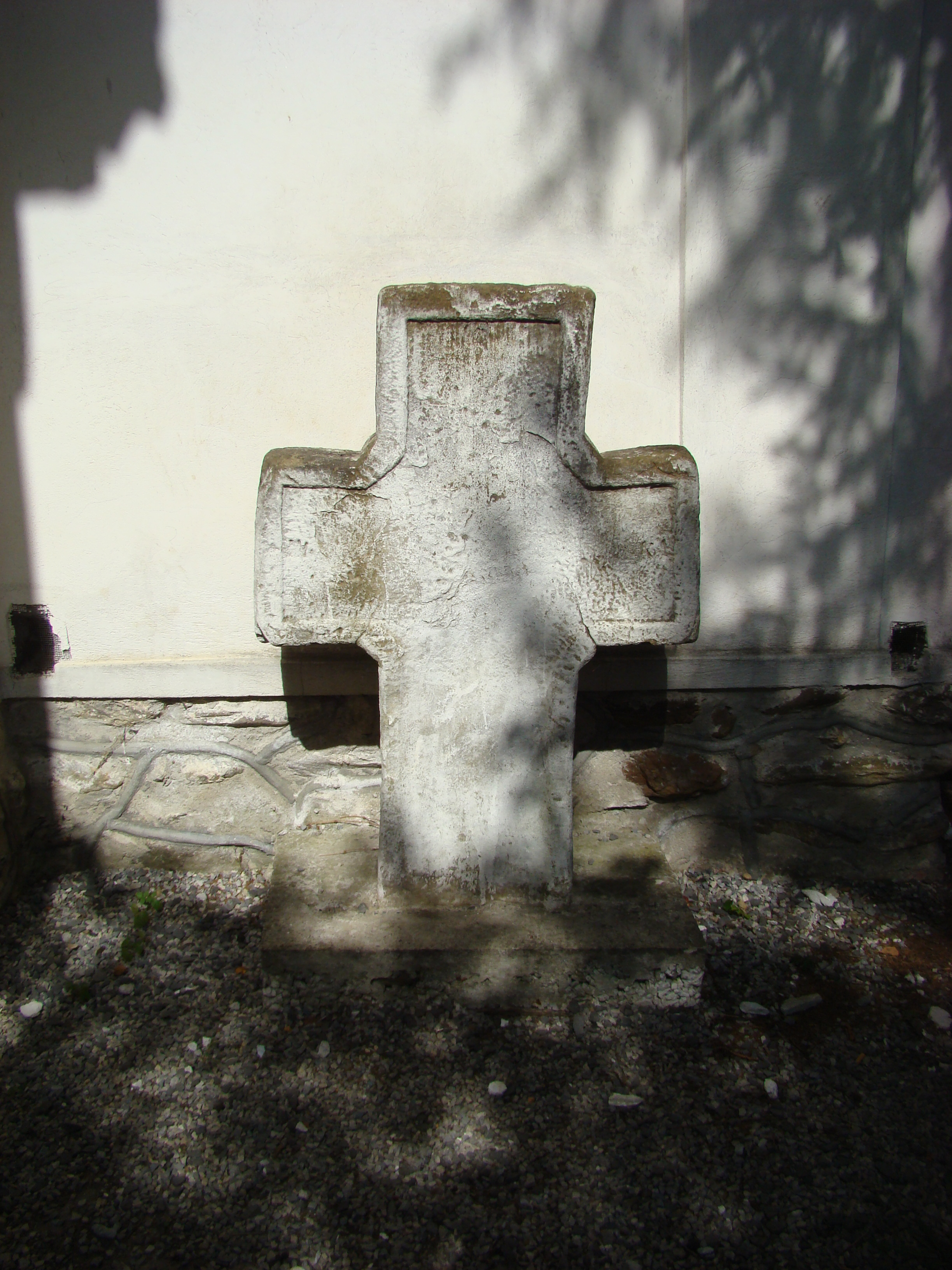
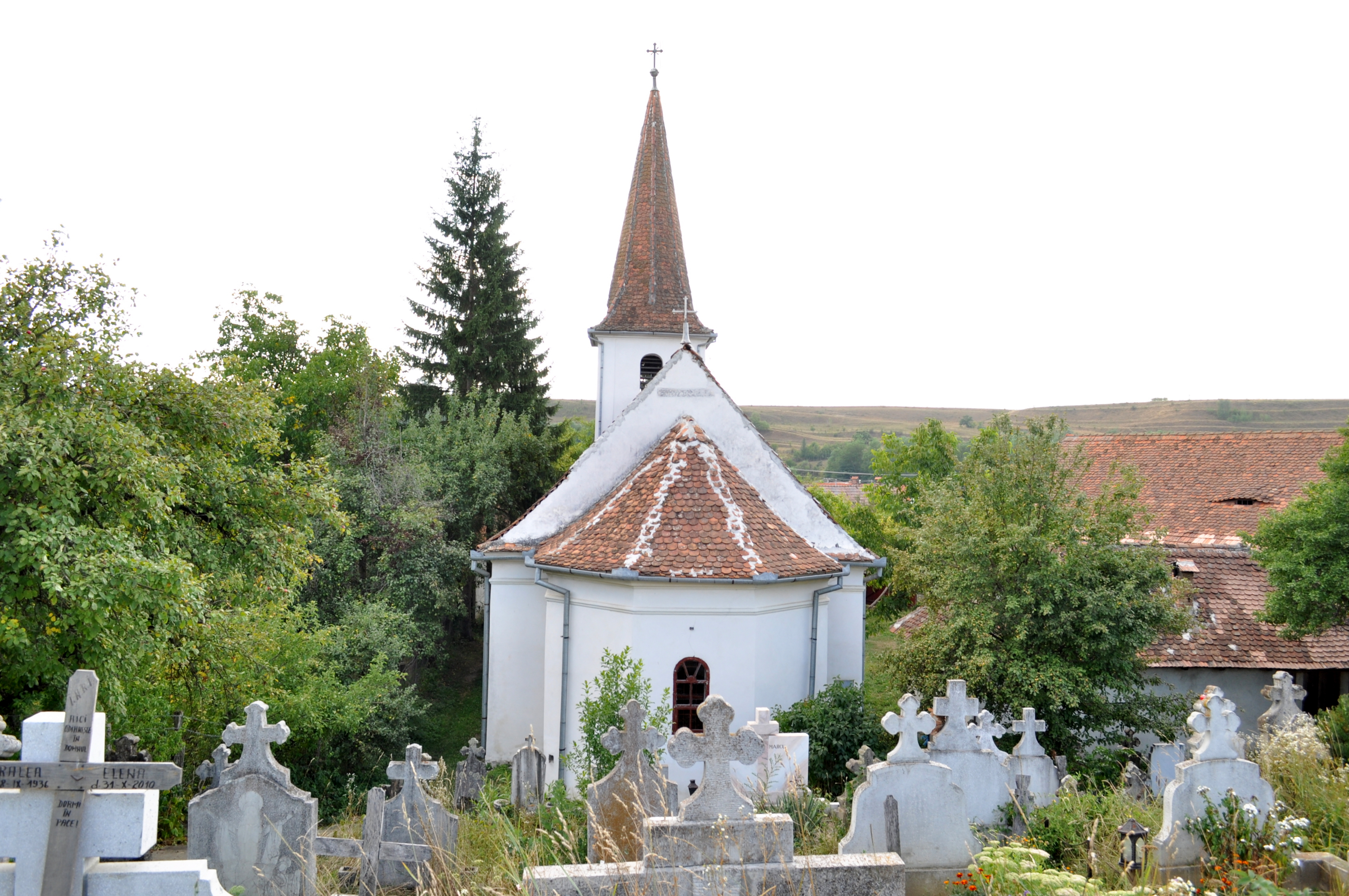
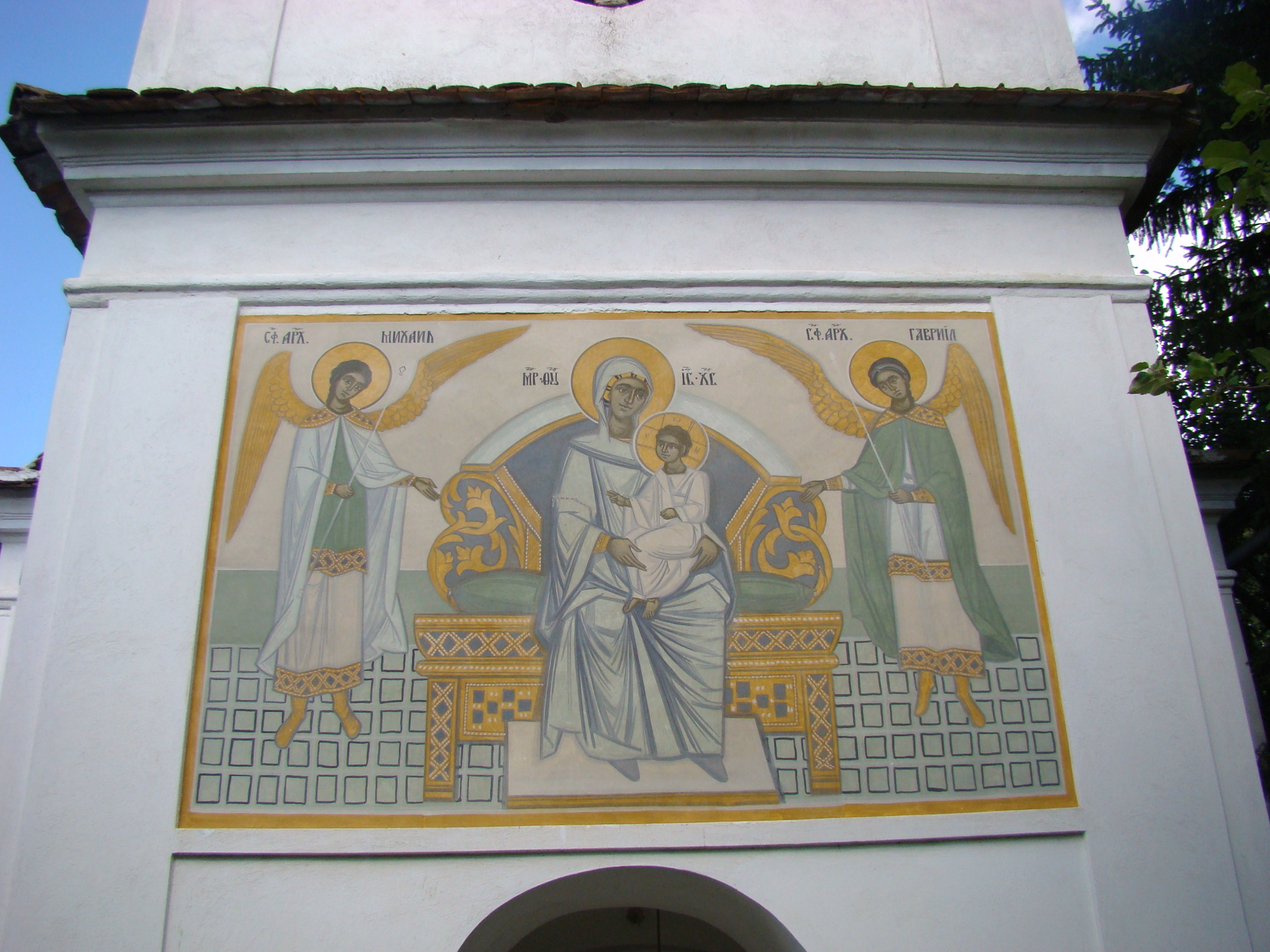
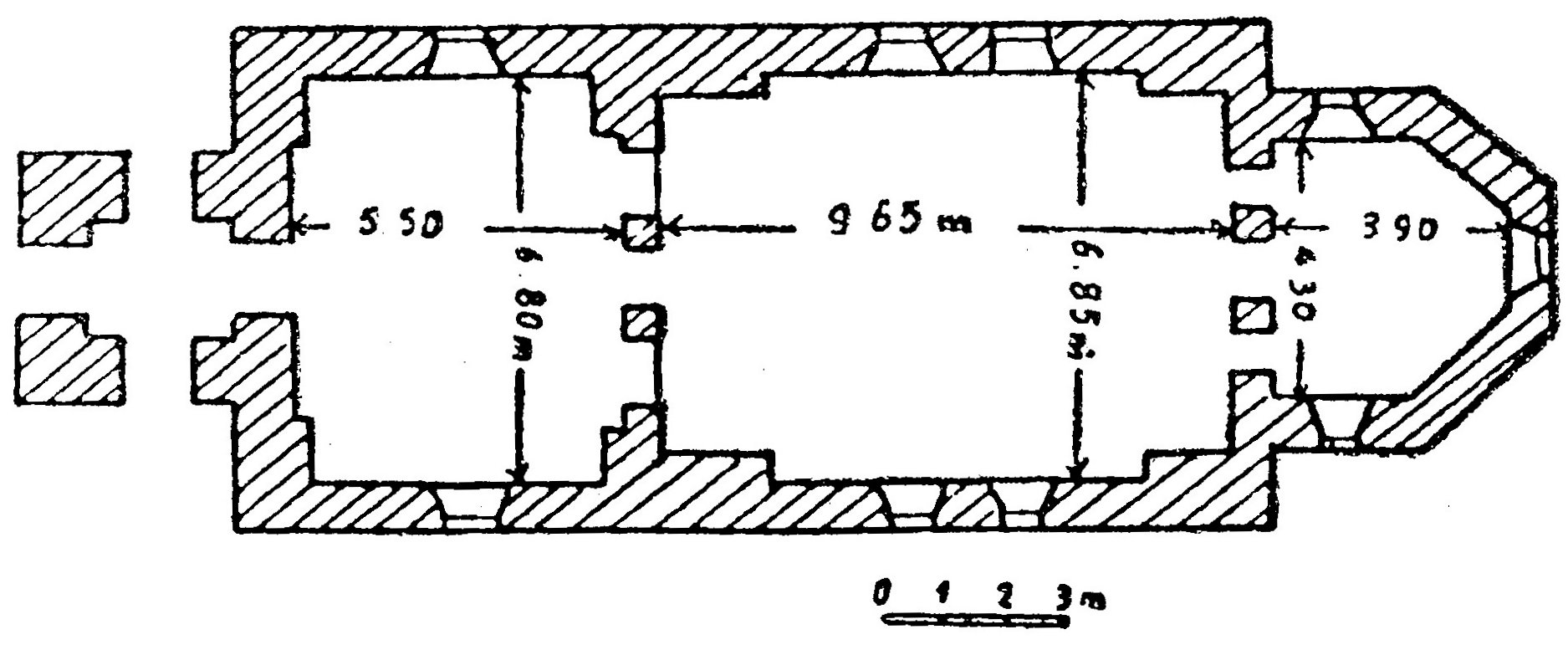
Planul bisericii din Sărata
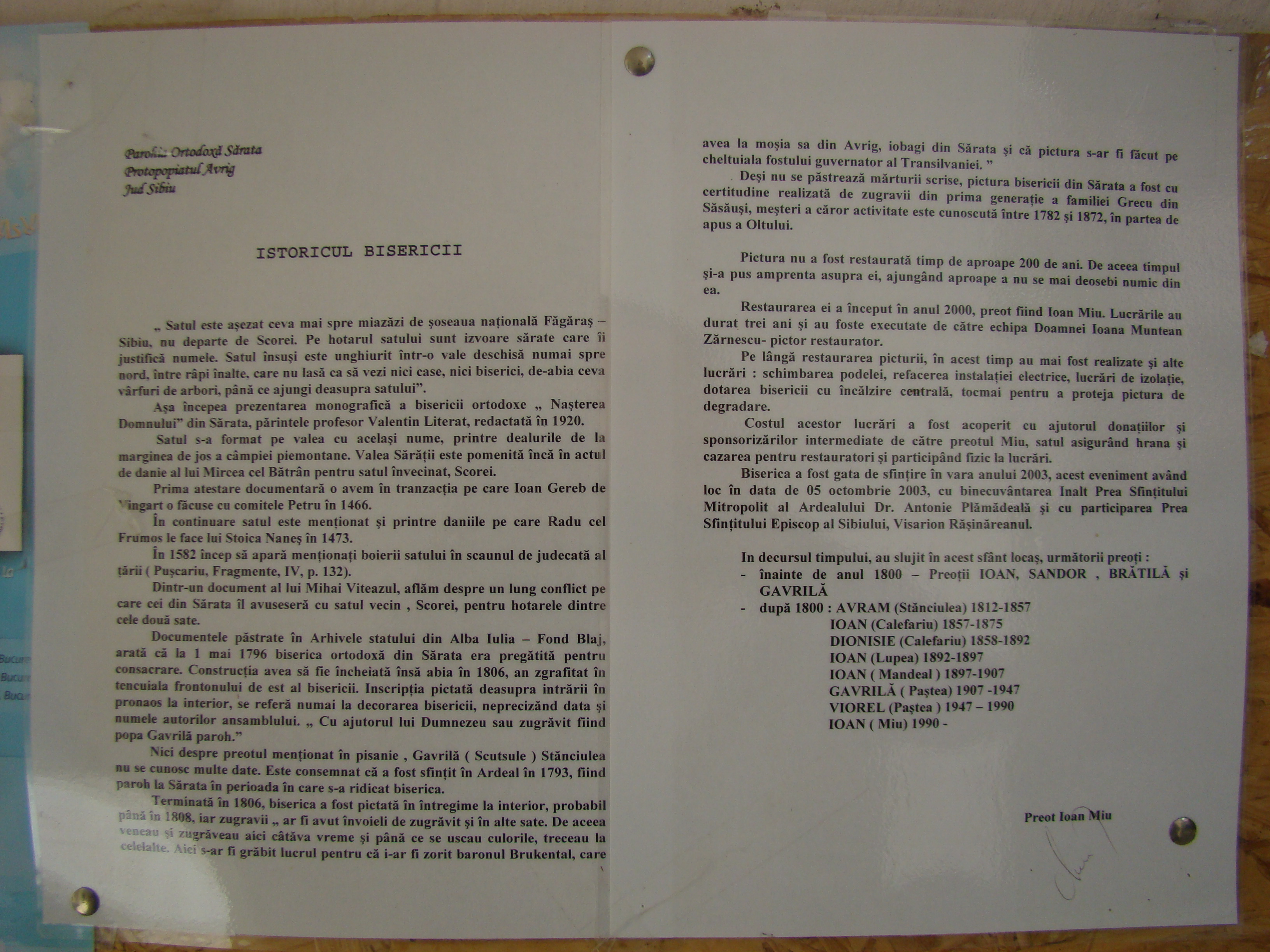

## Imagini din interior

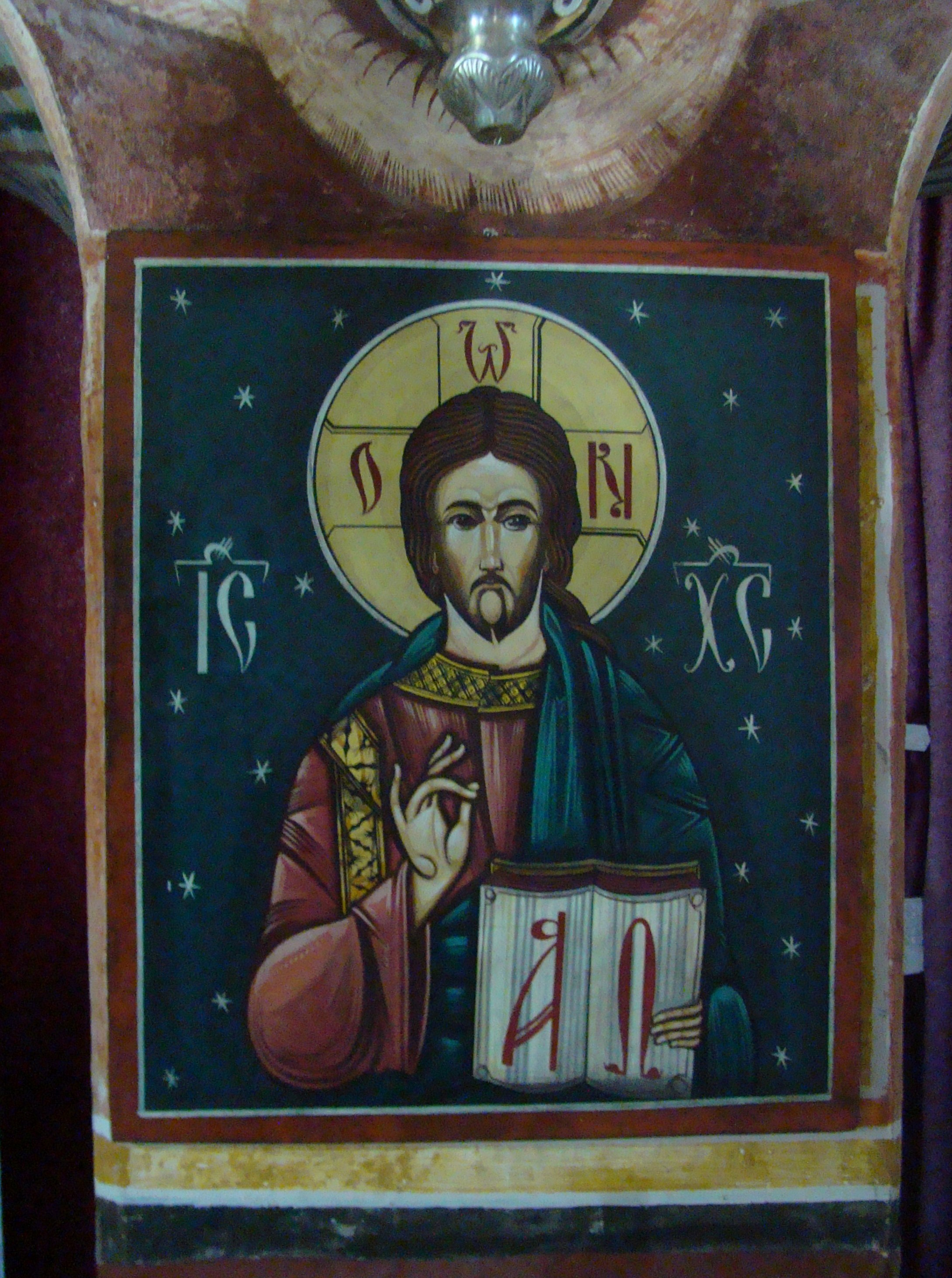
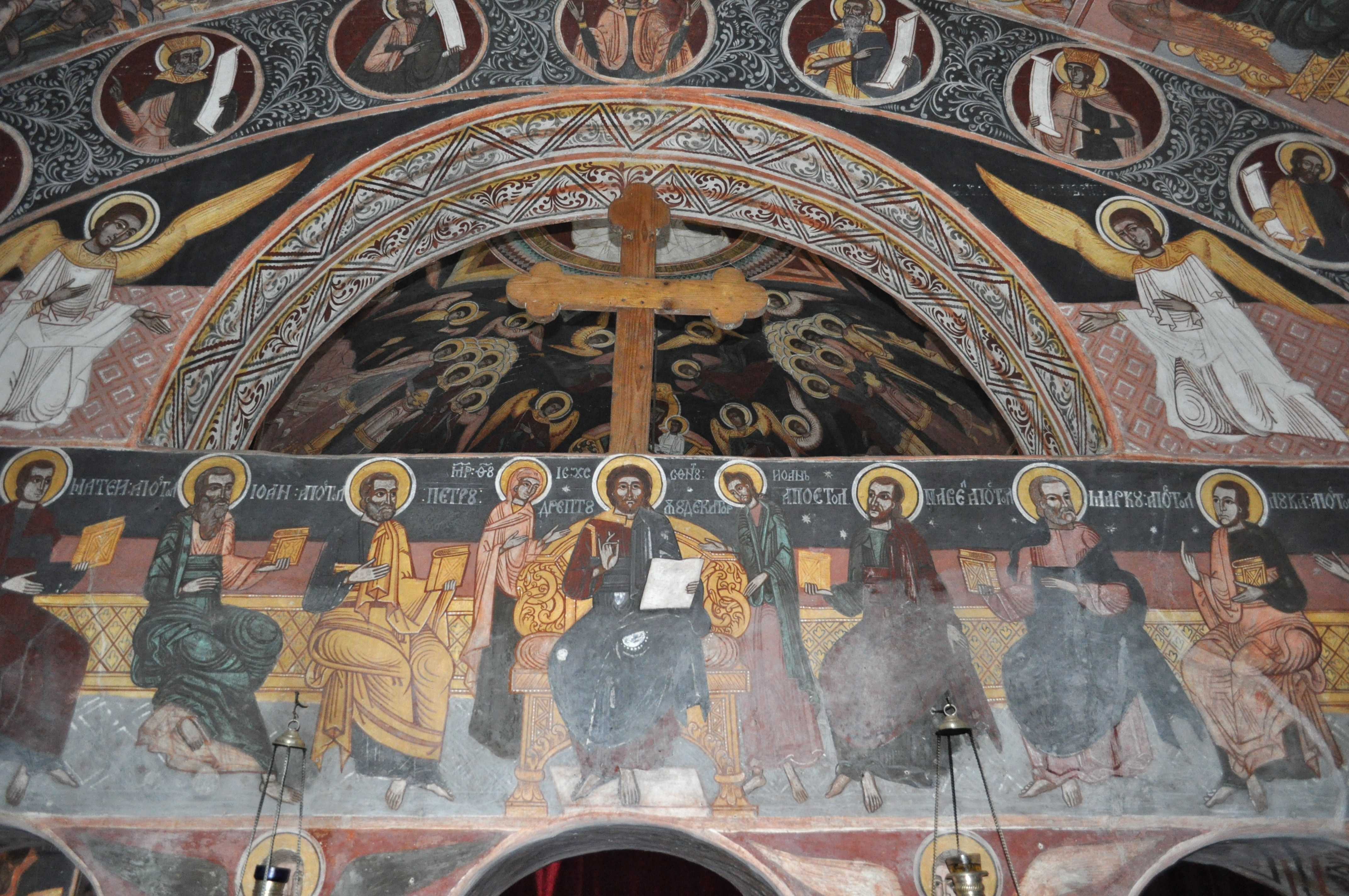
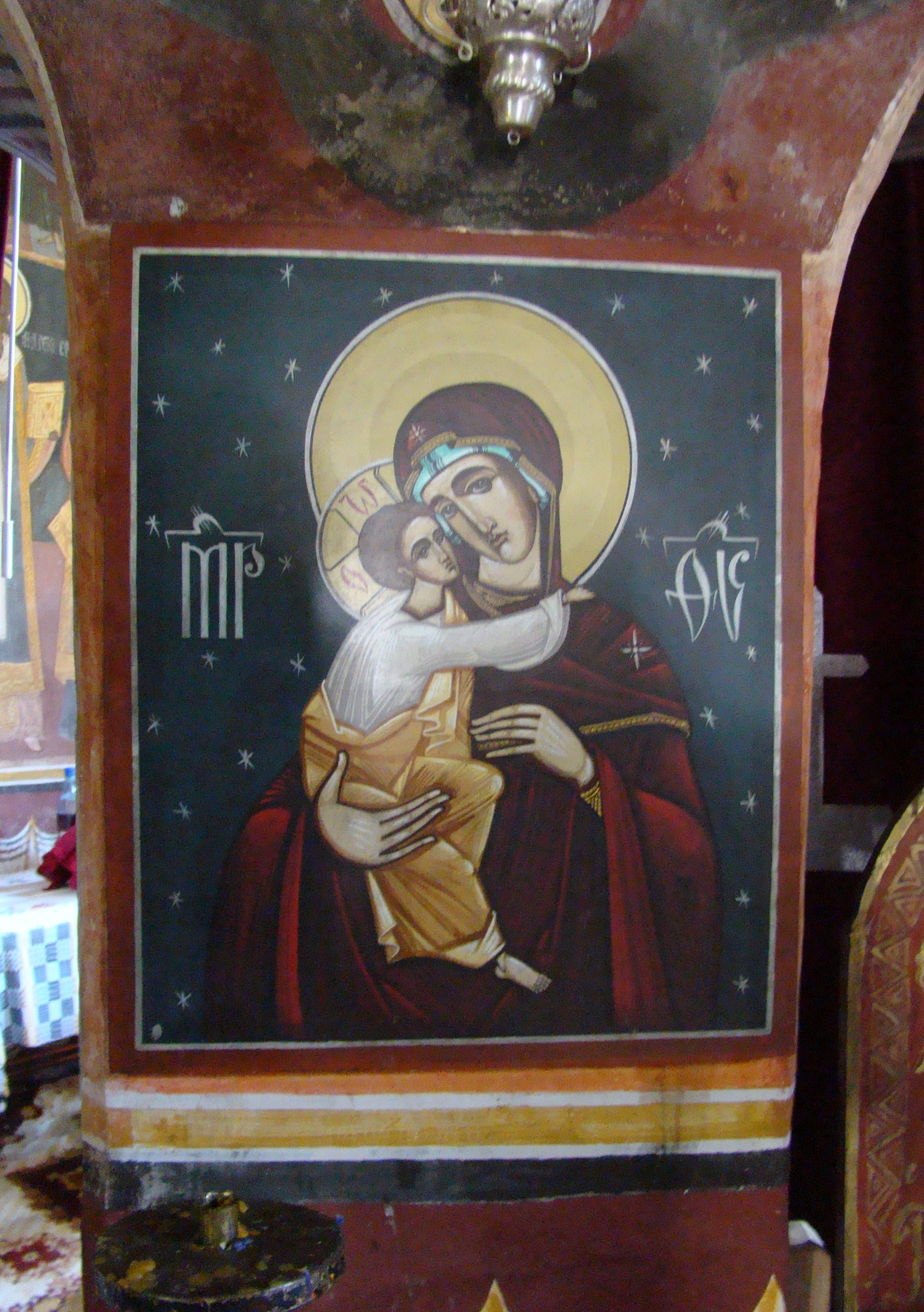
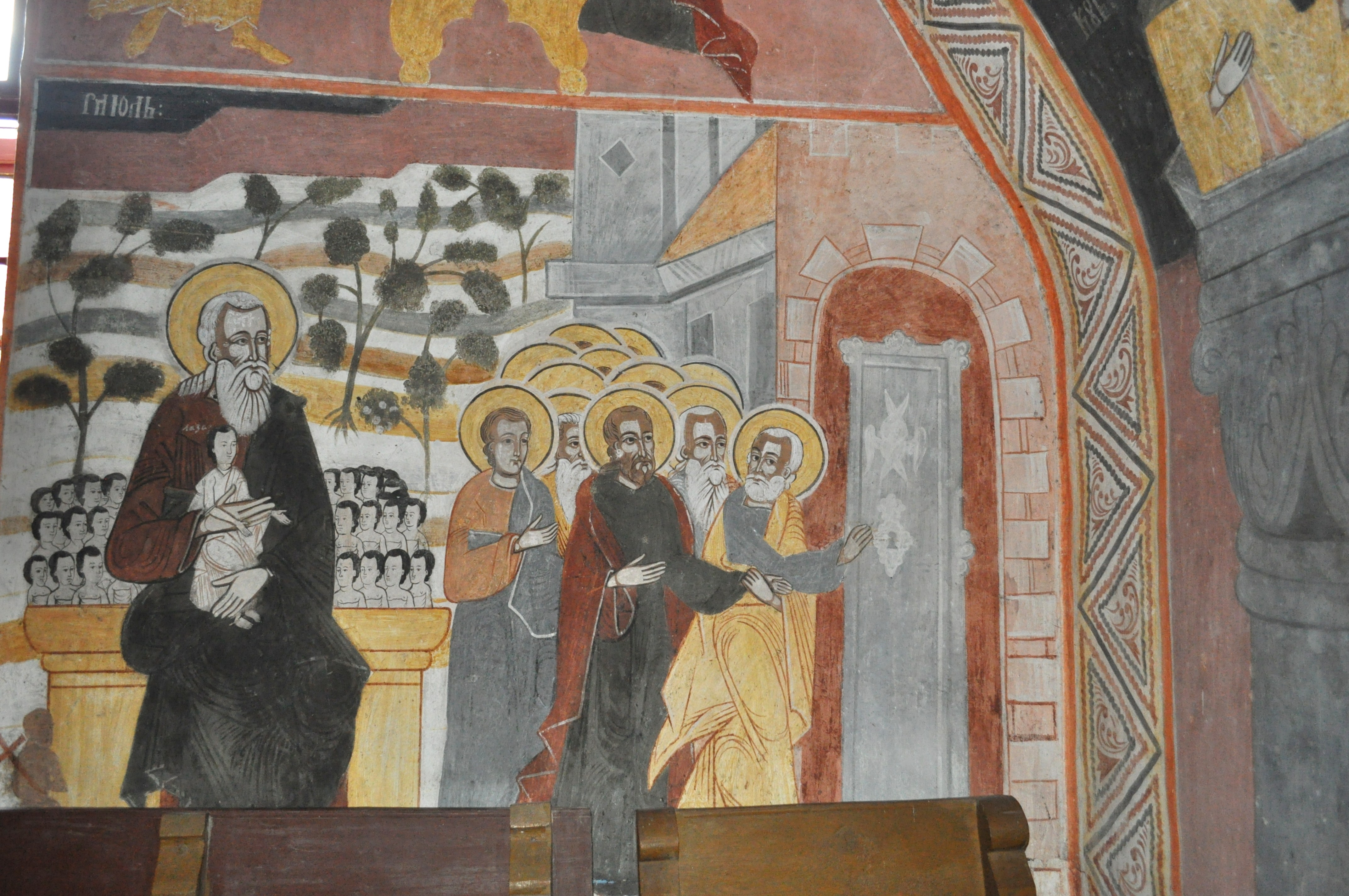
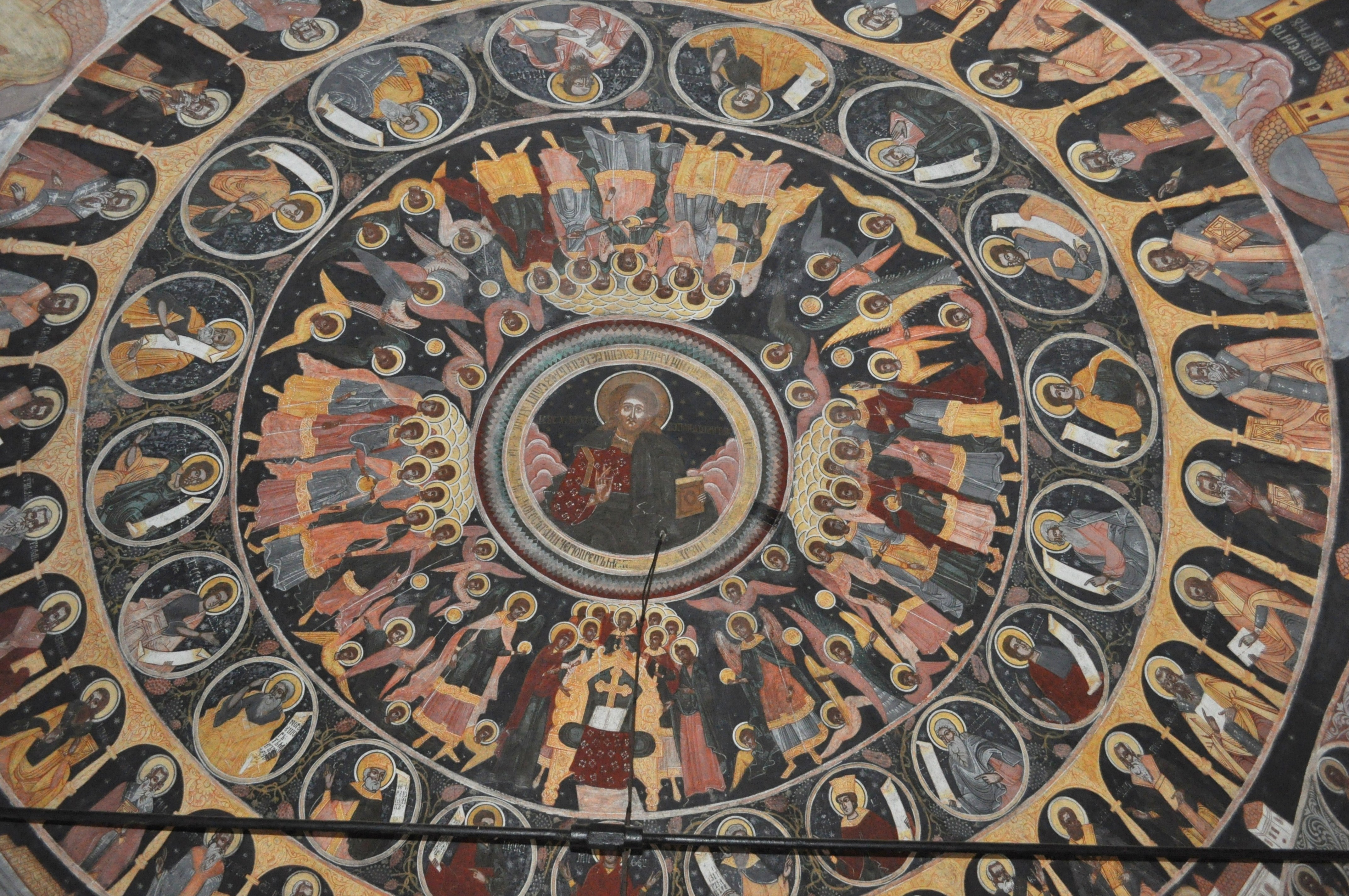
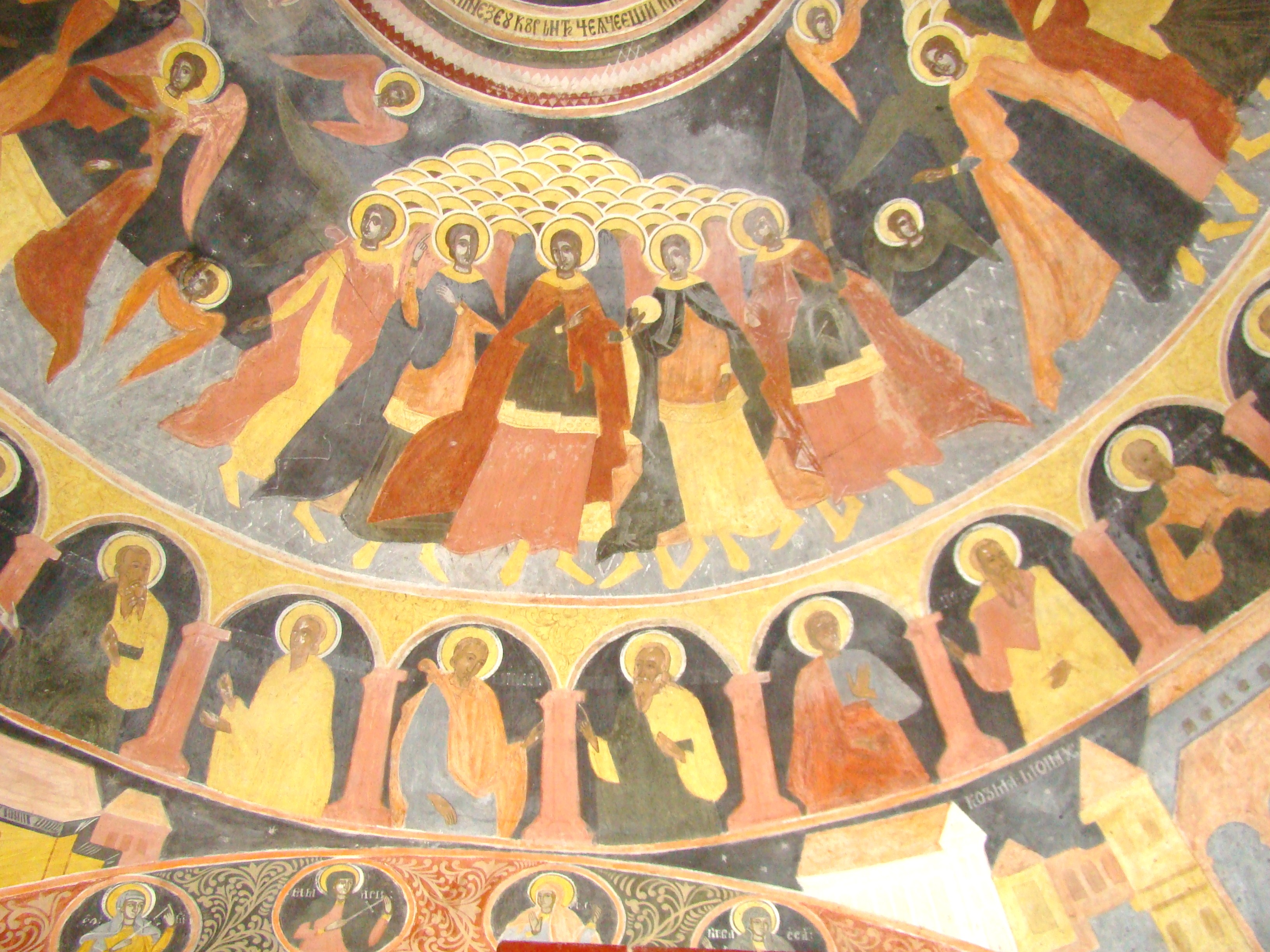
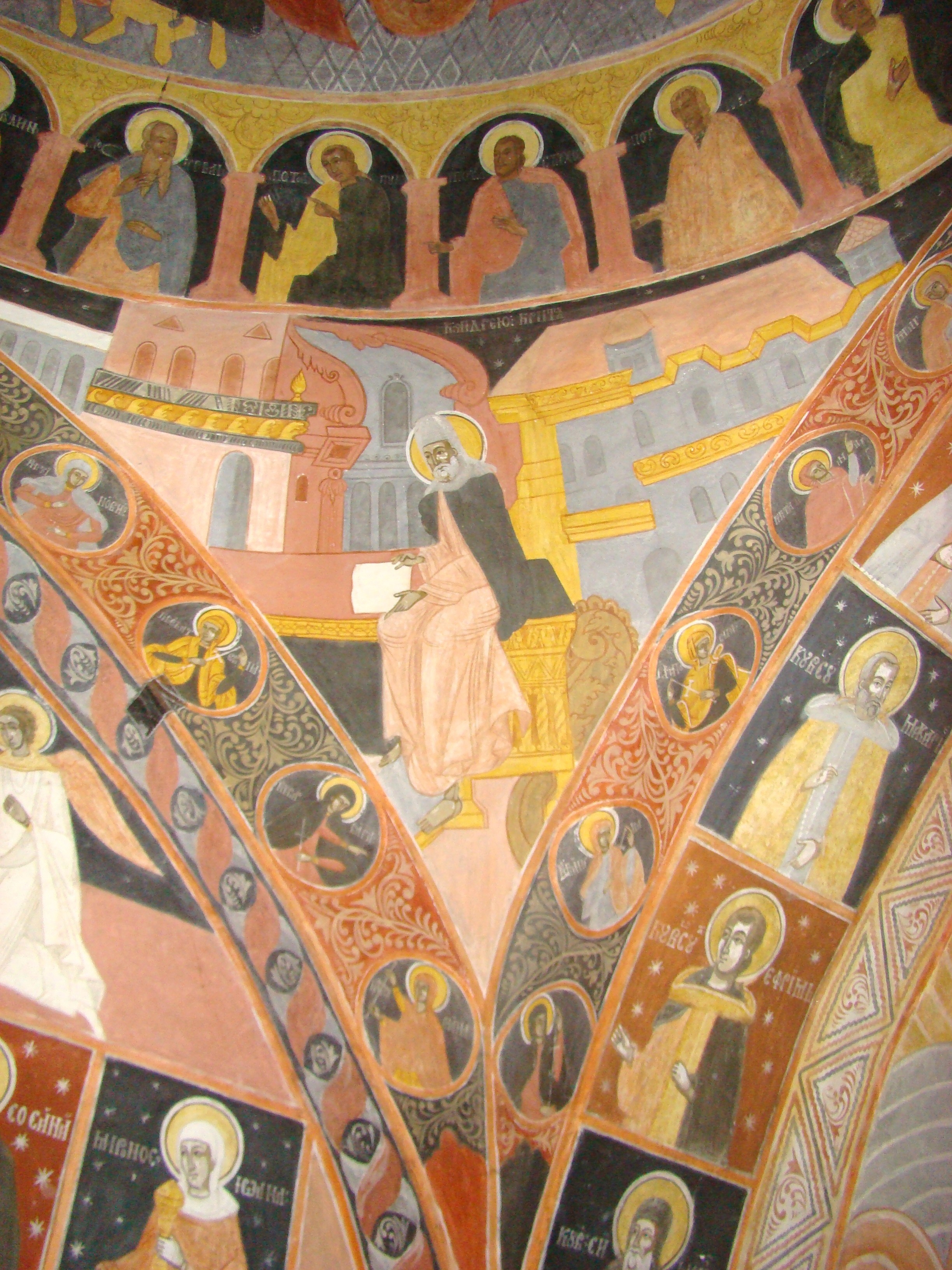
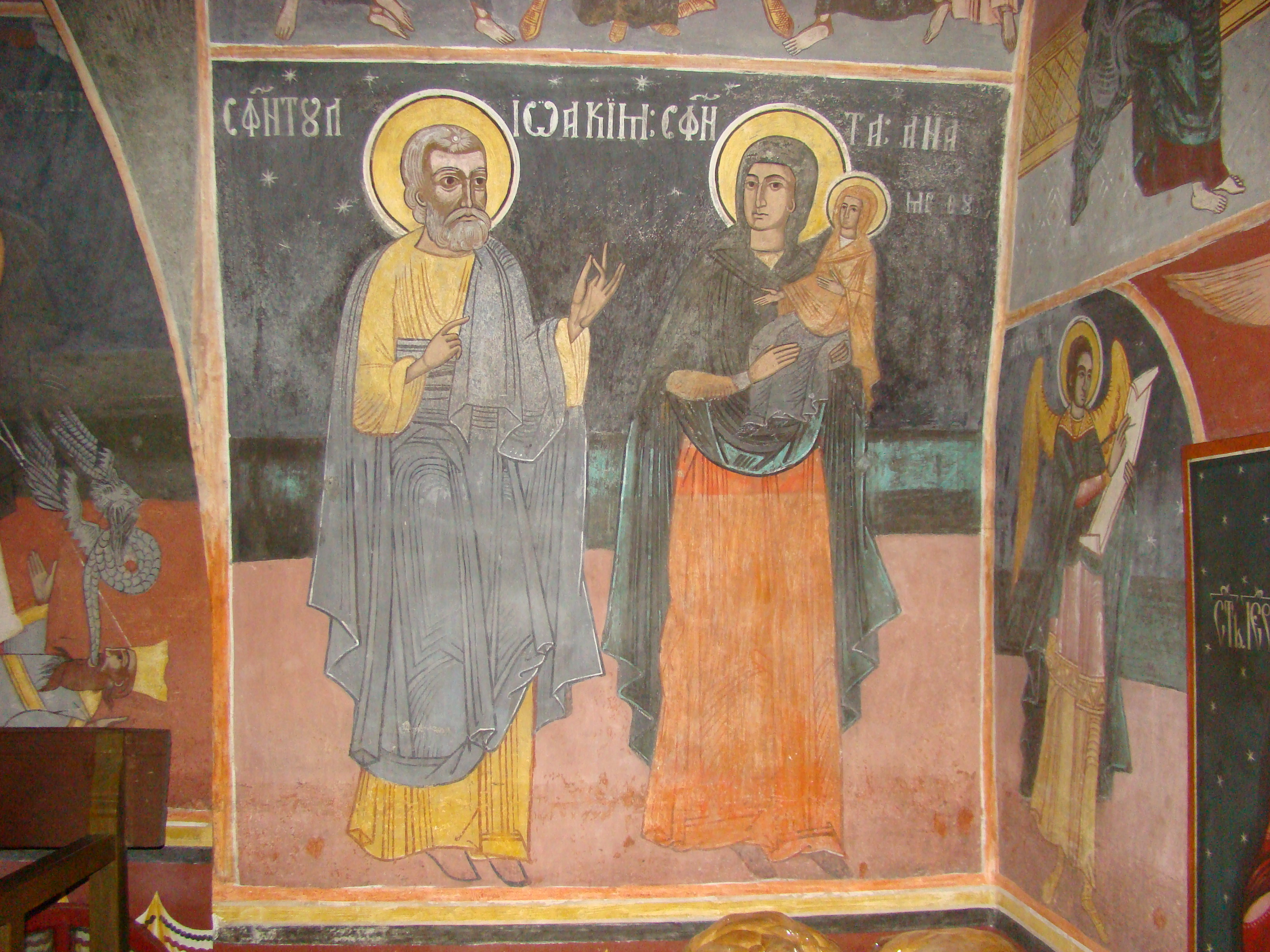
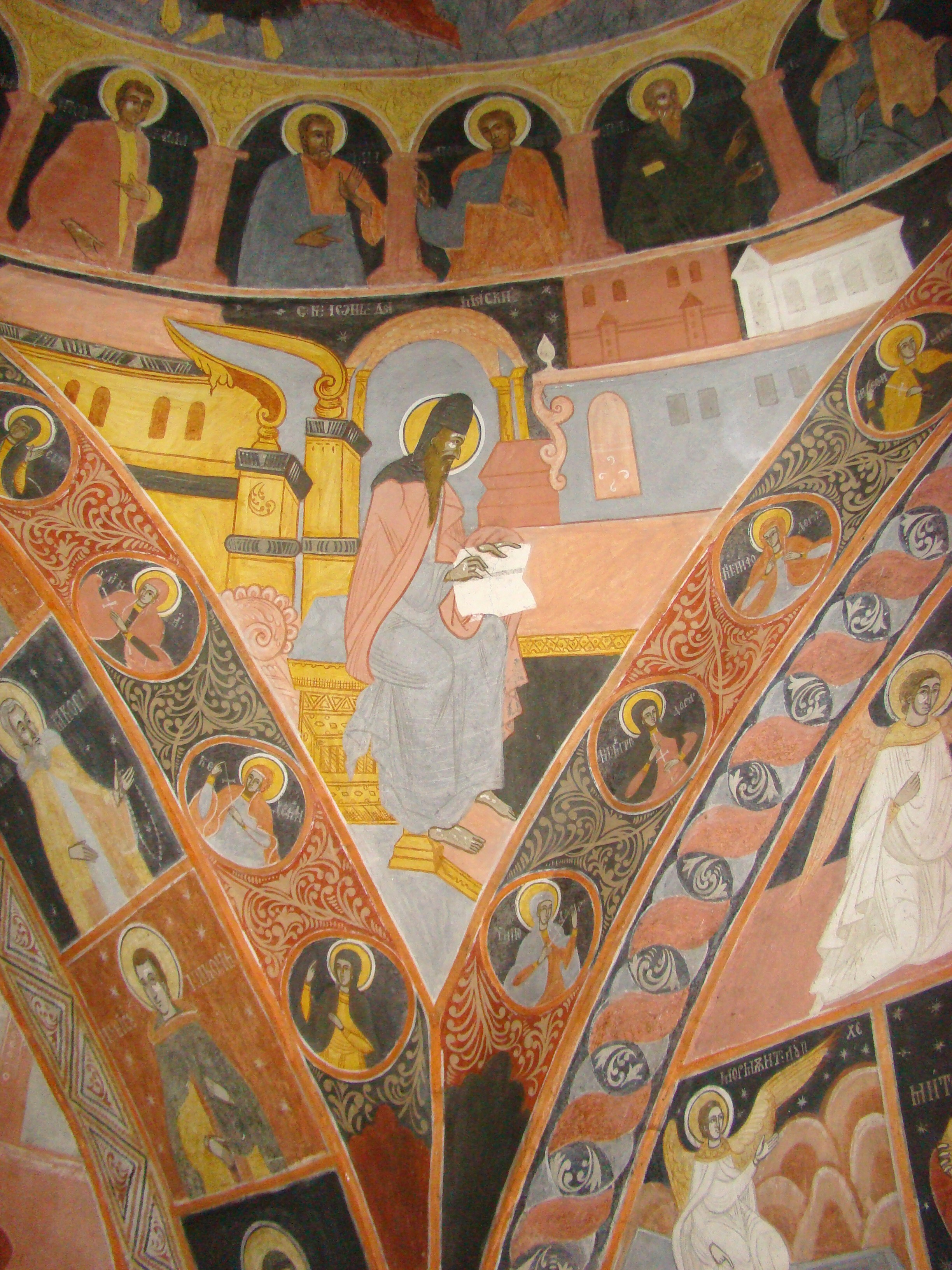
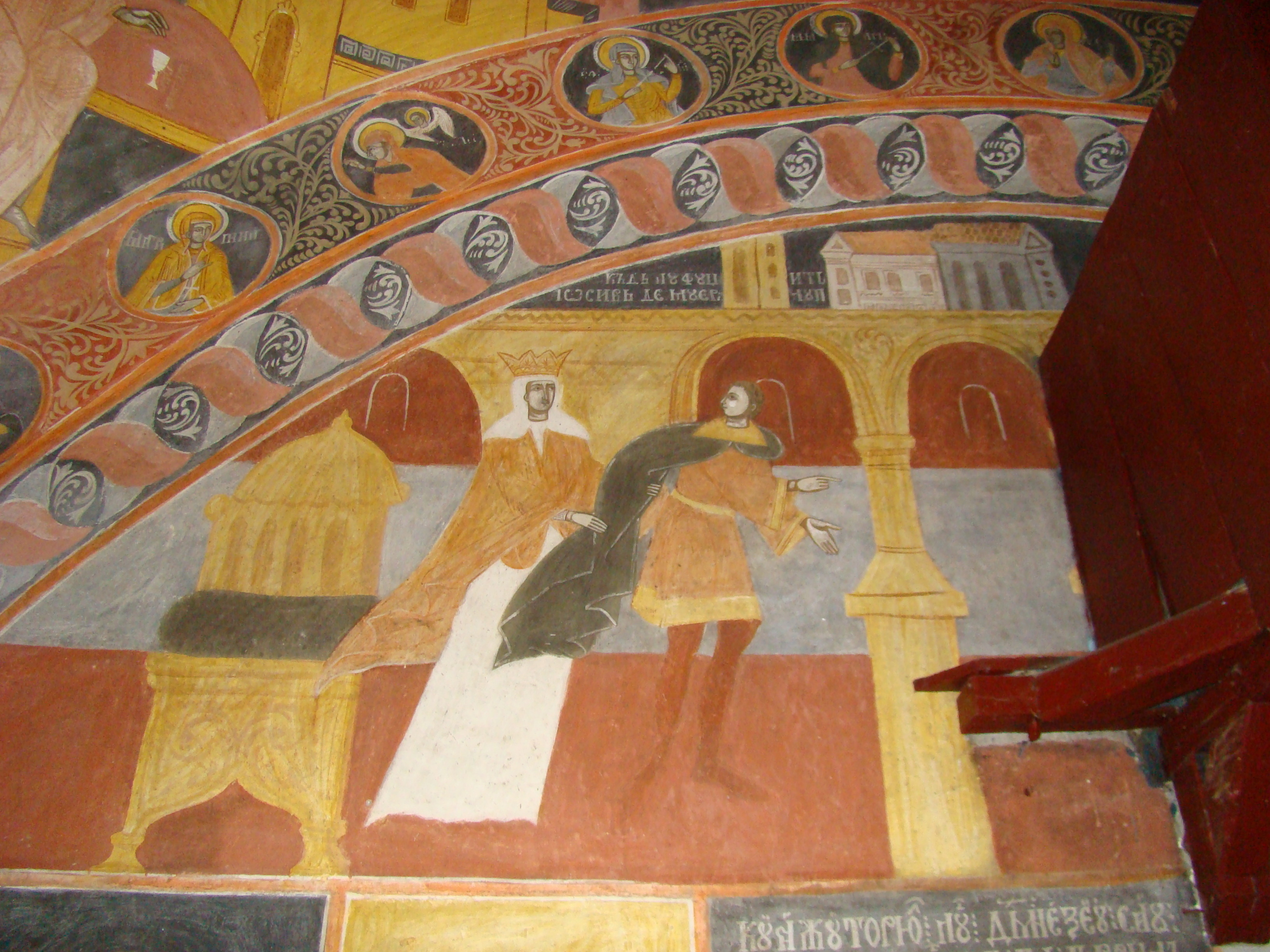
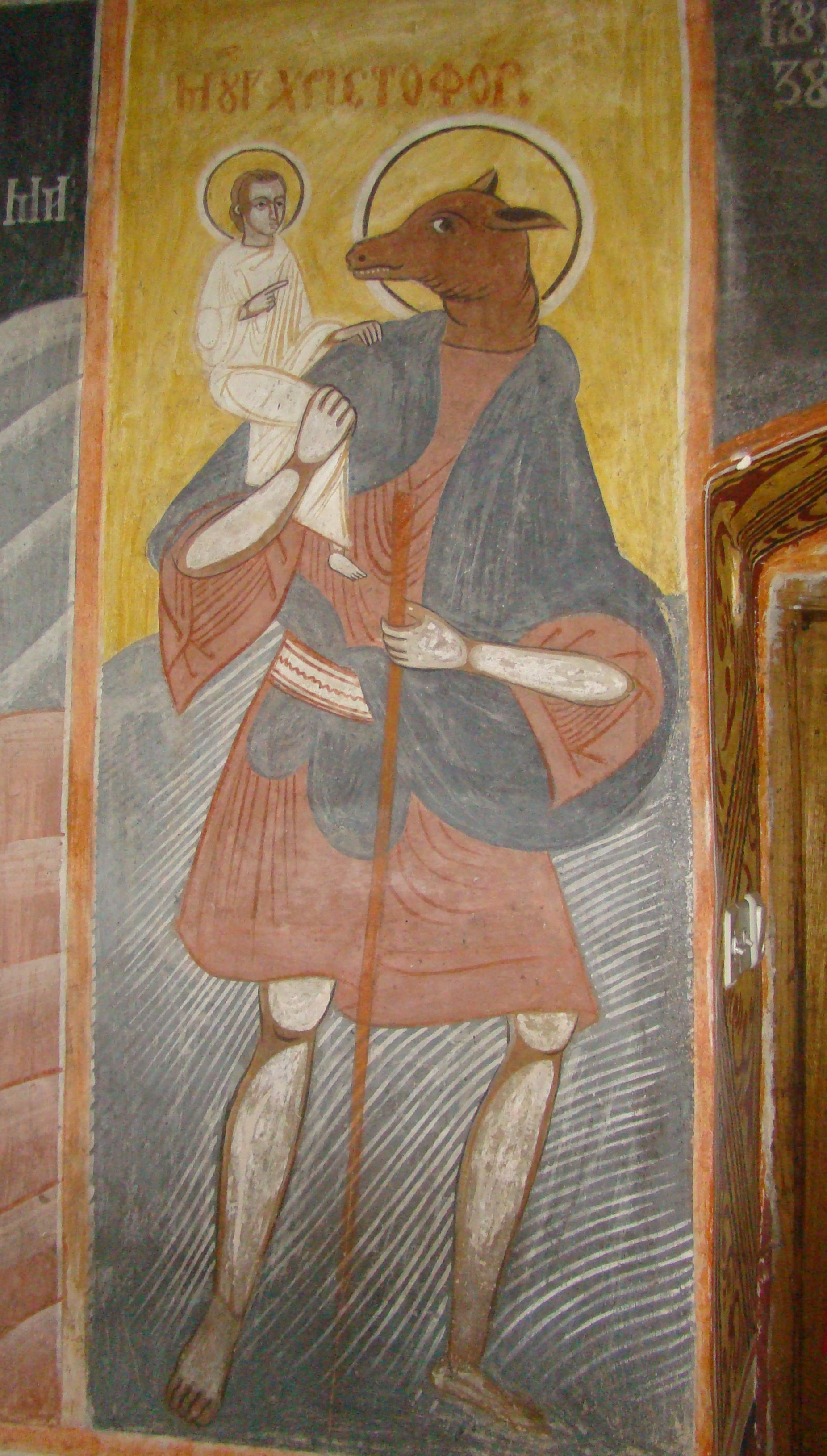
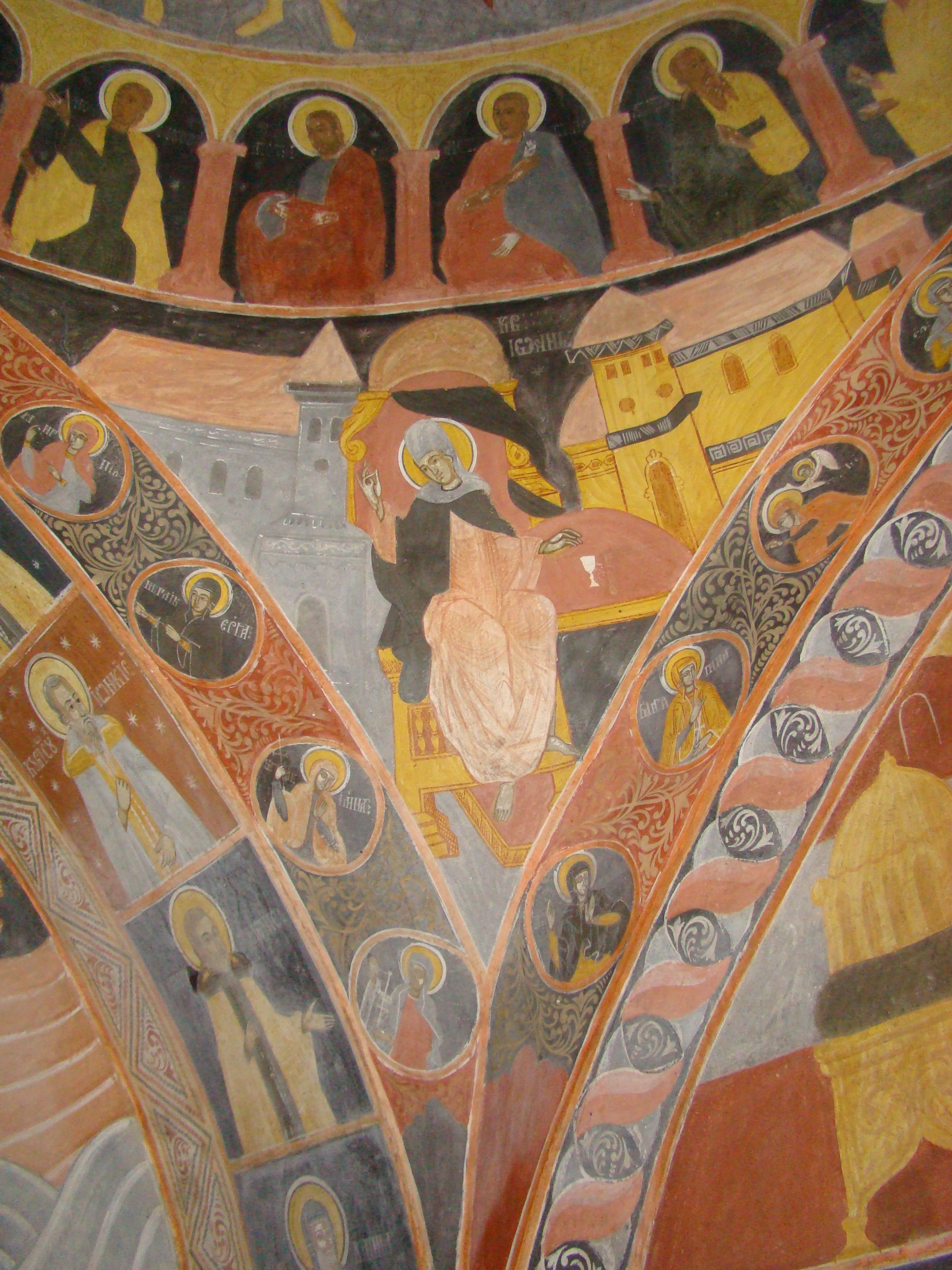
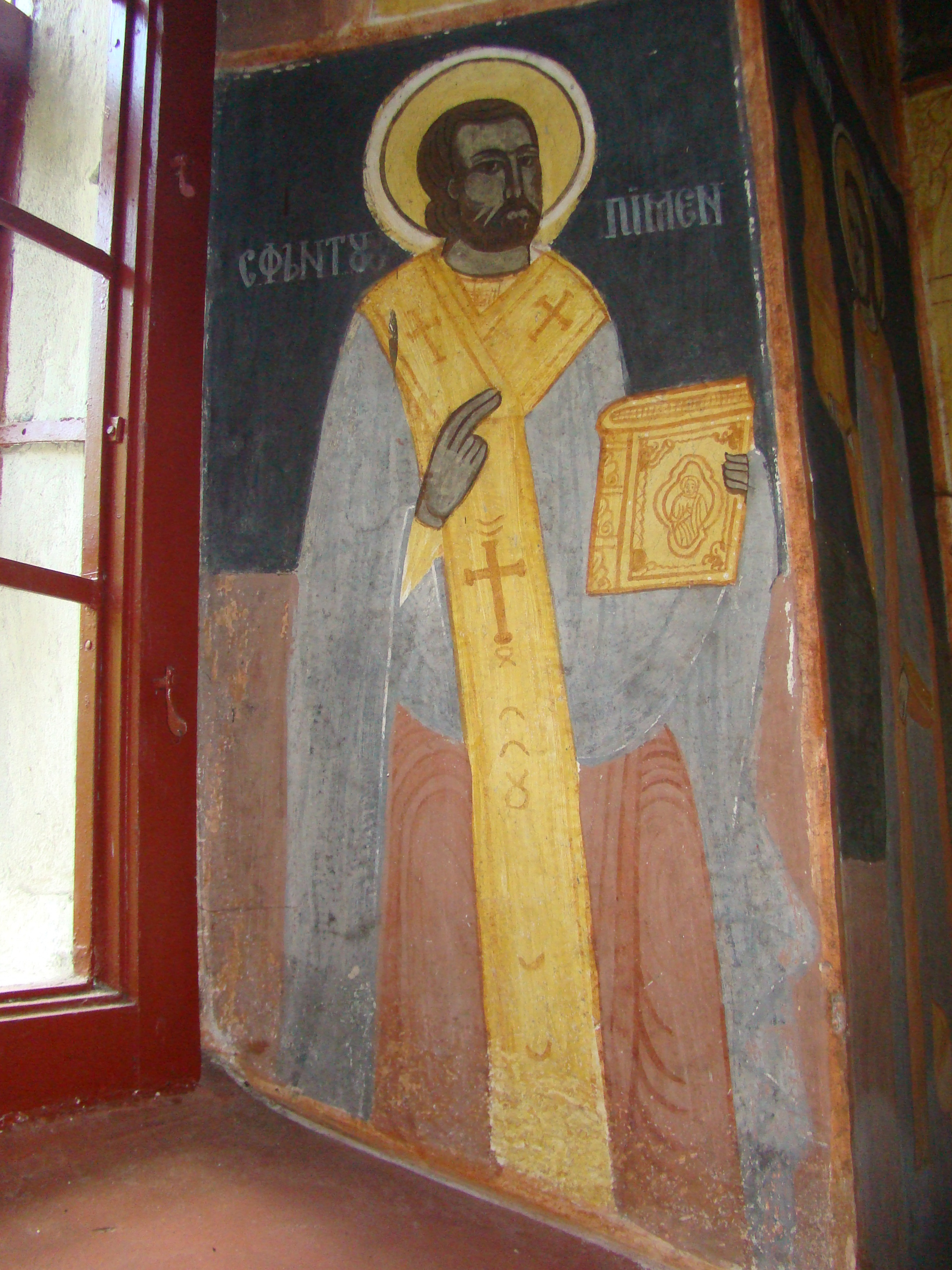
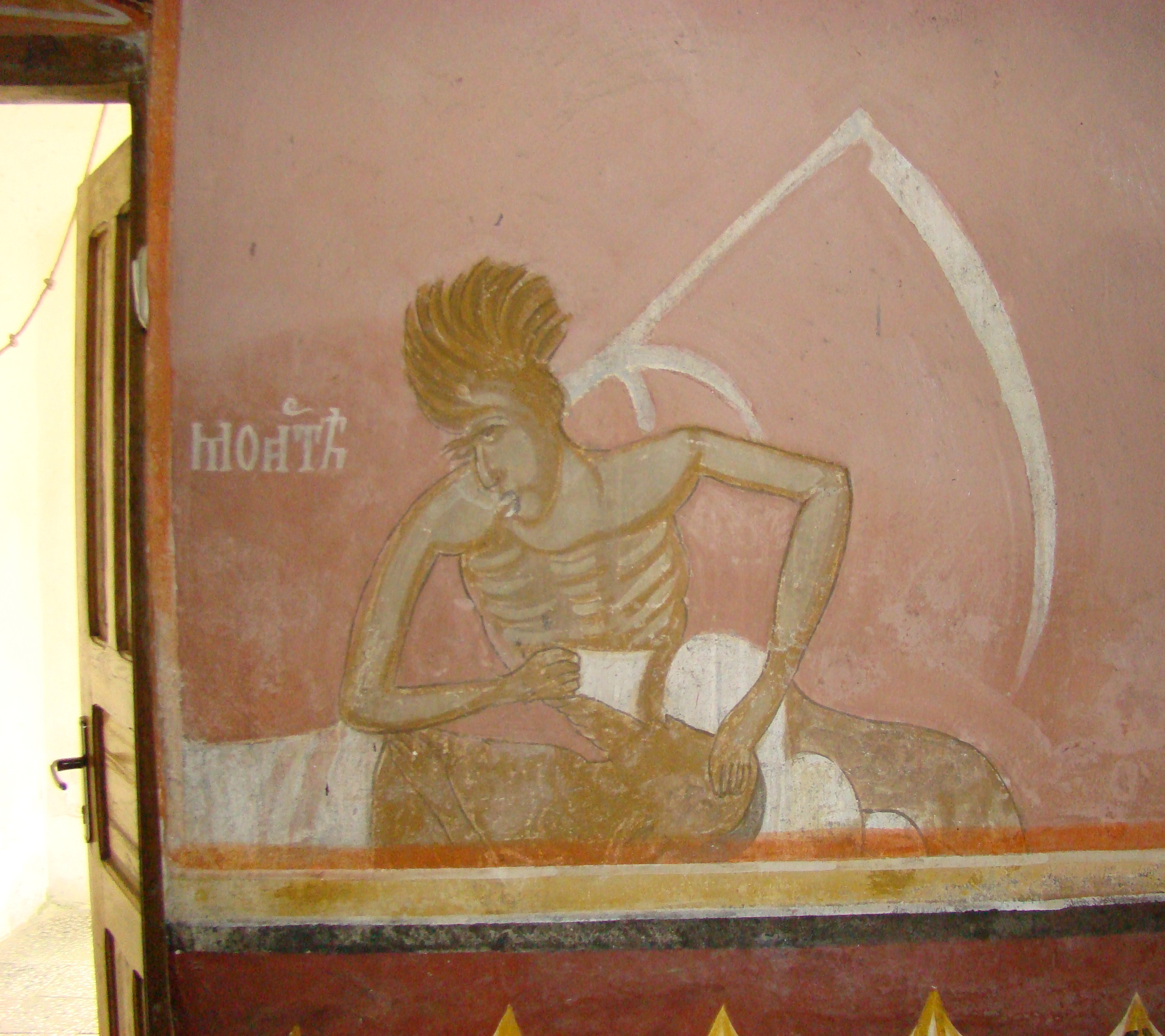
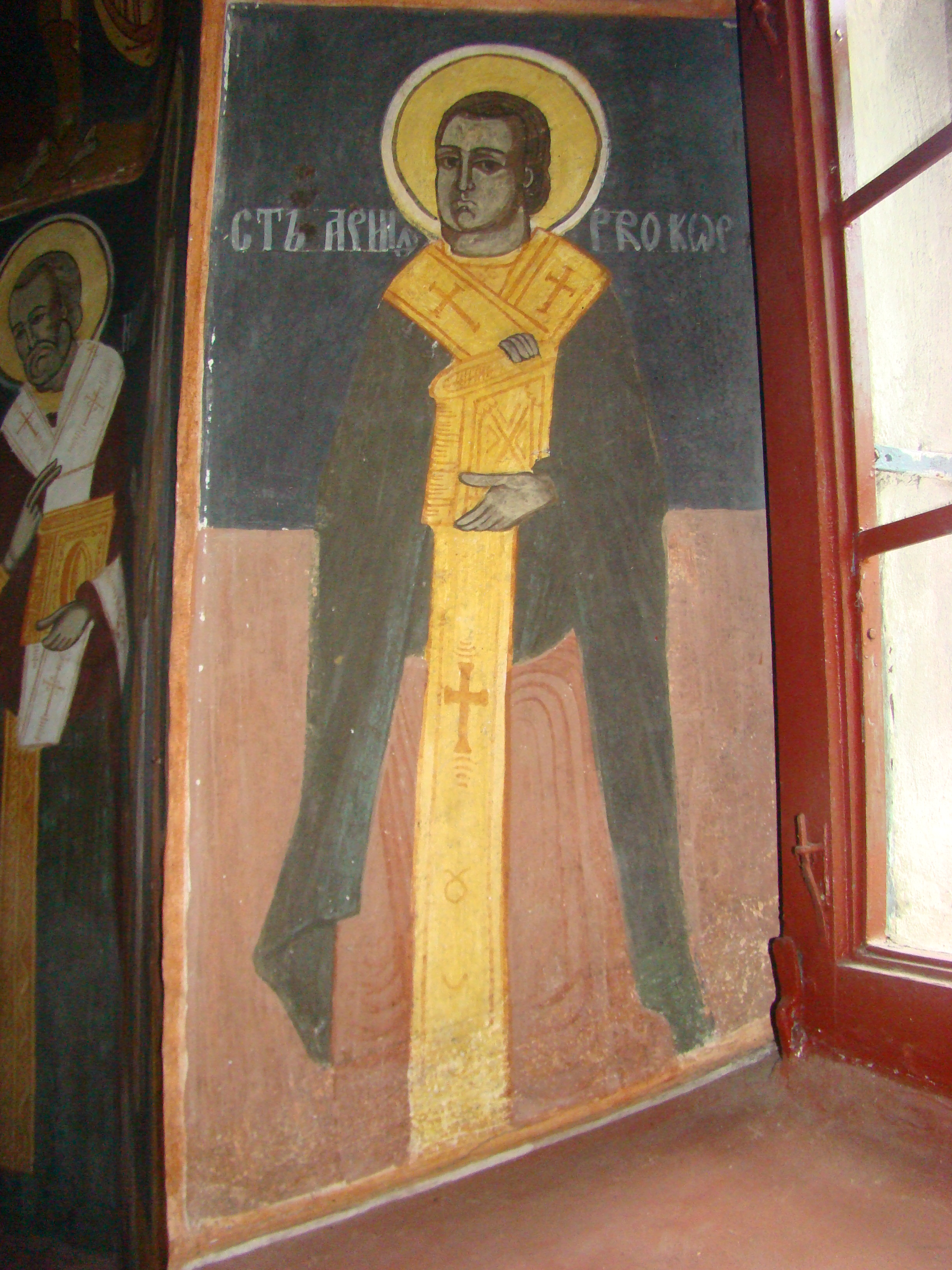
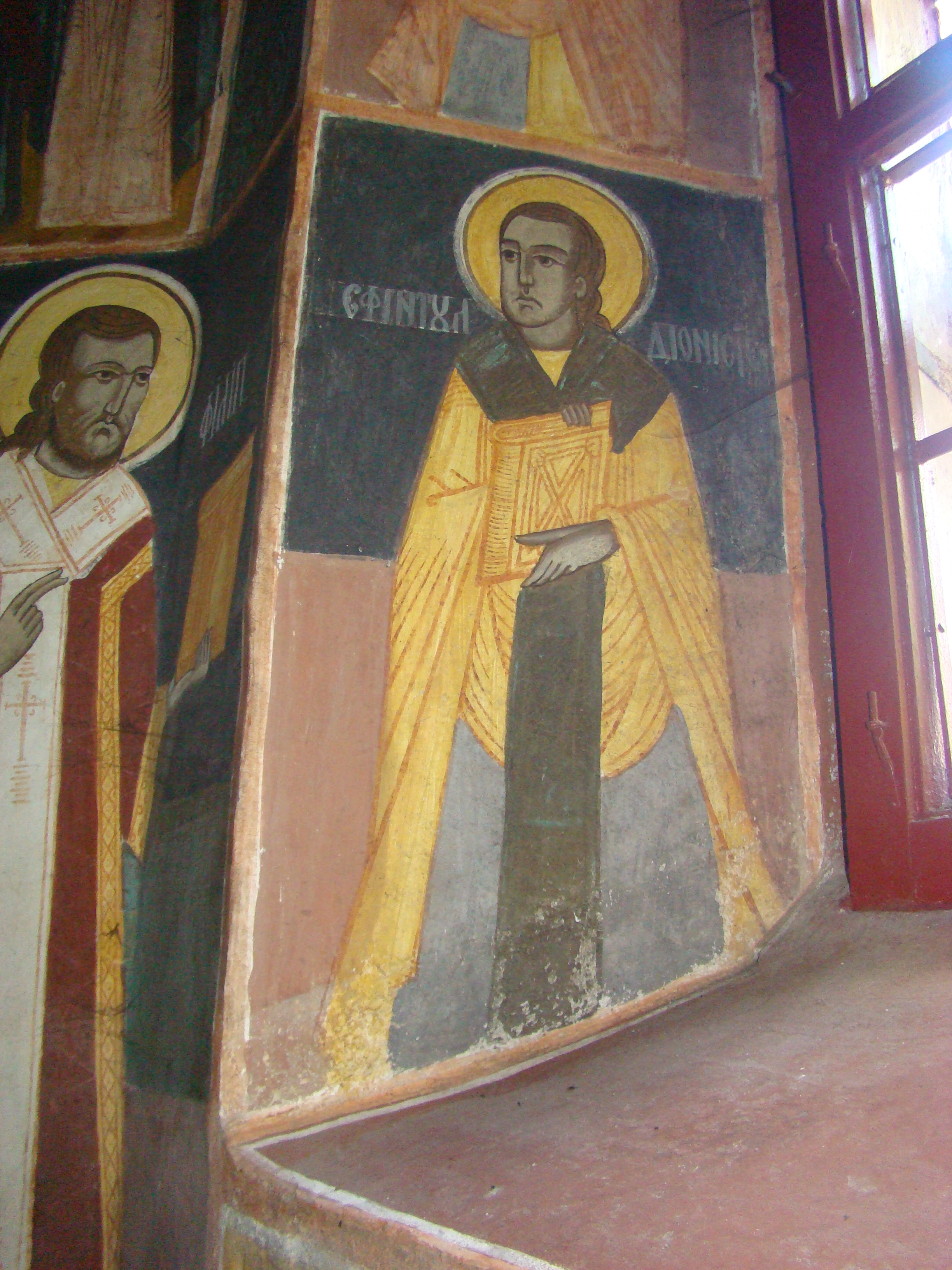
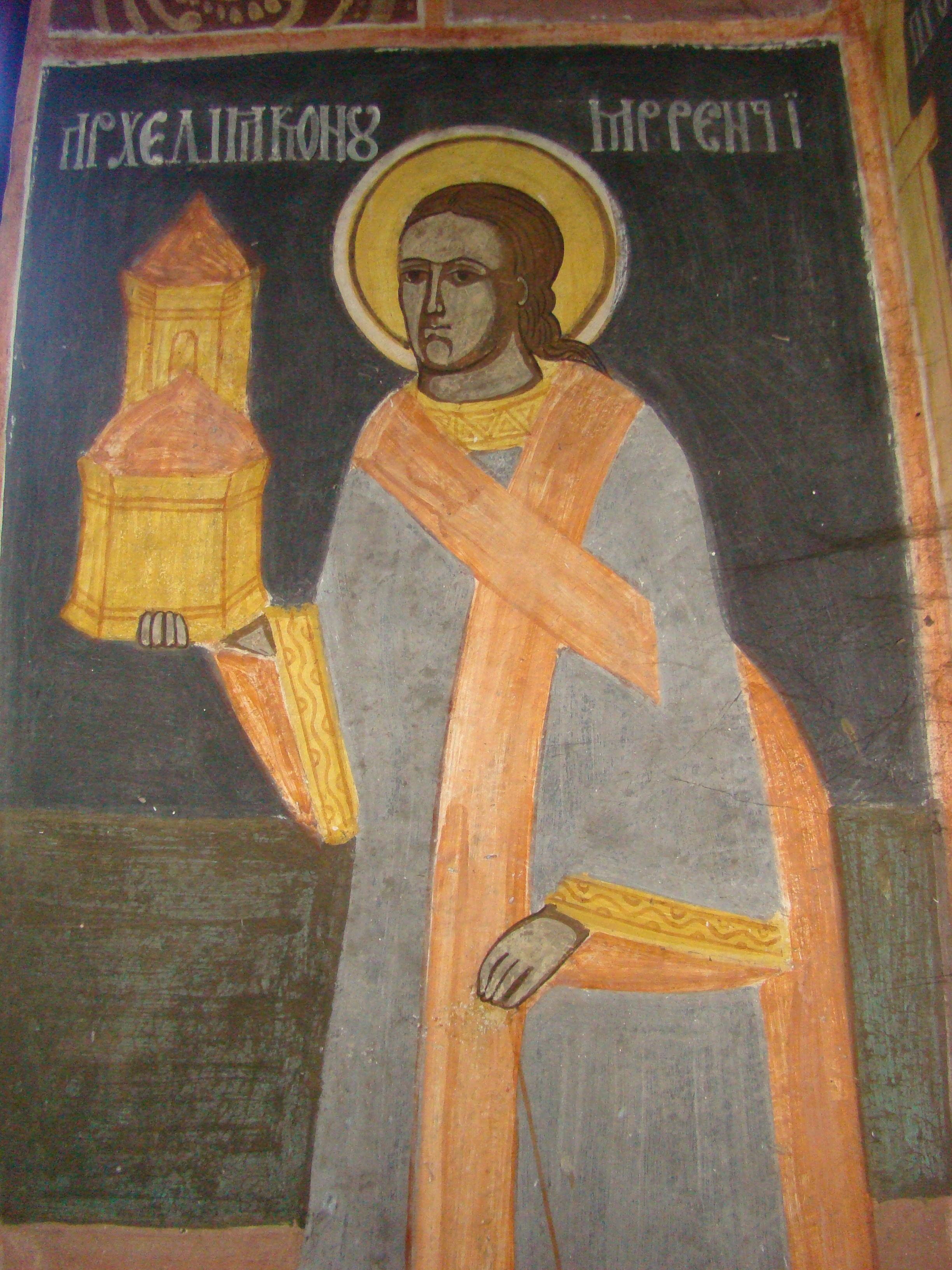
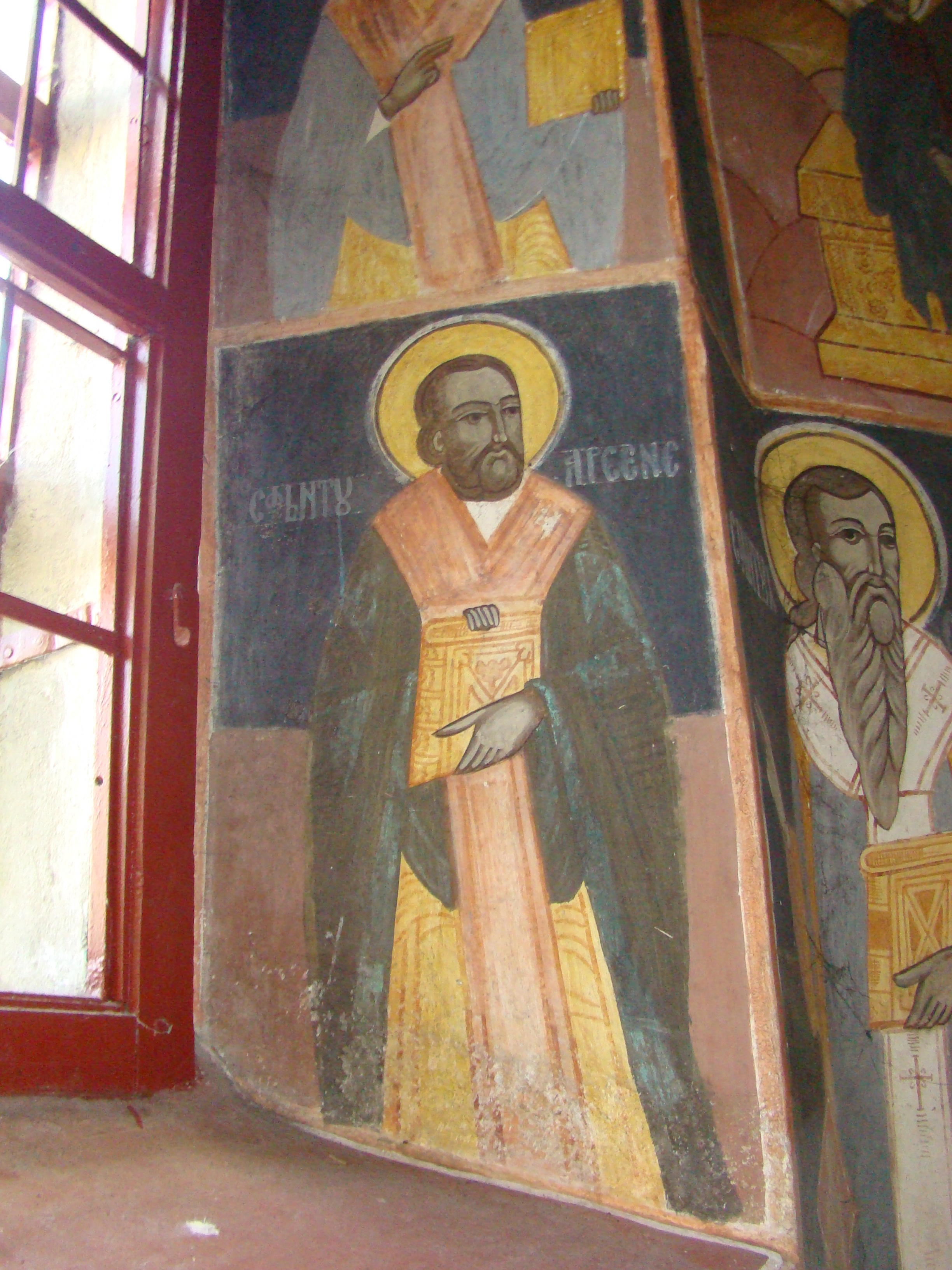
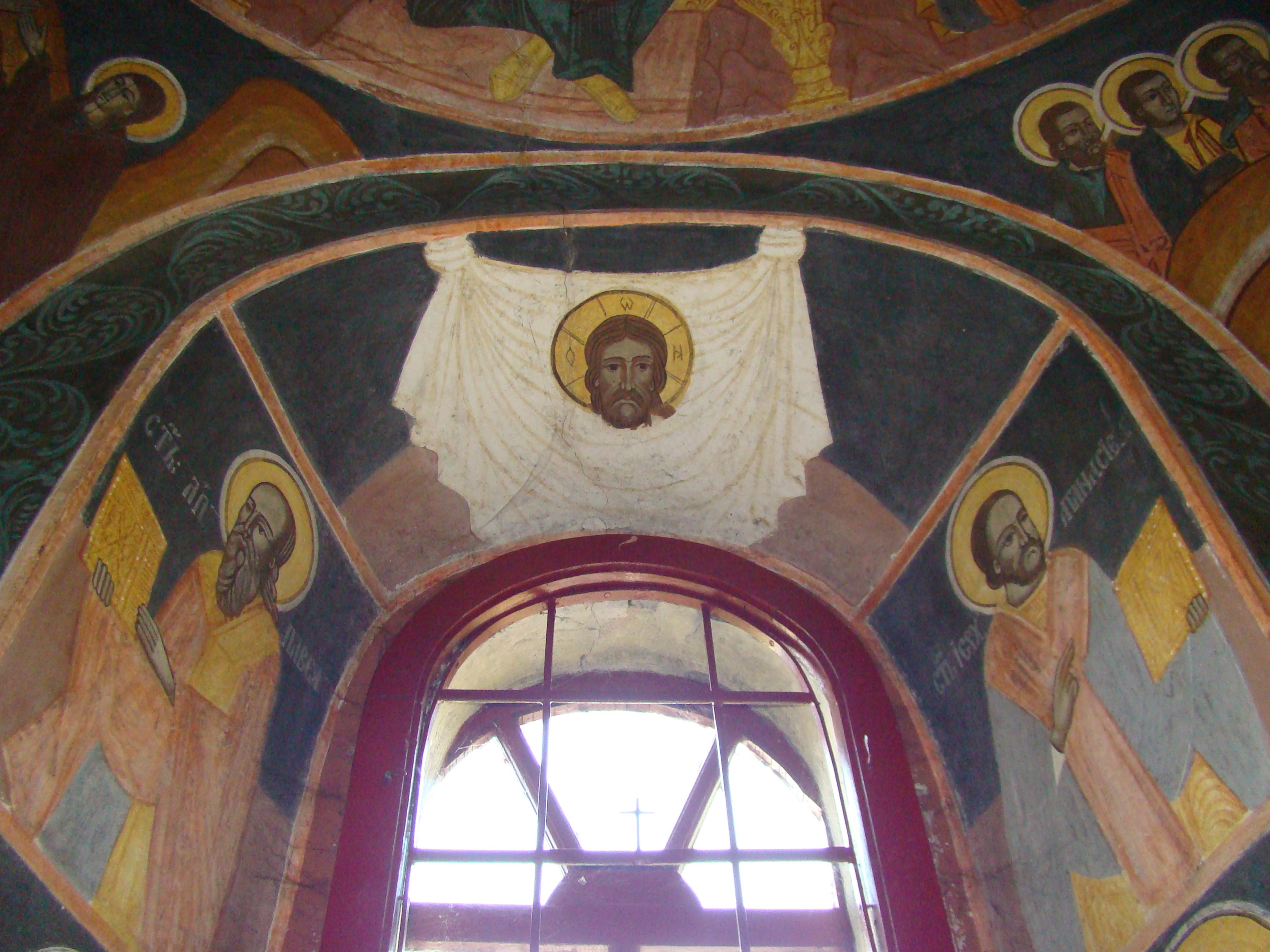
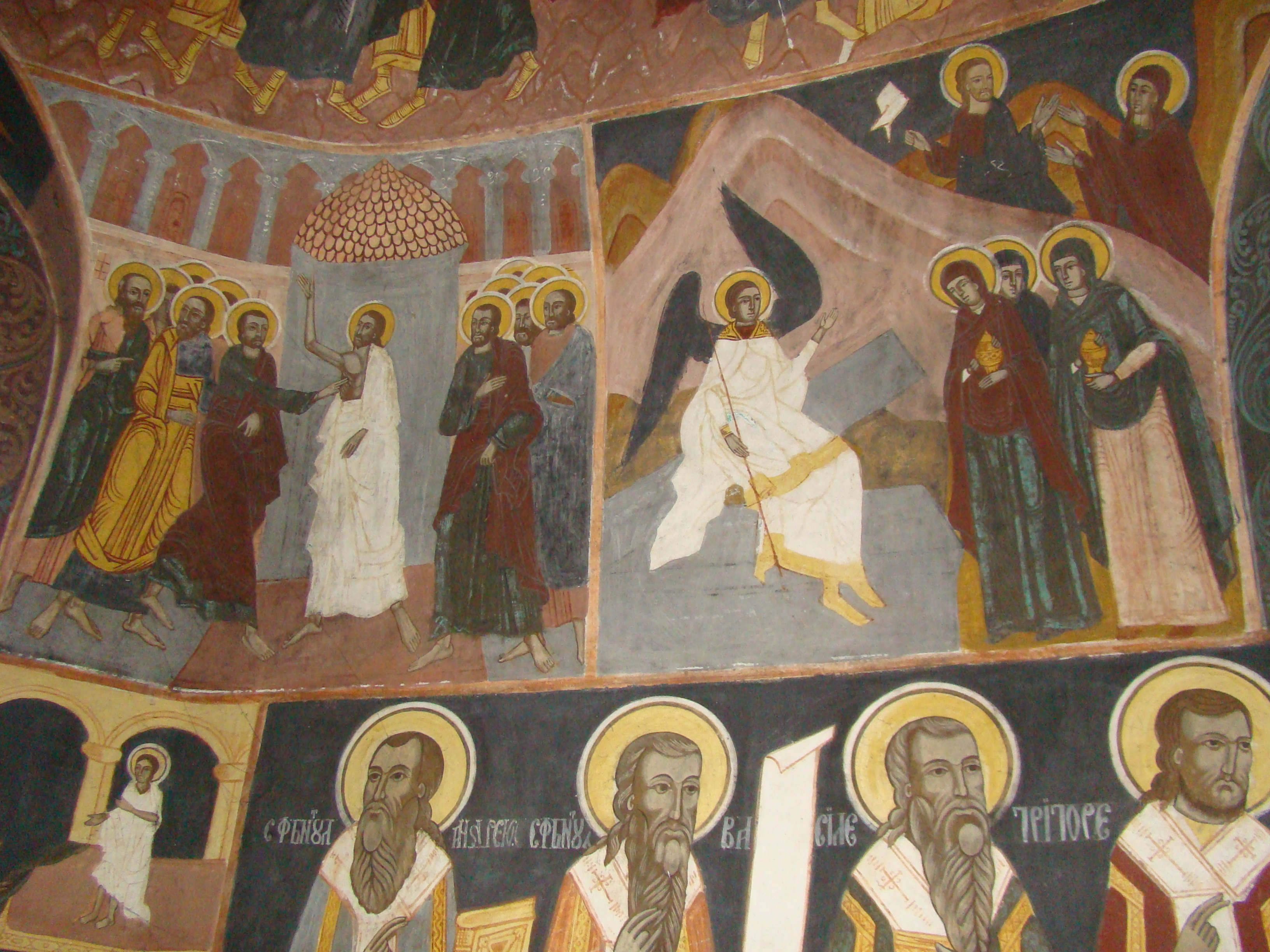
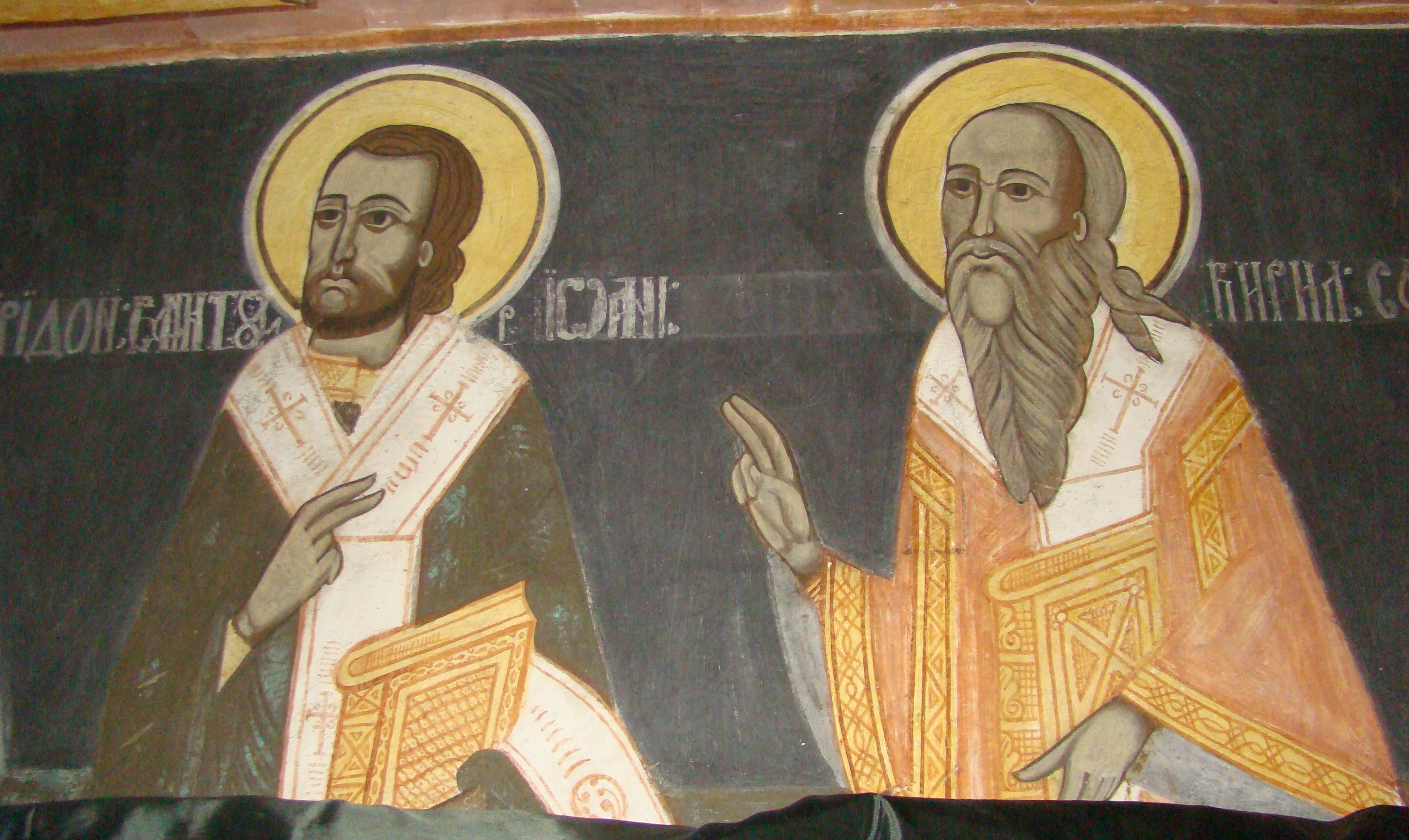
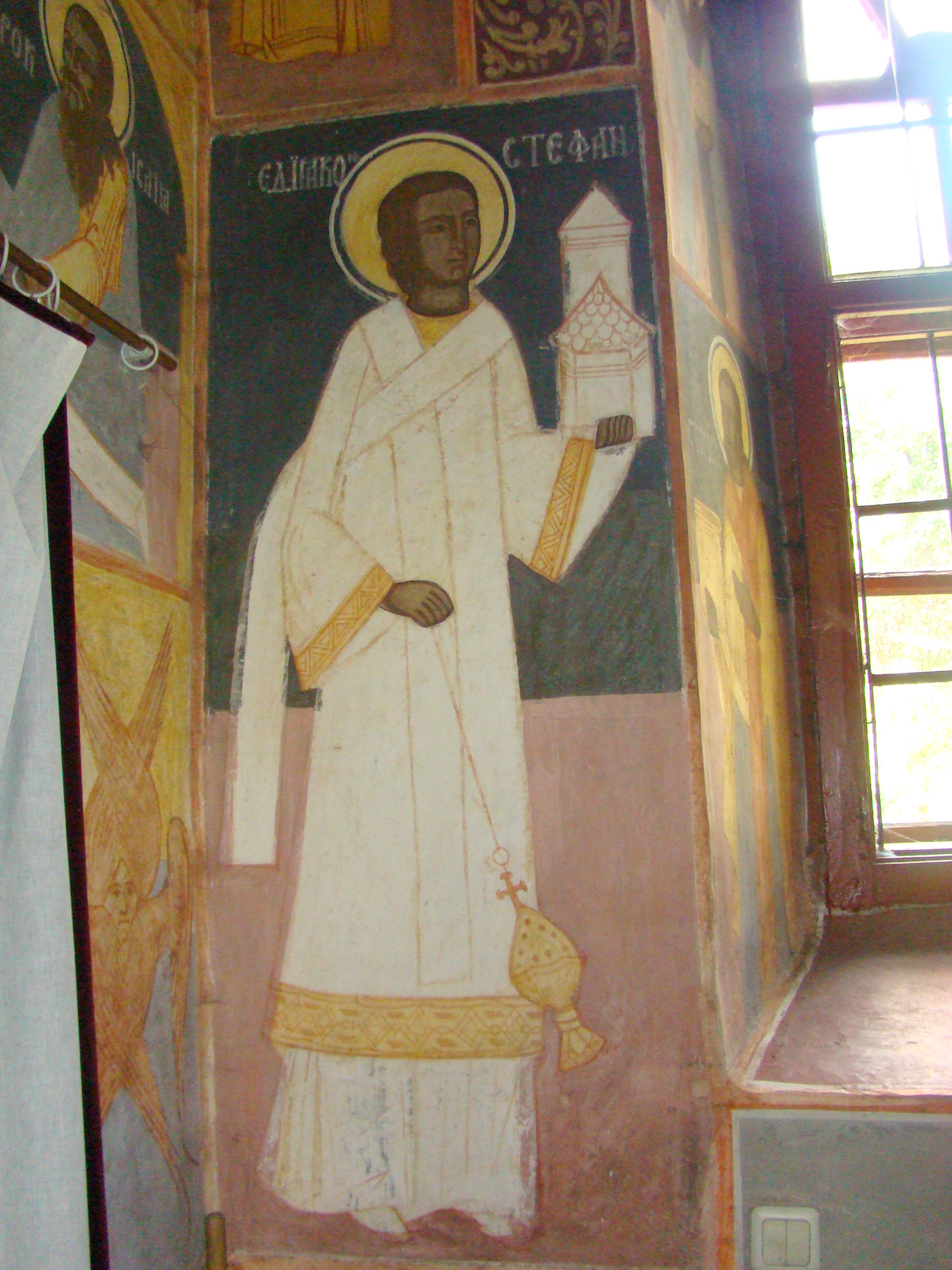
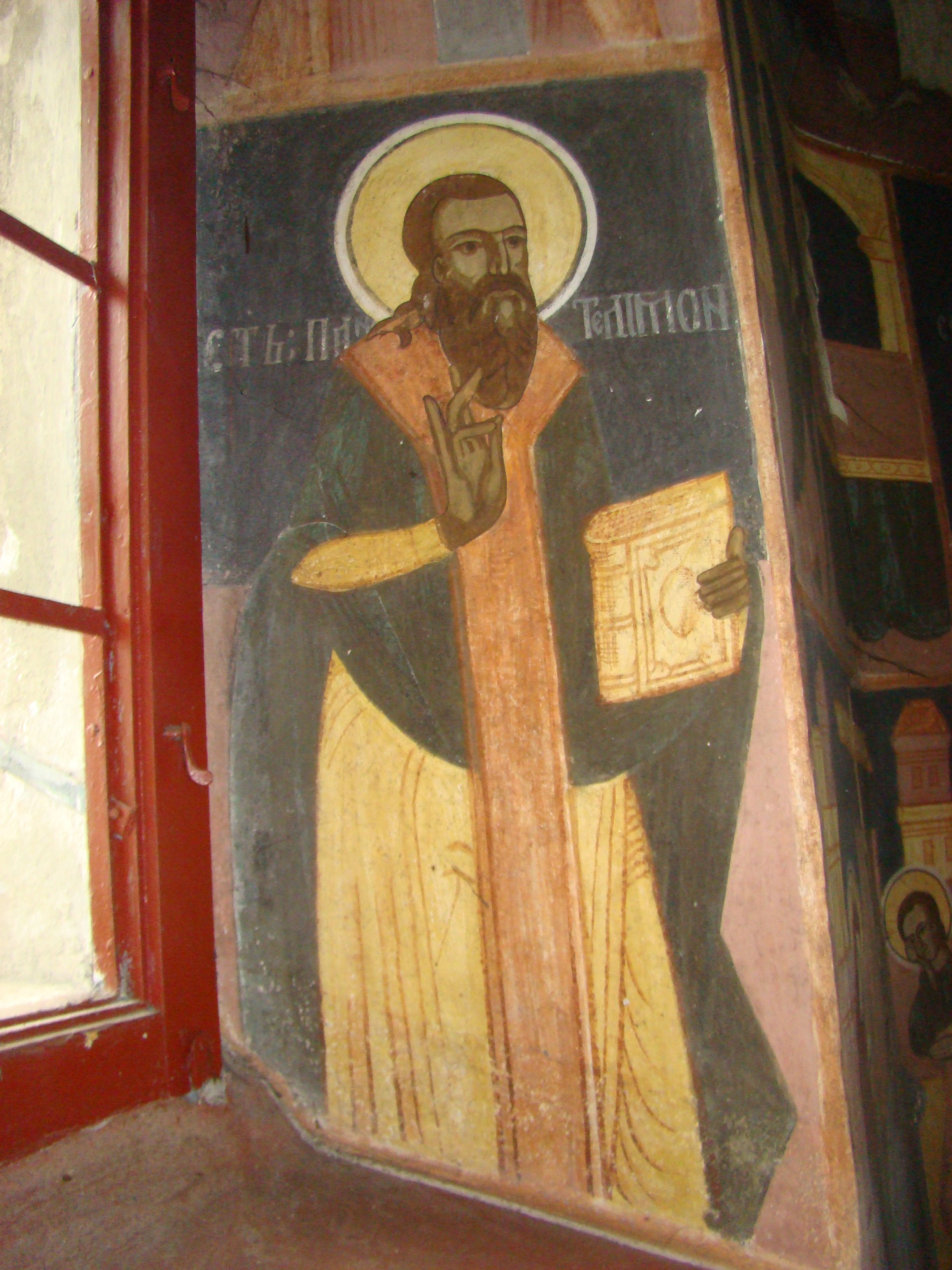
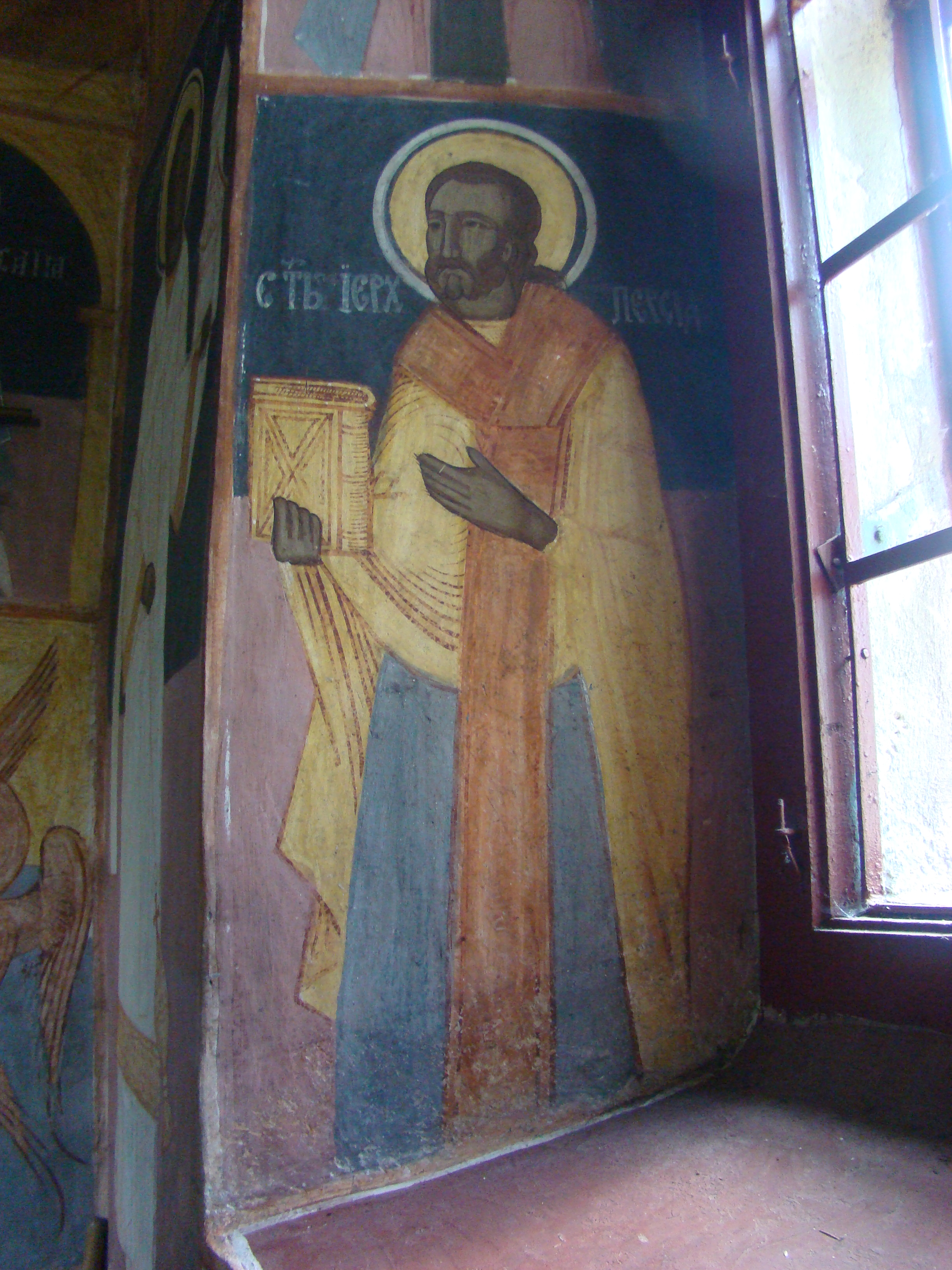
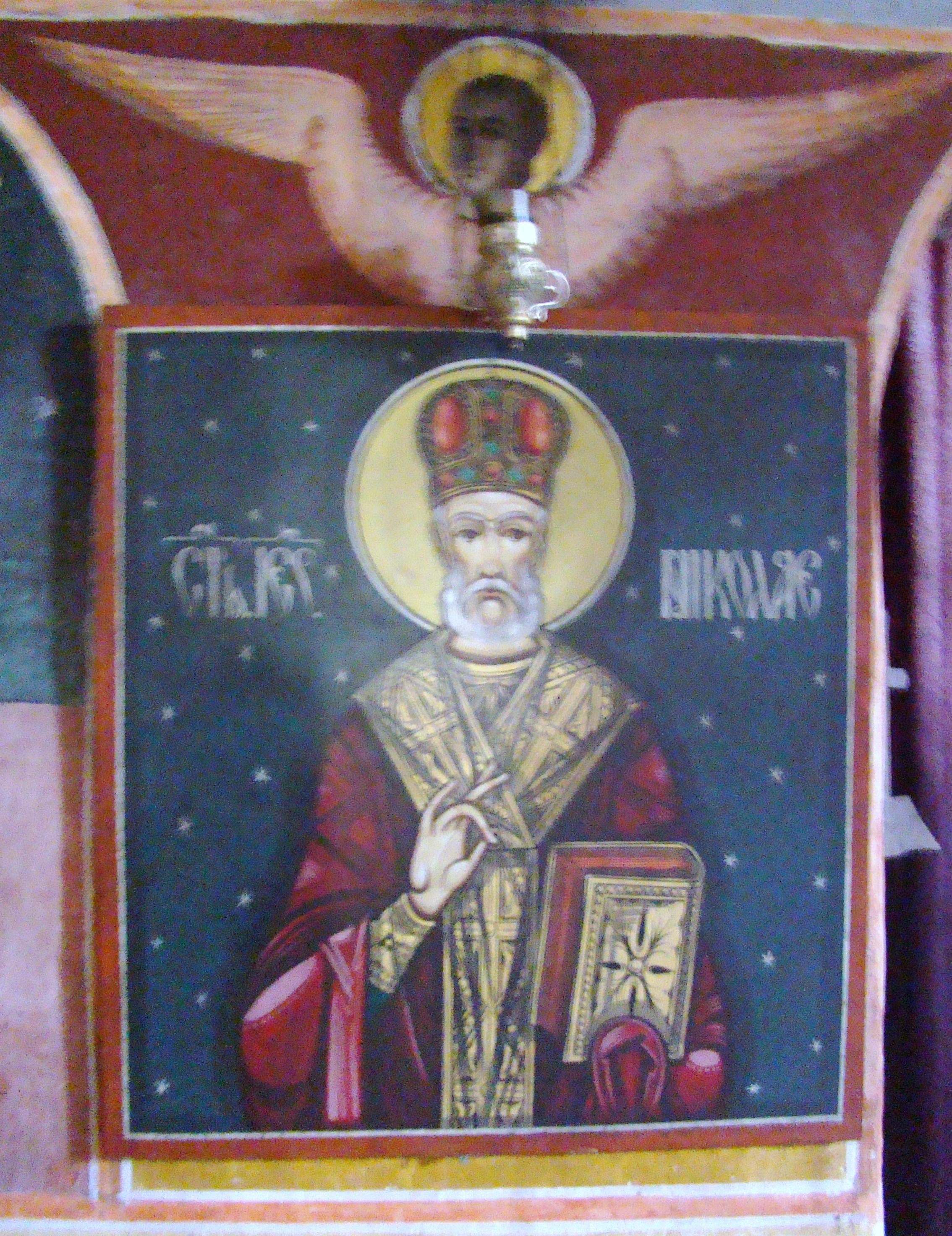
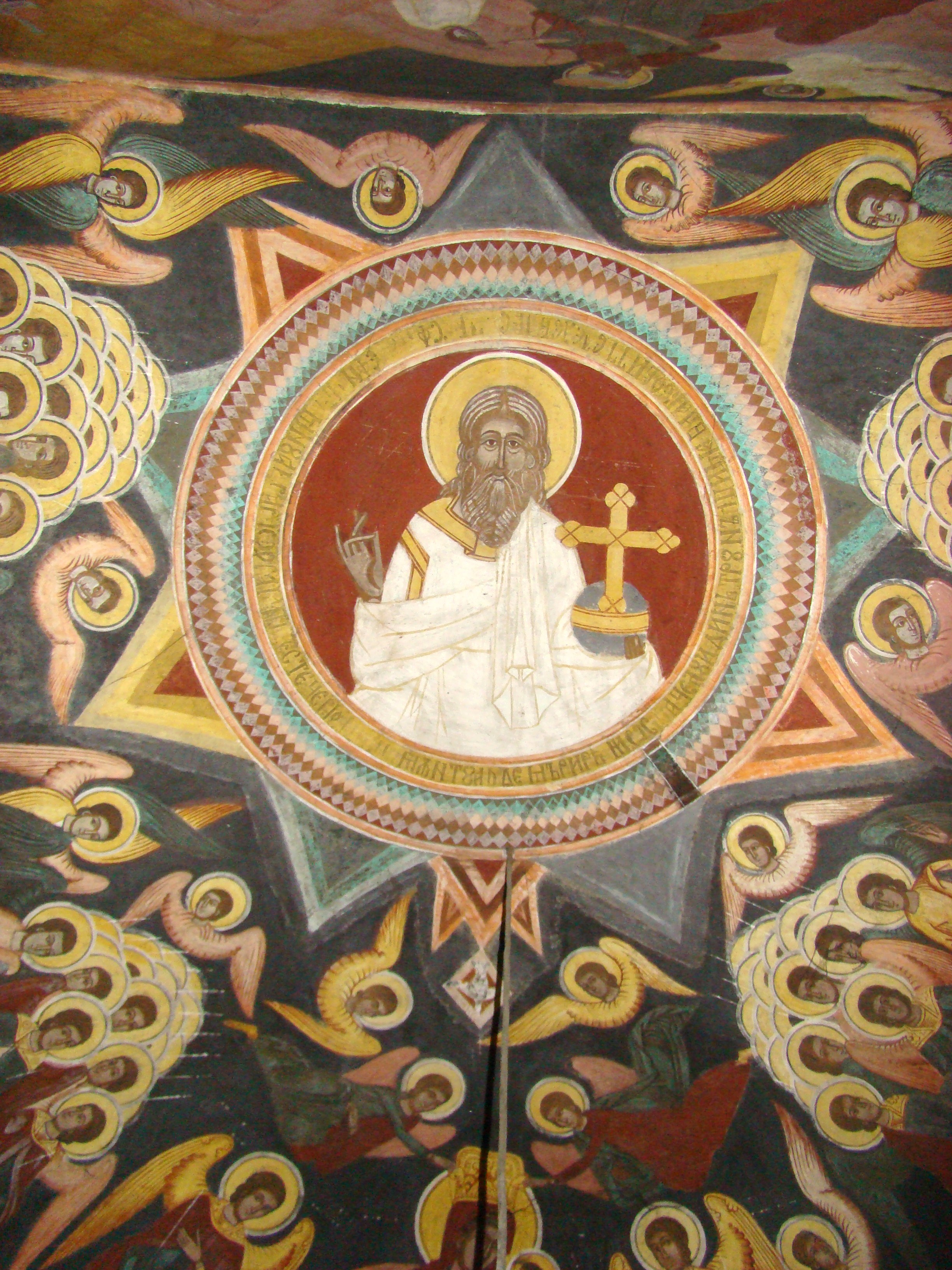
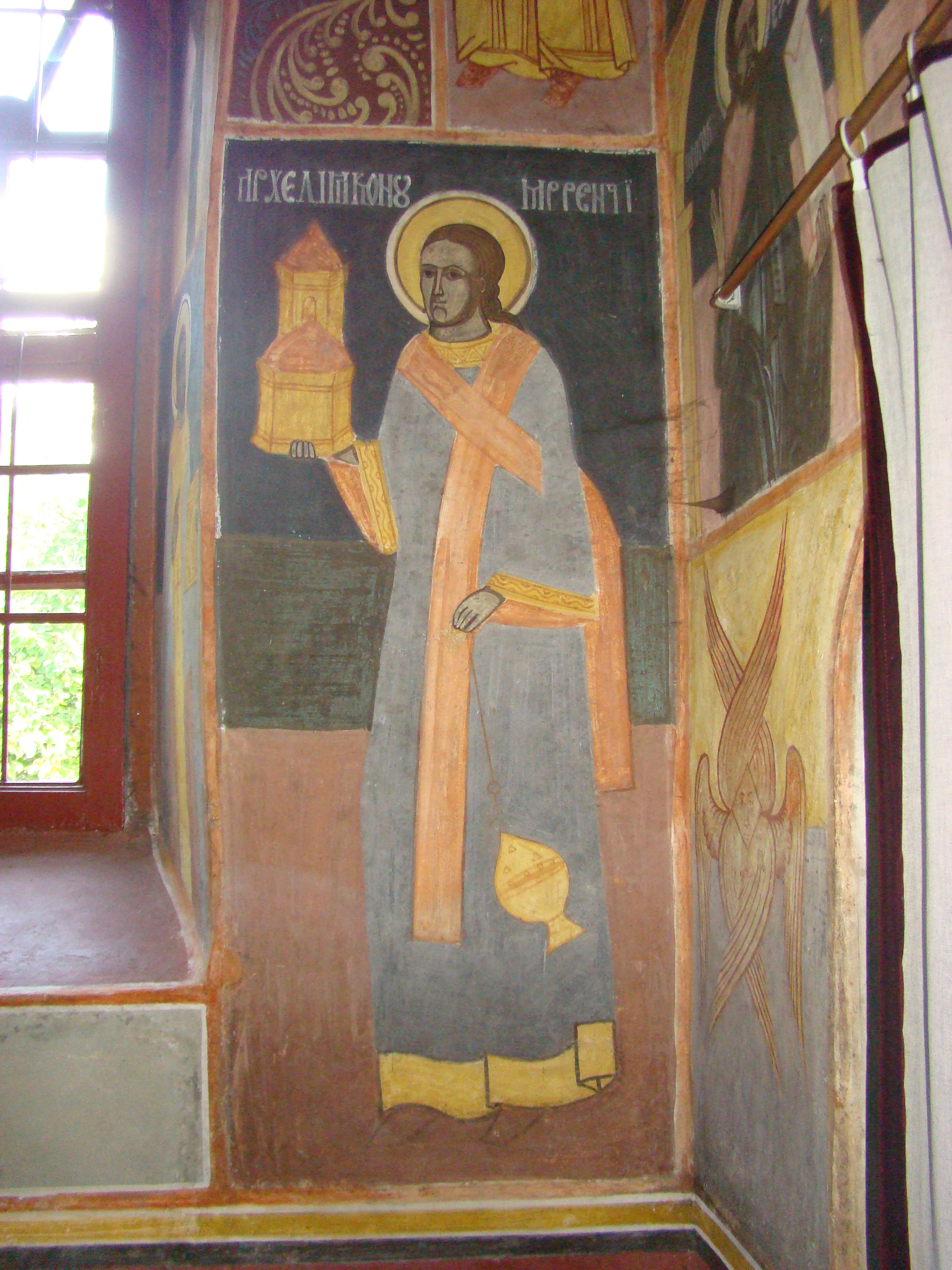
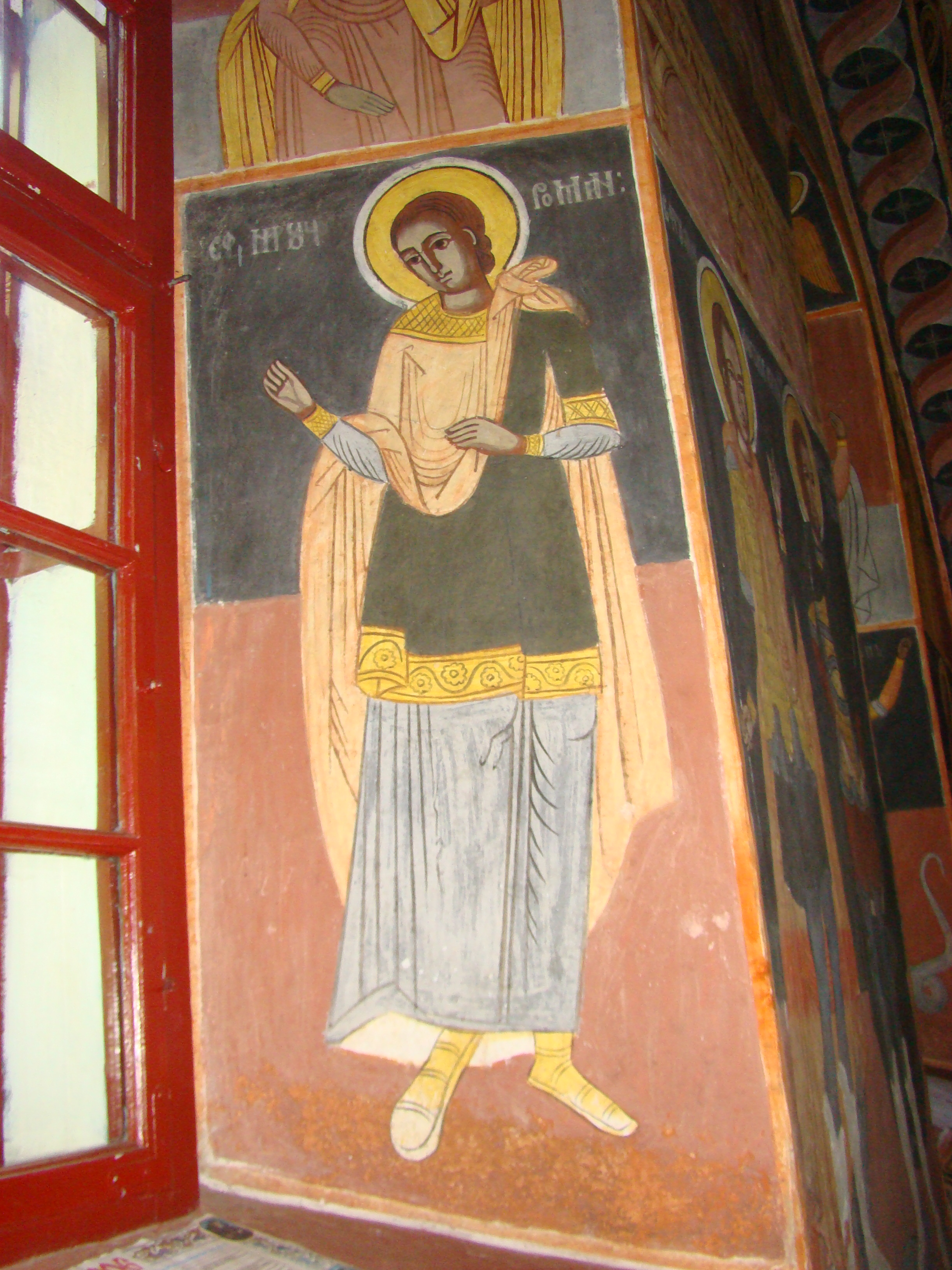
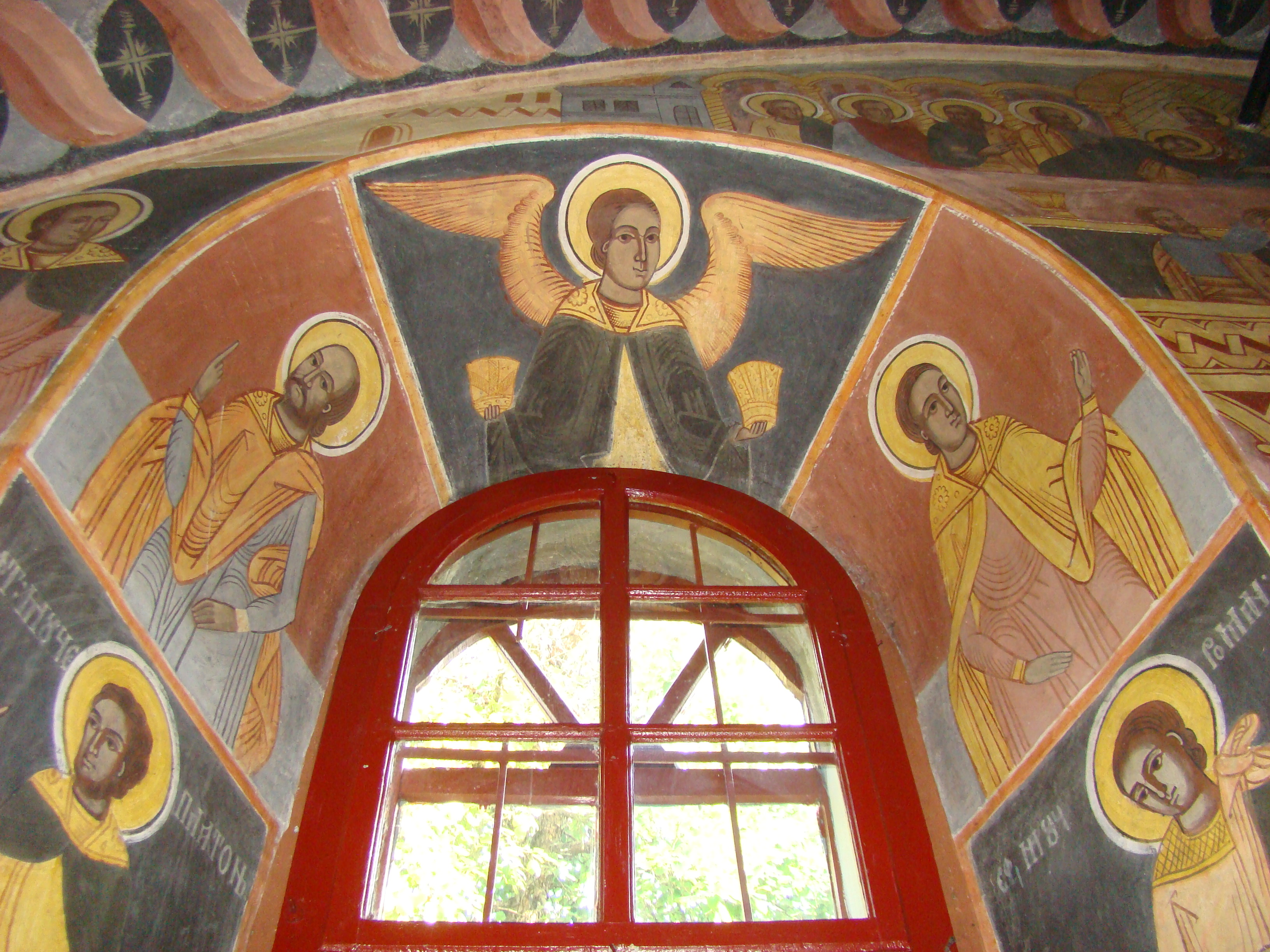
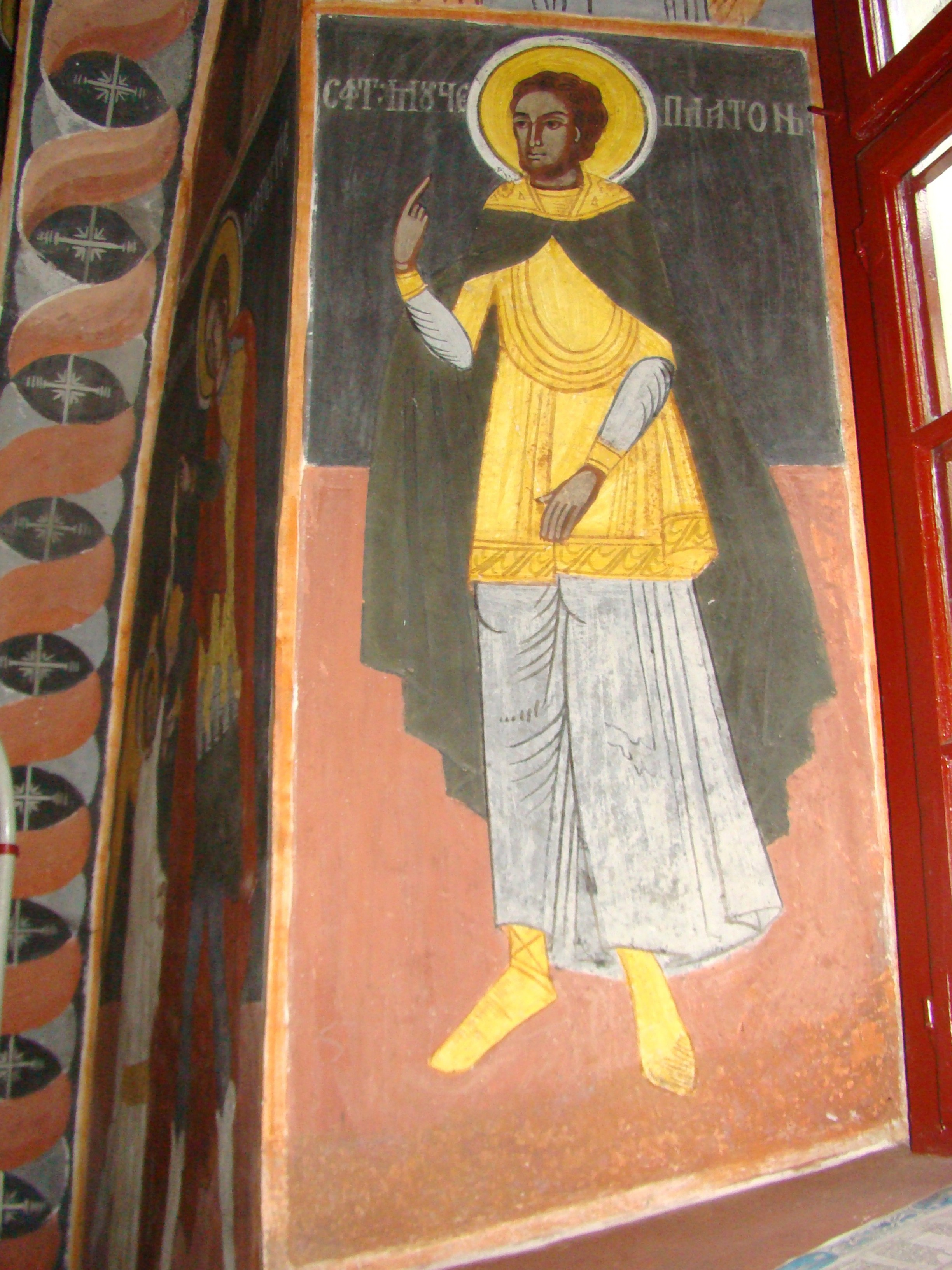
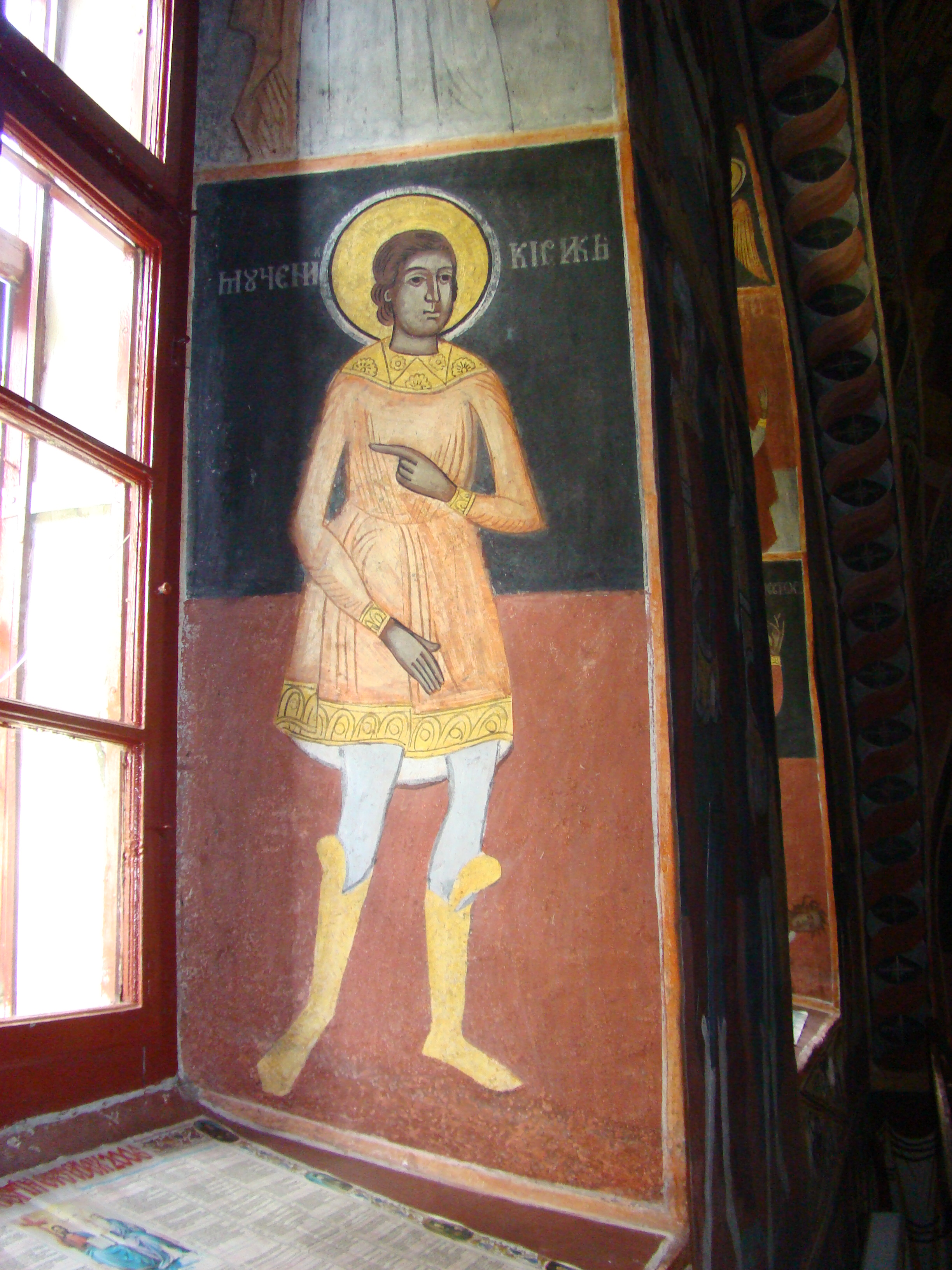
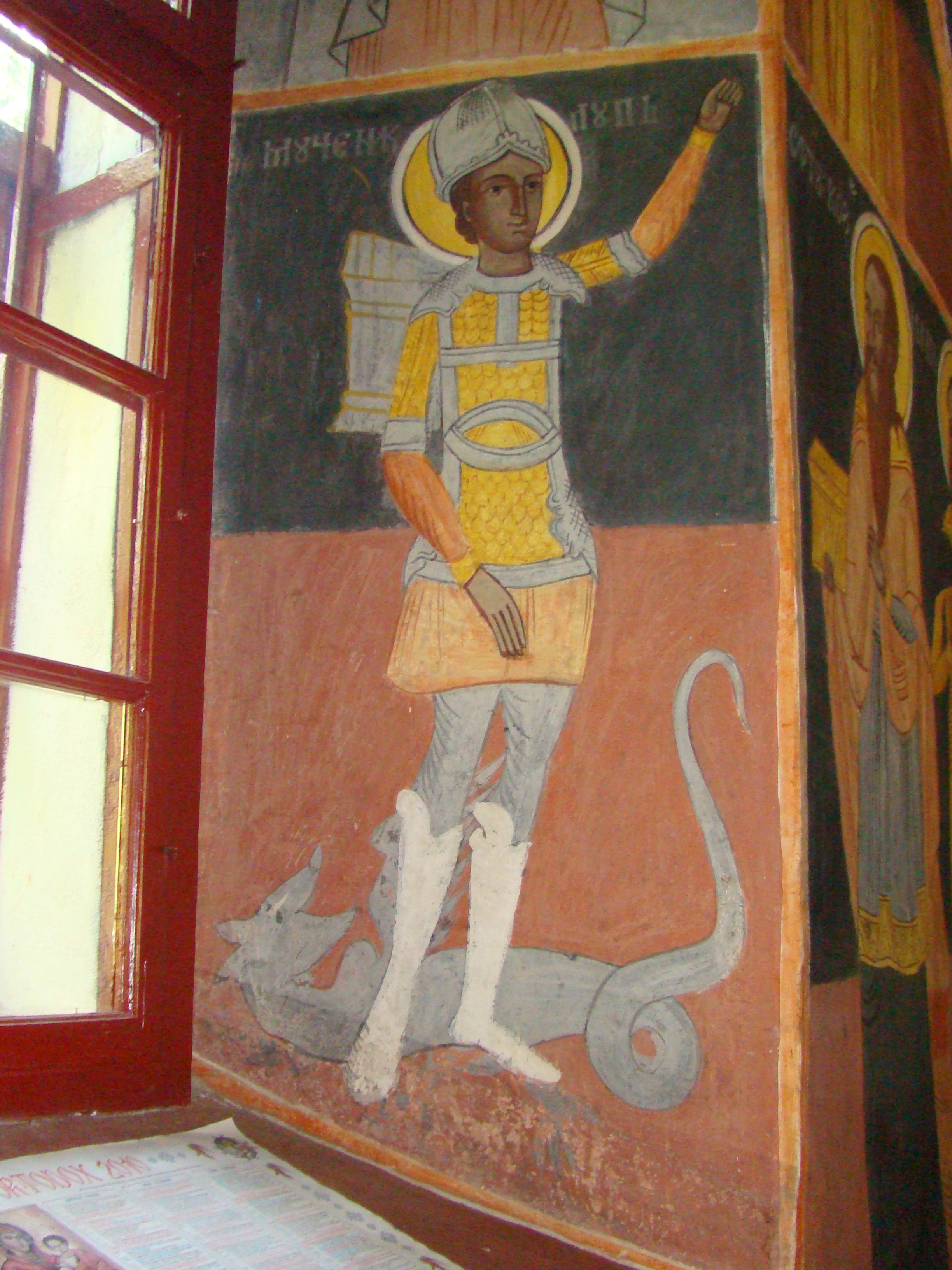
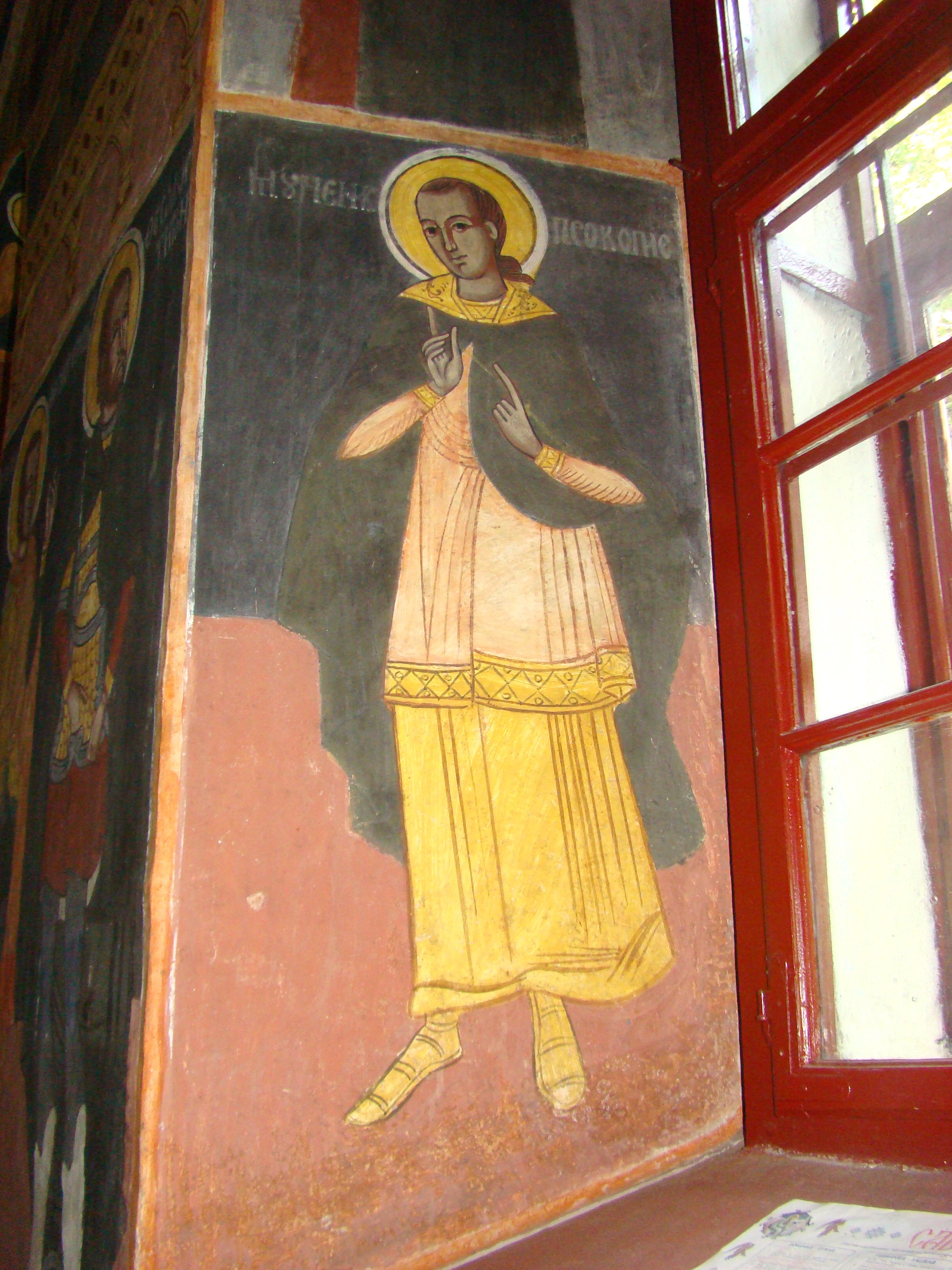
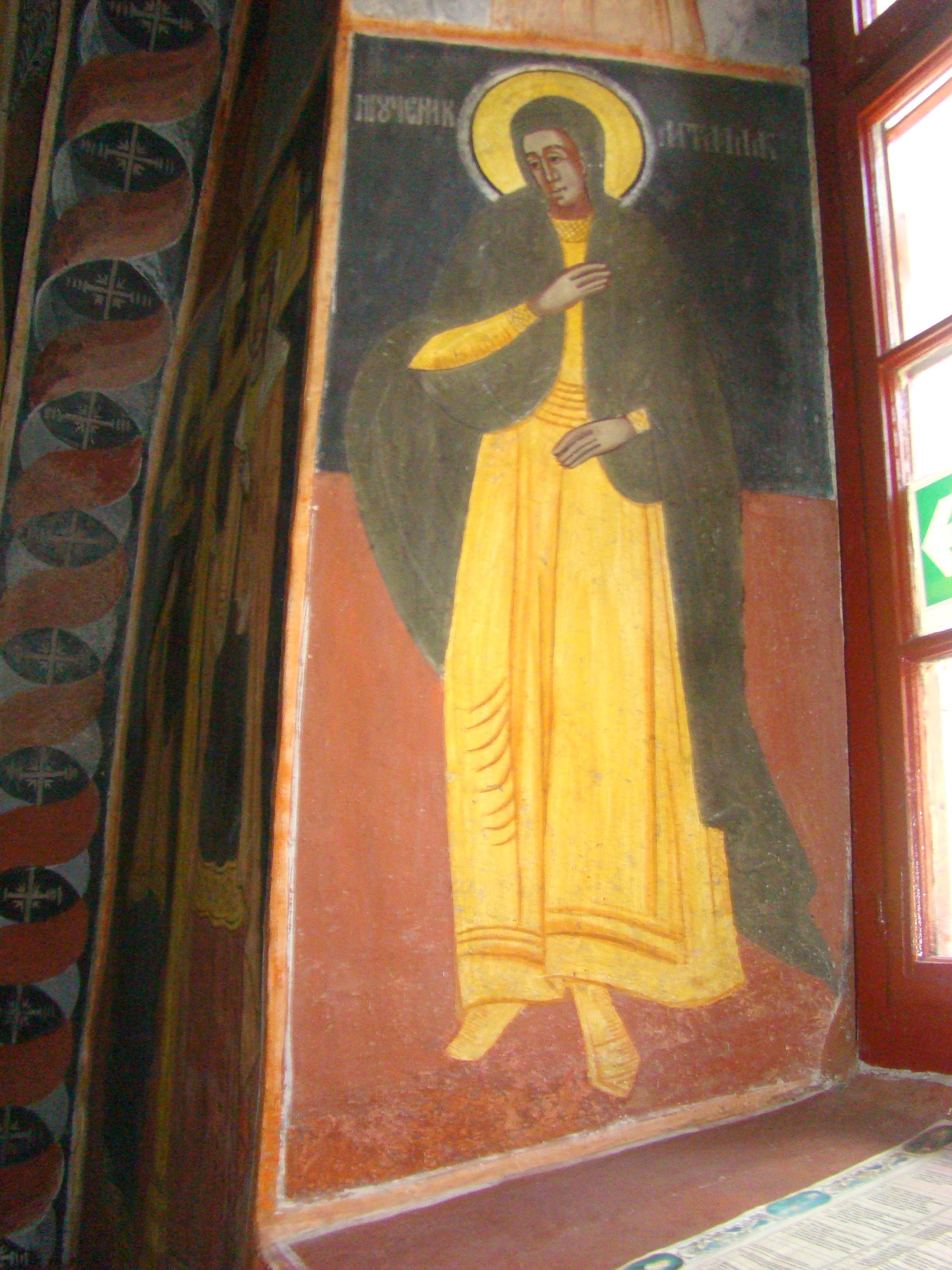
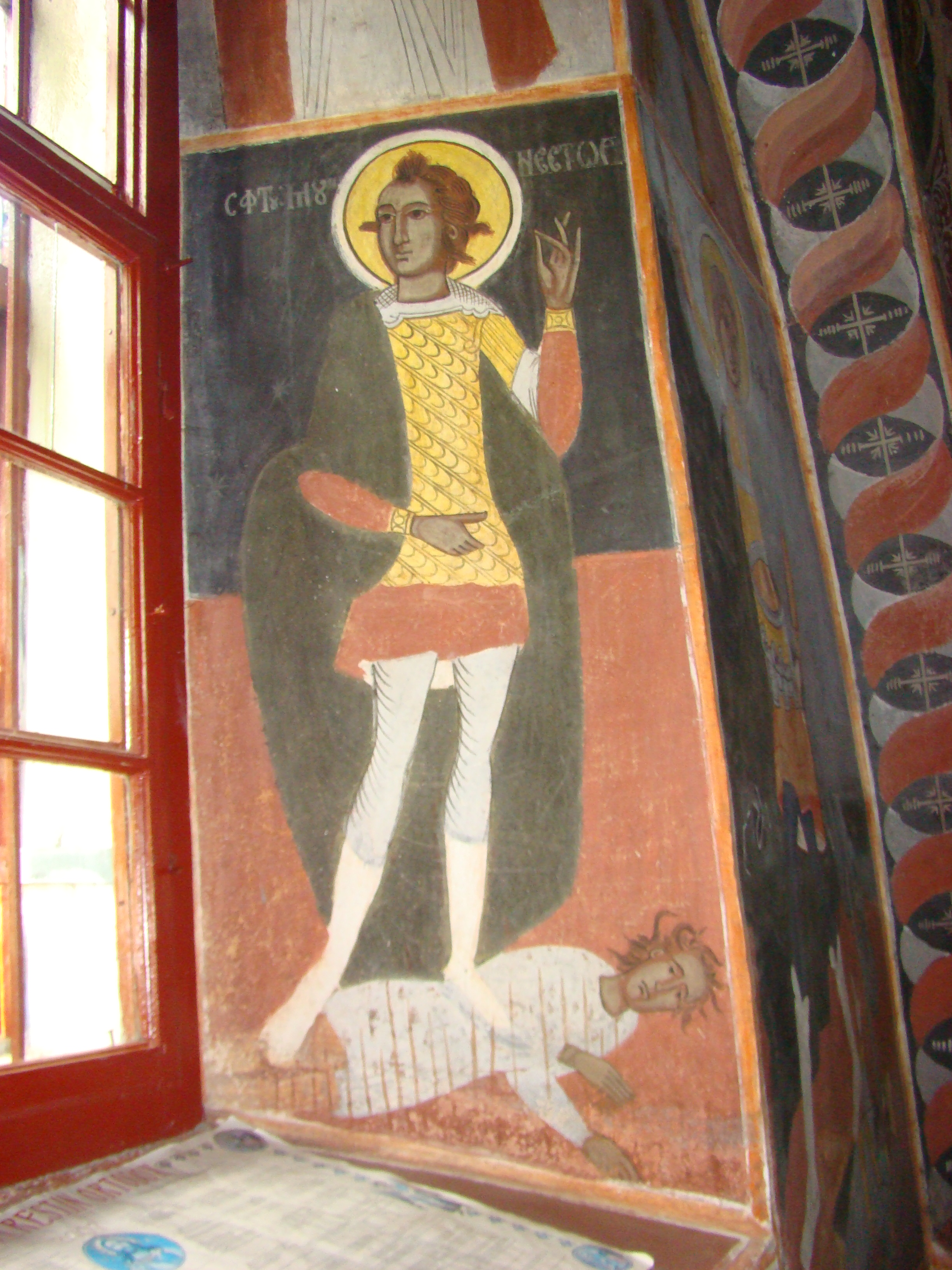
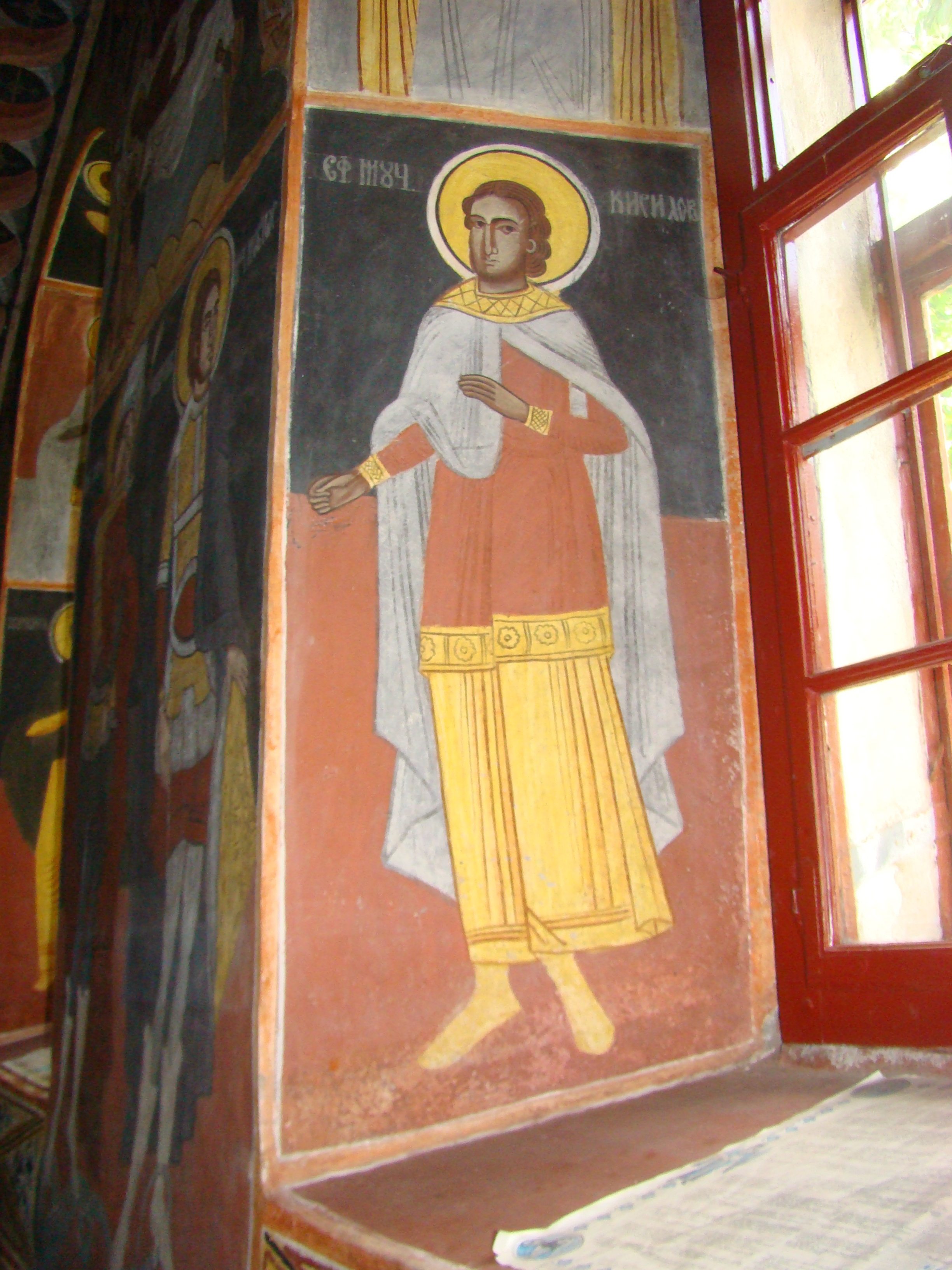
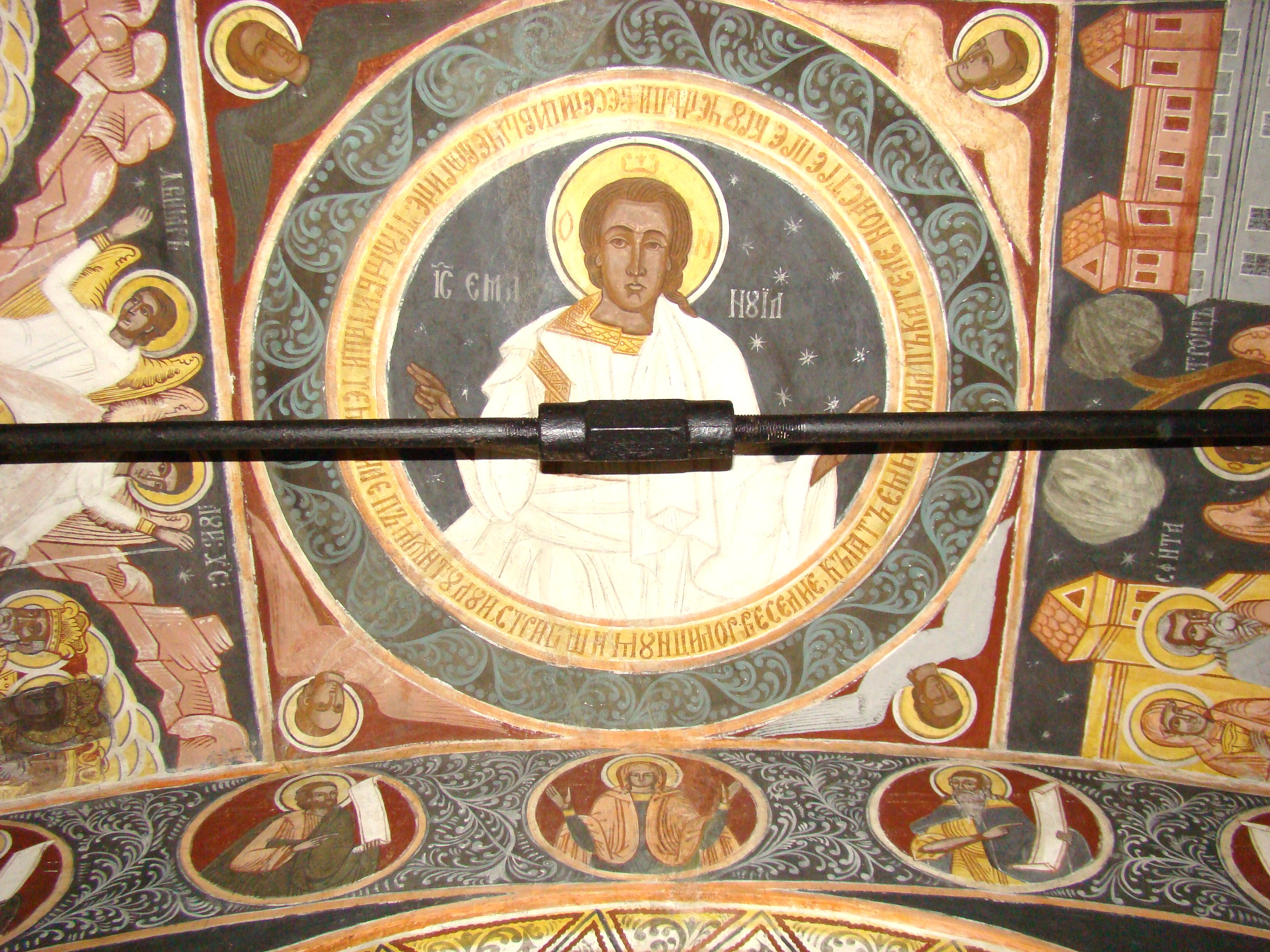
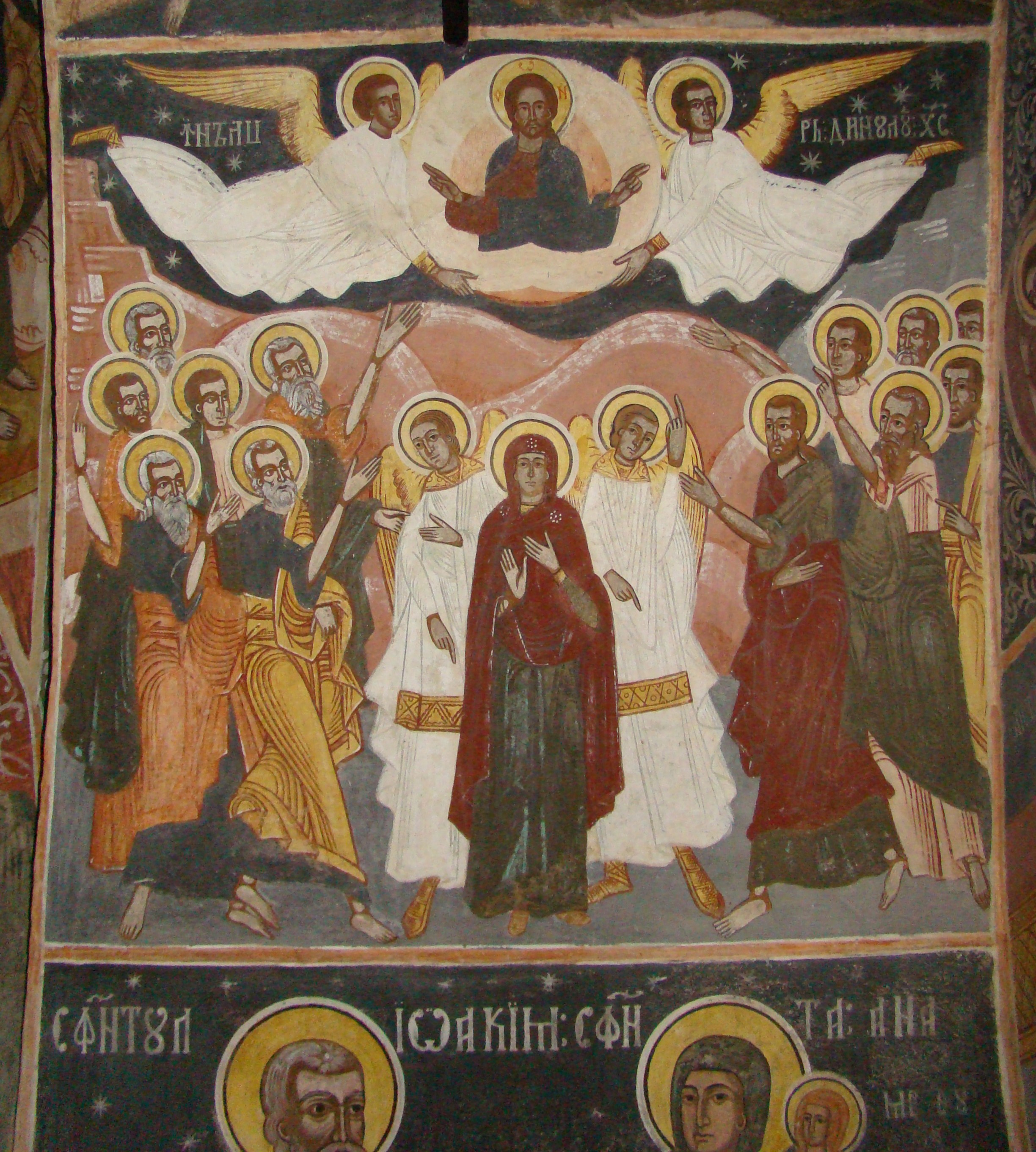
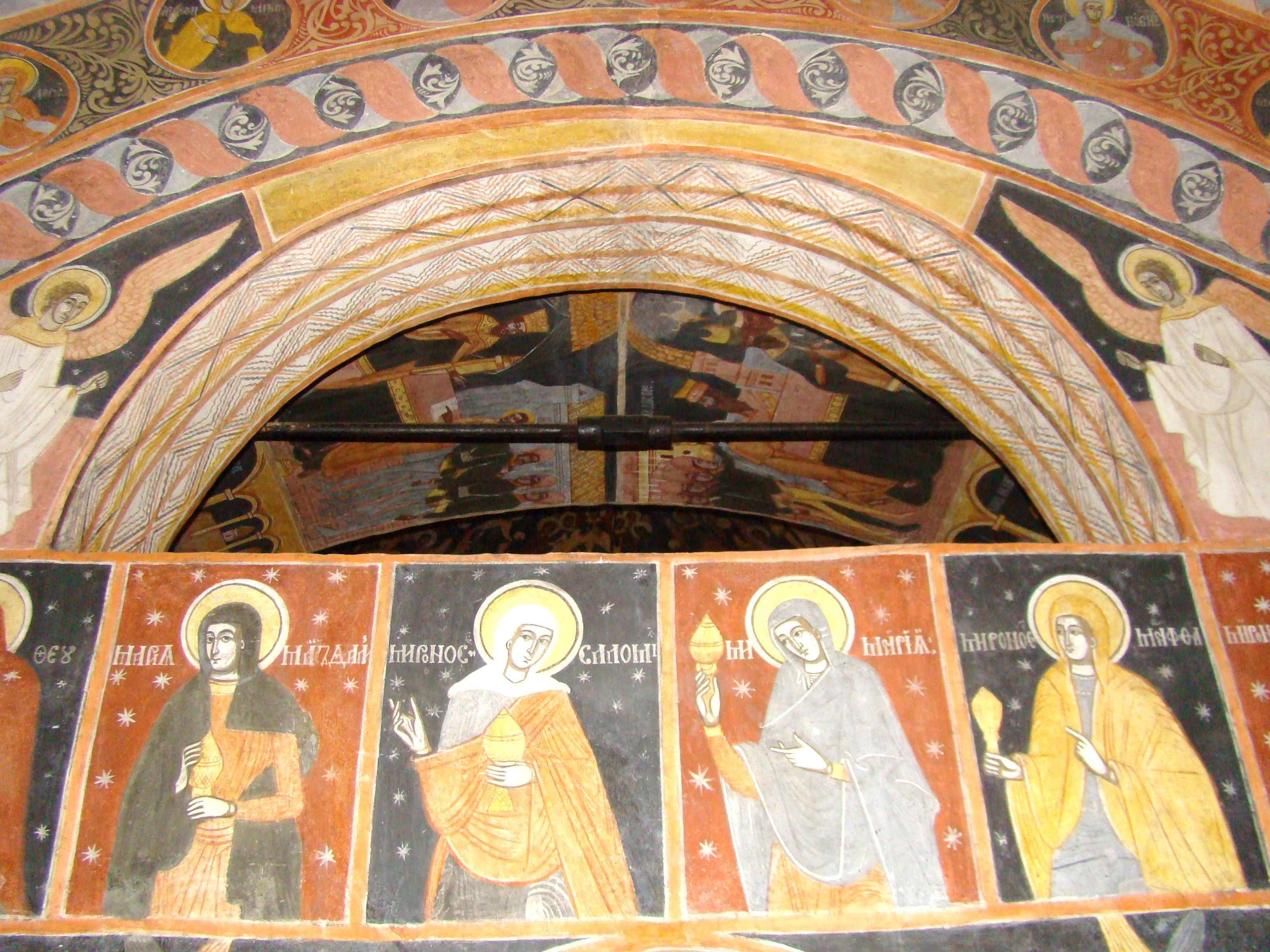
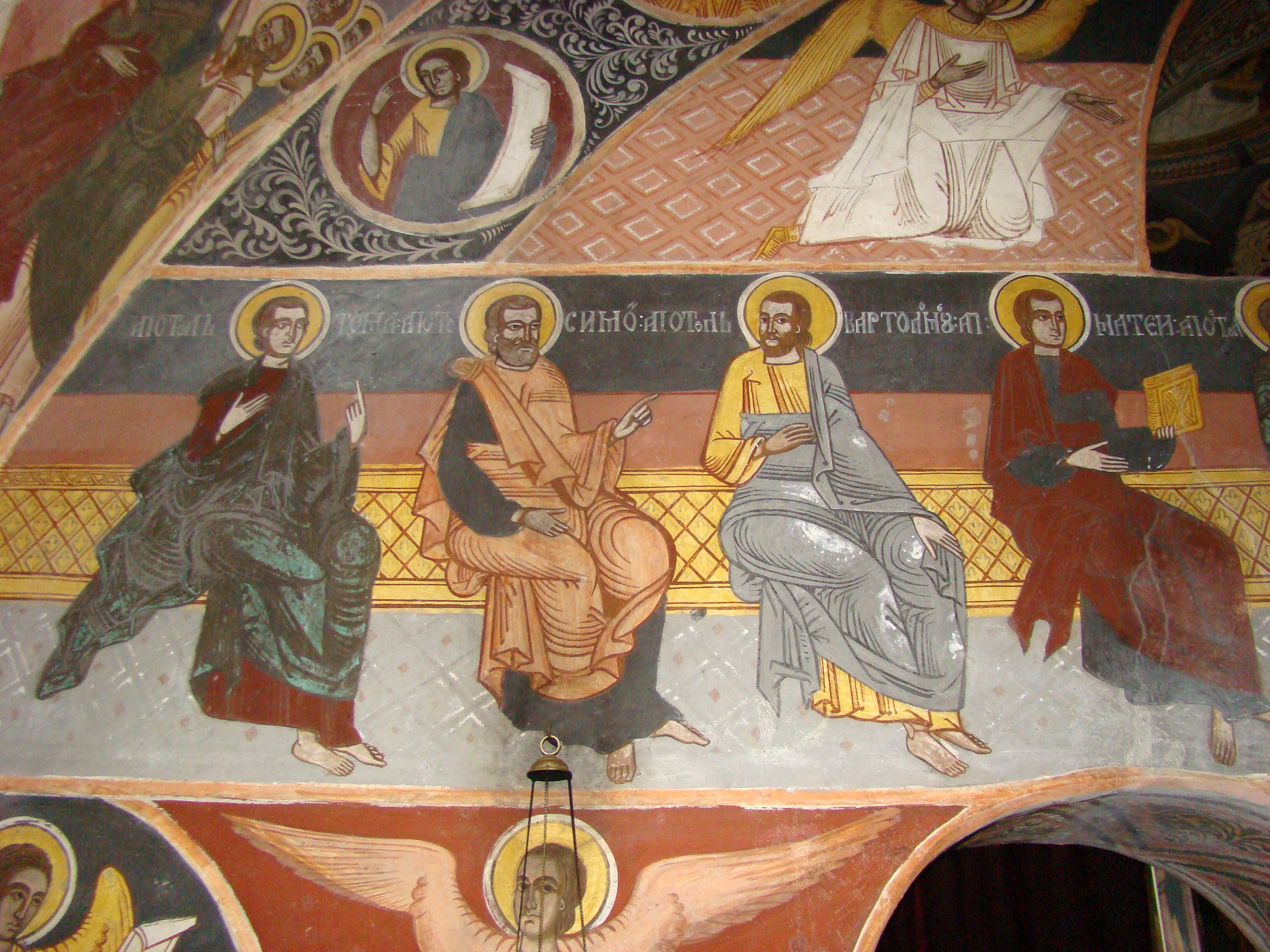
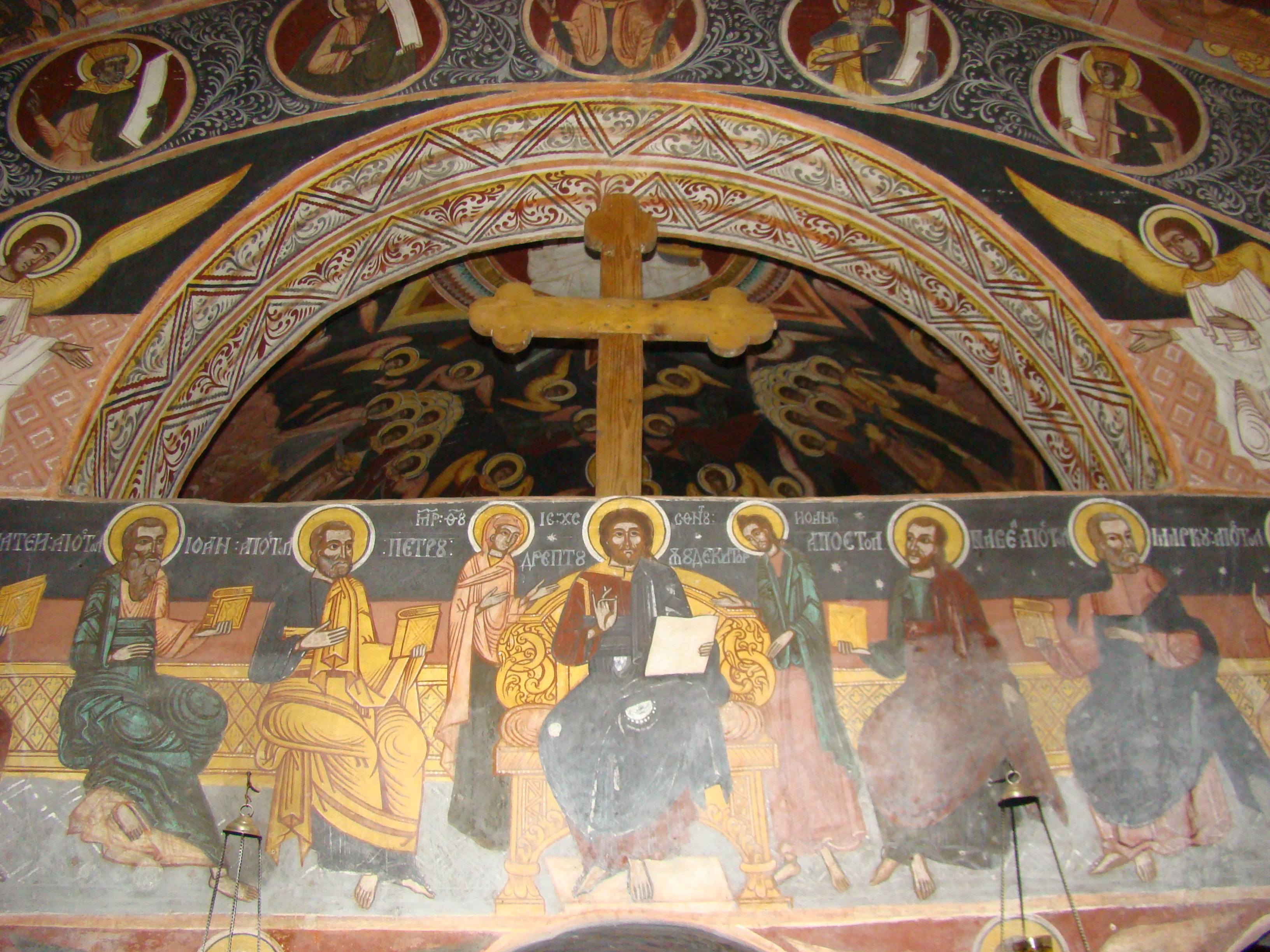
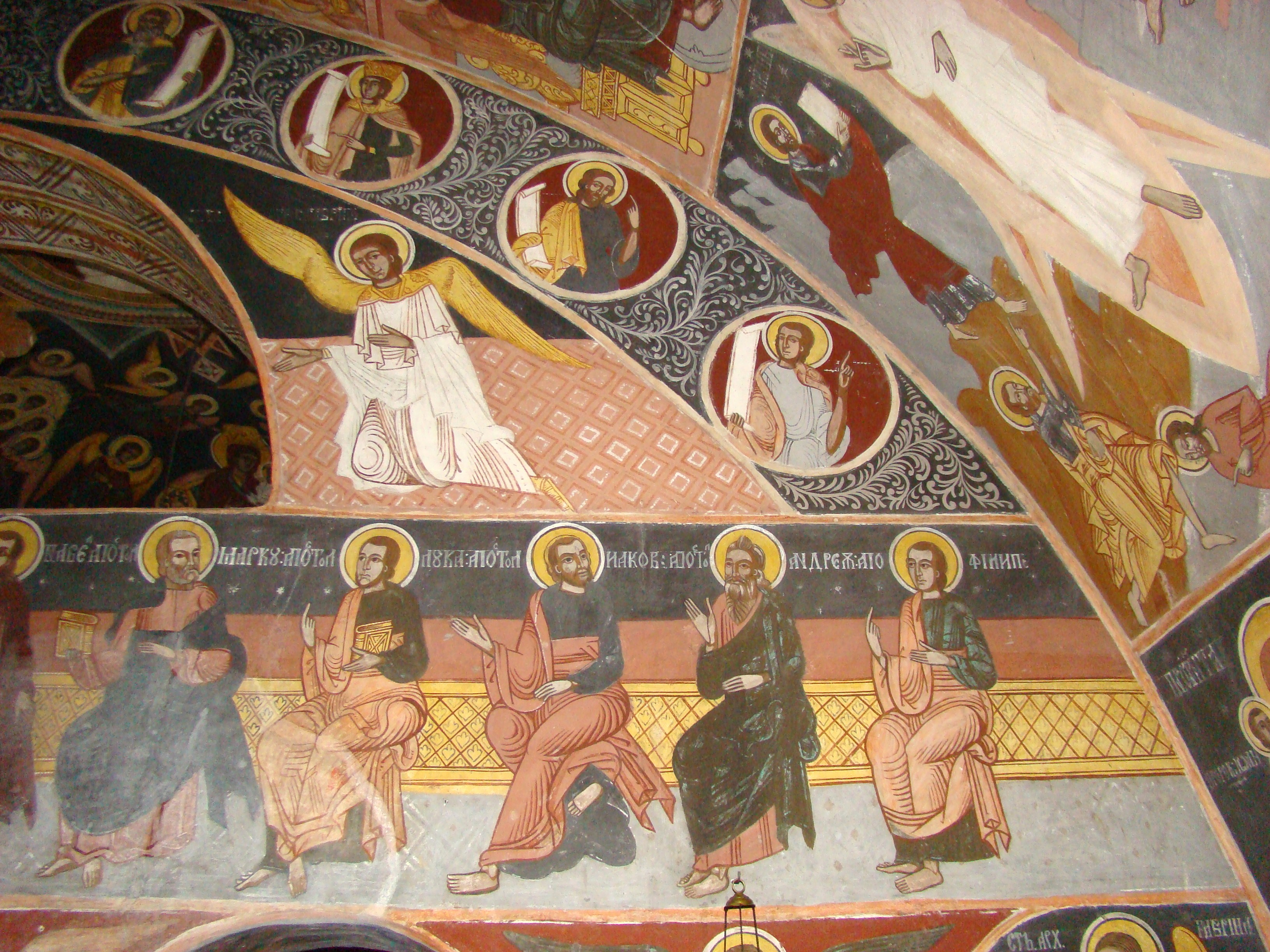
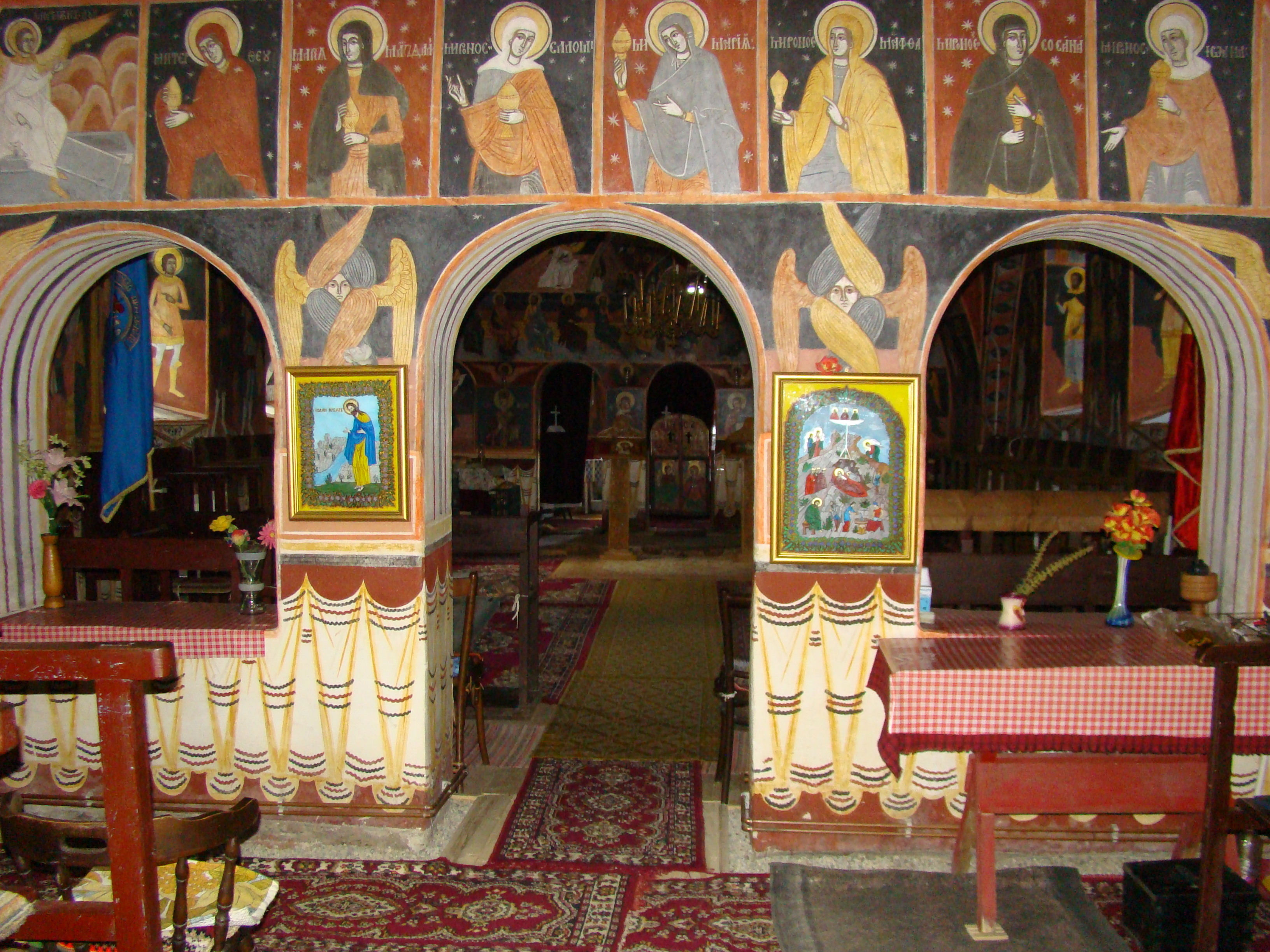
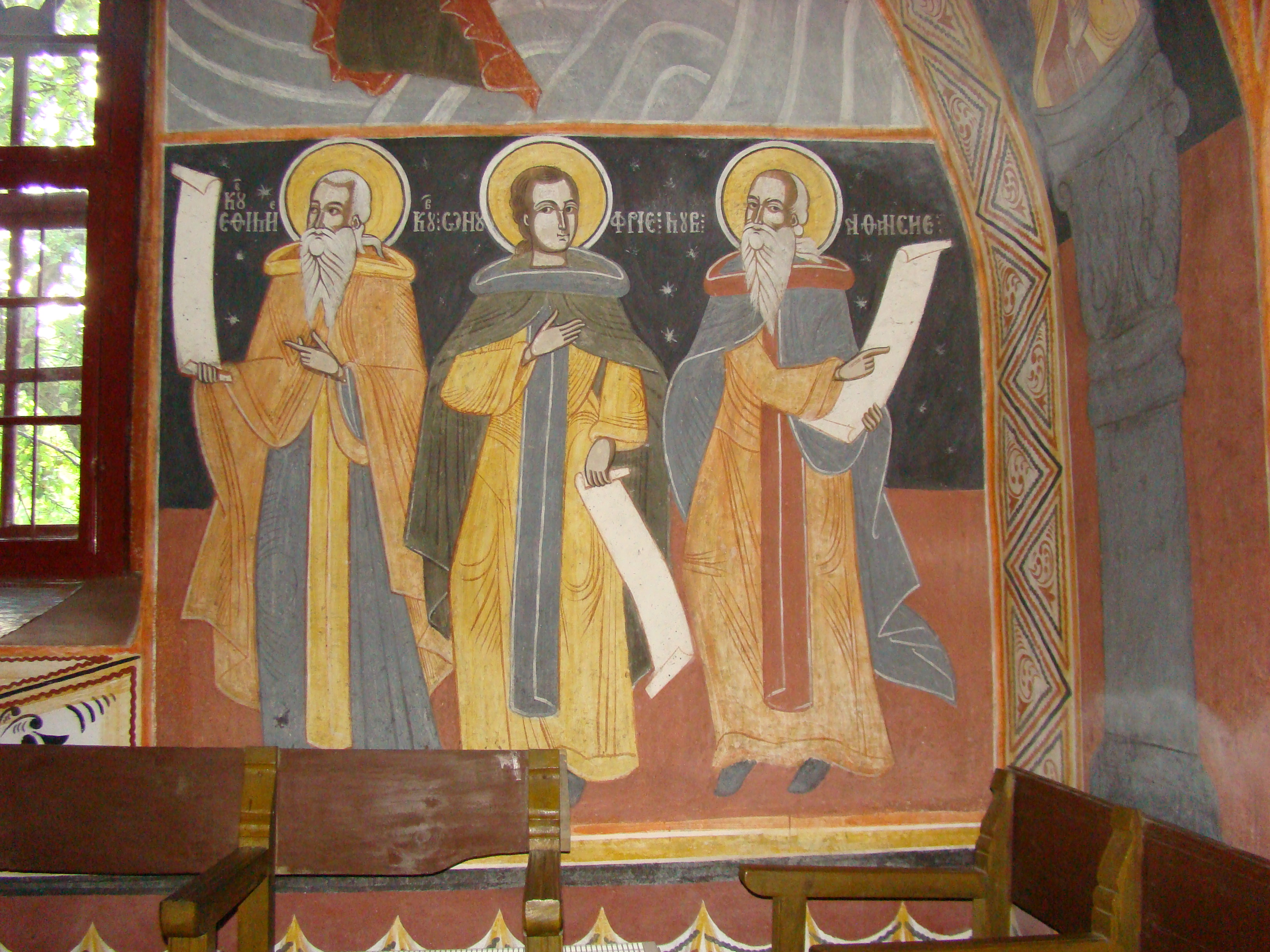
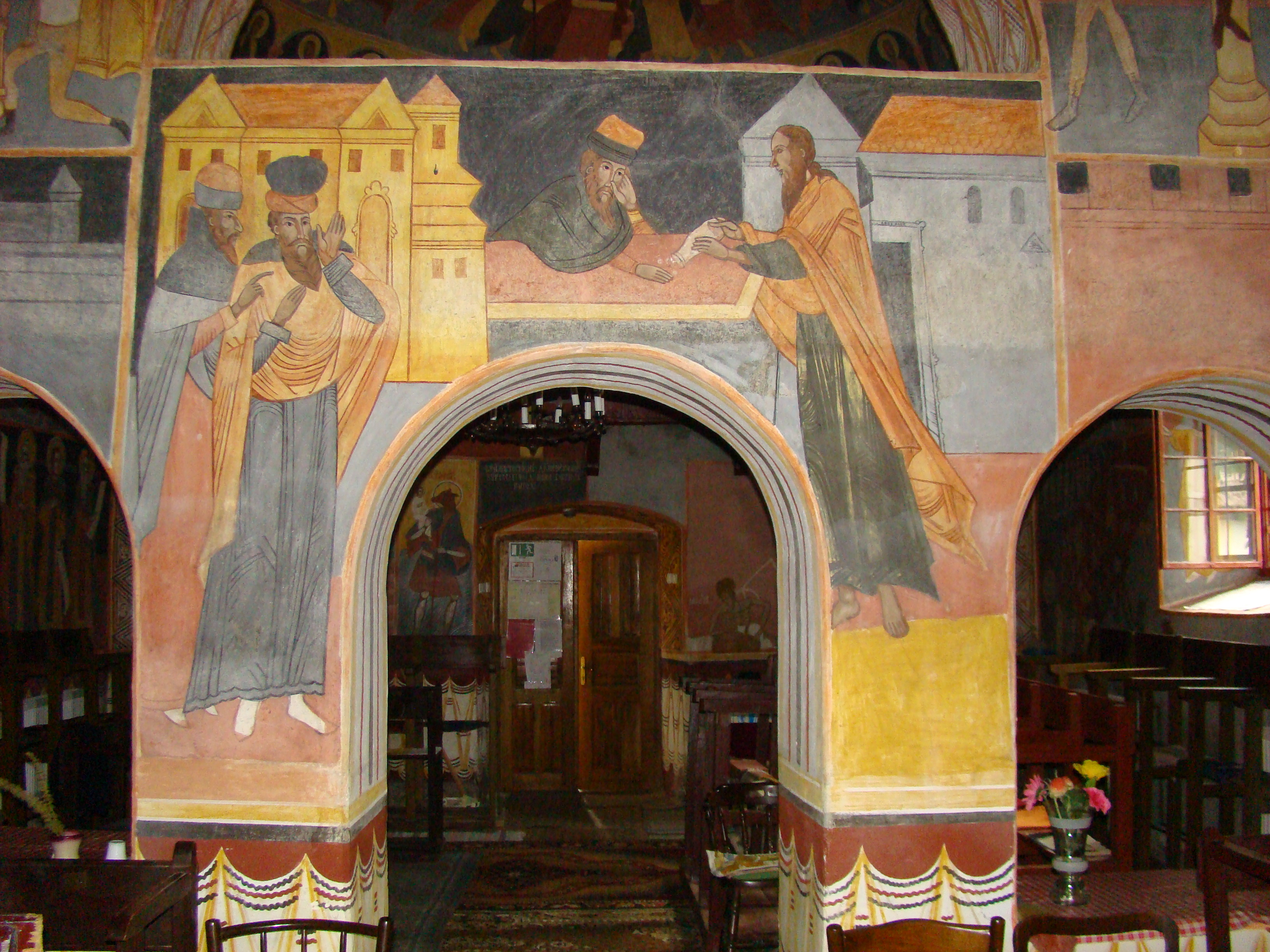
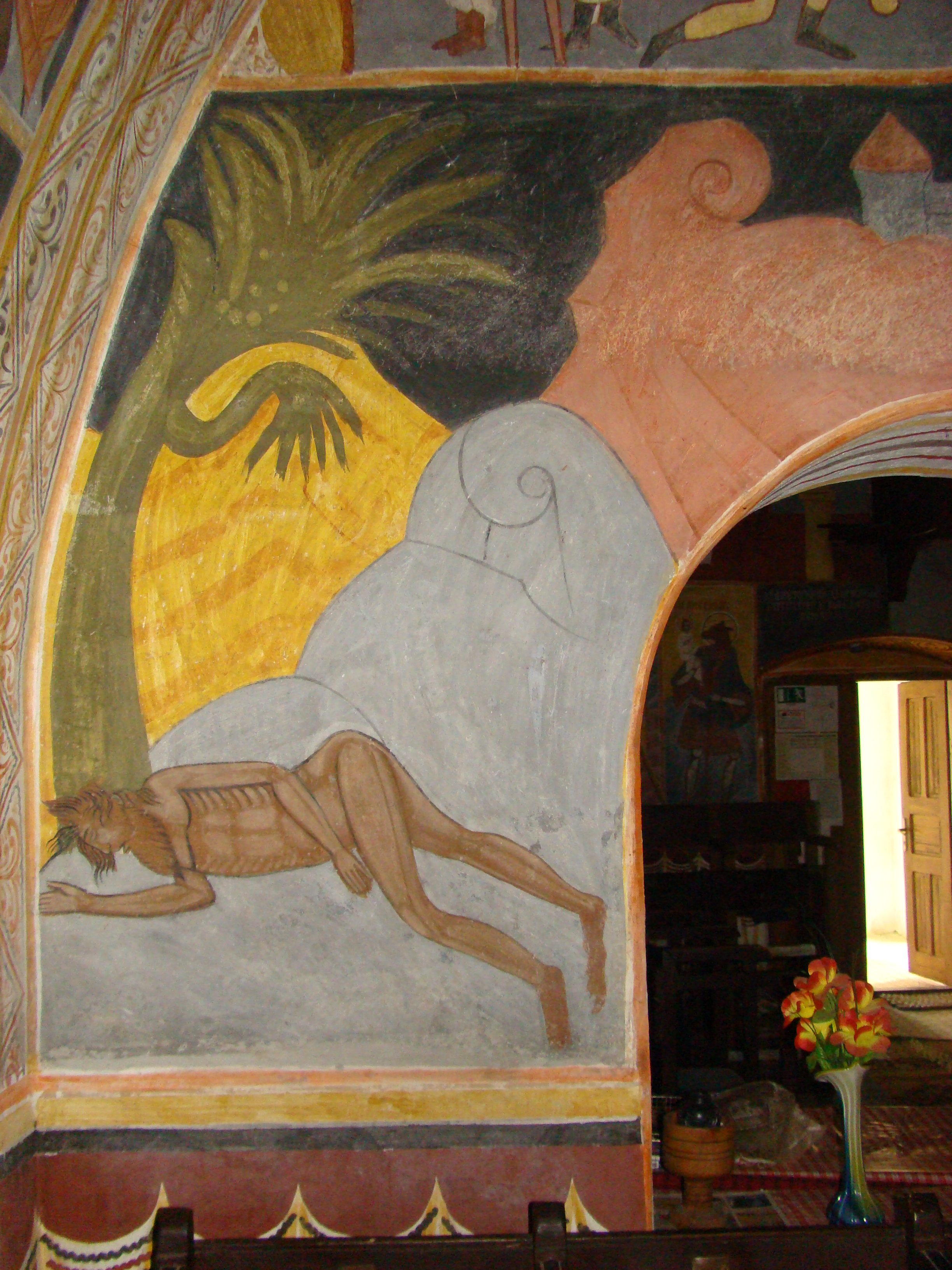
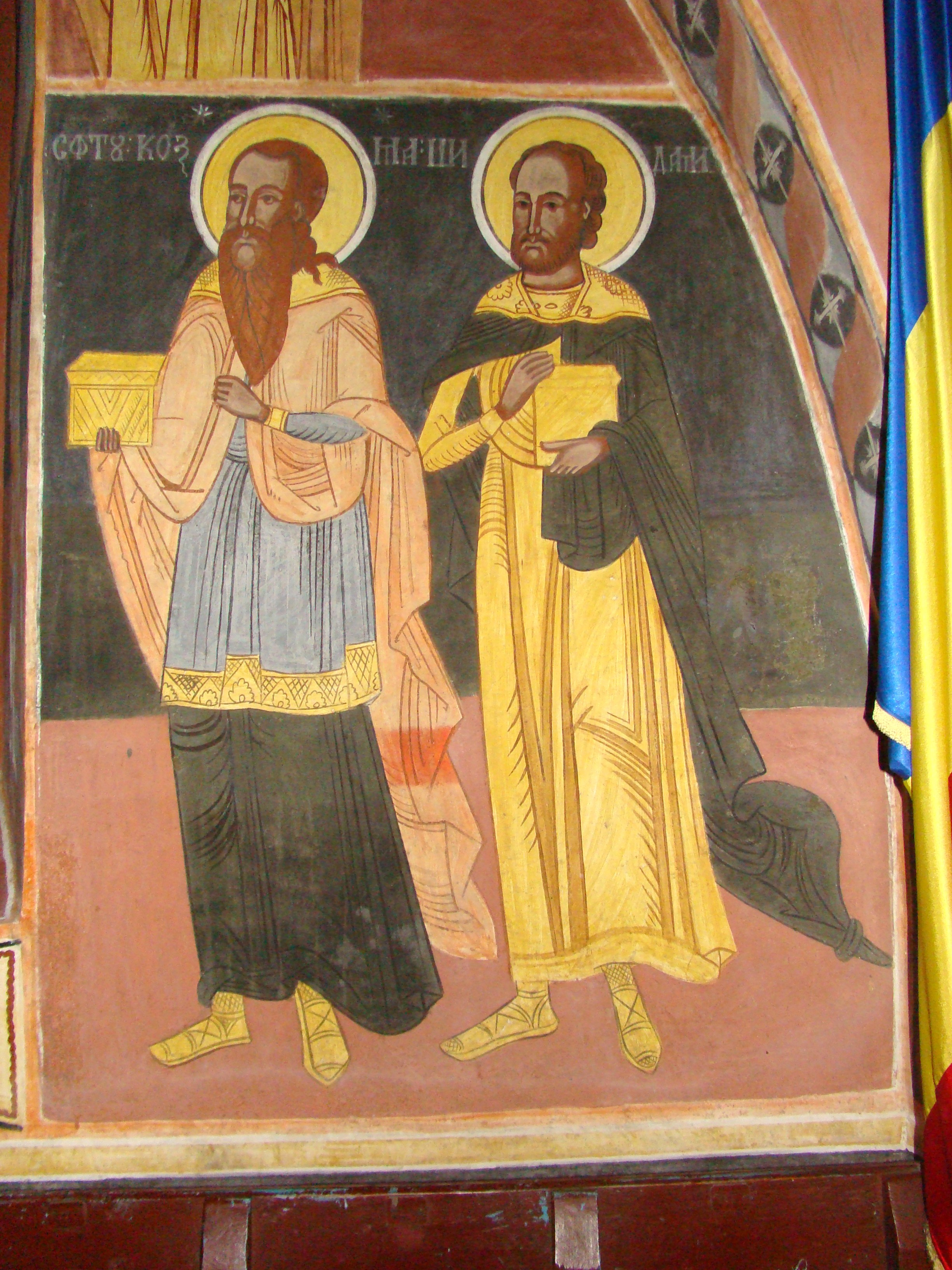
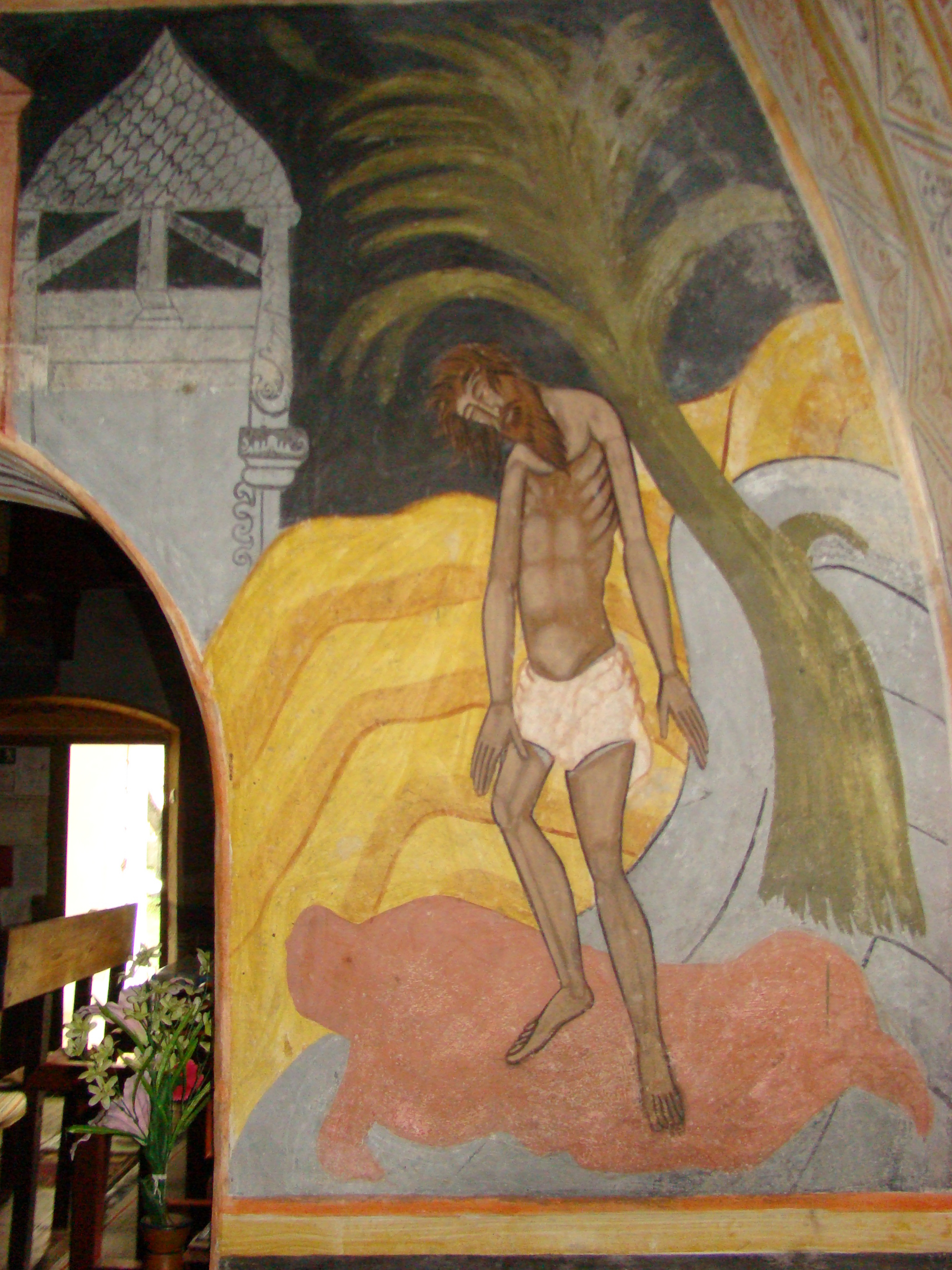
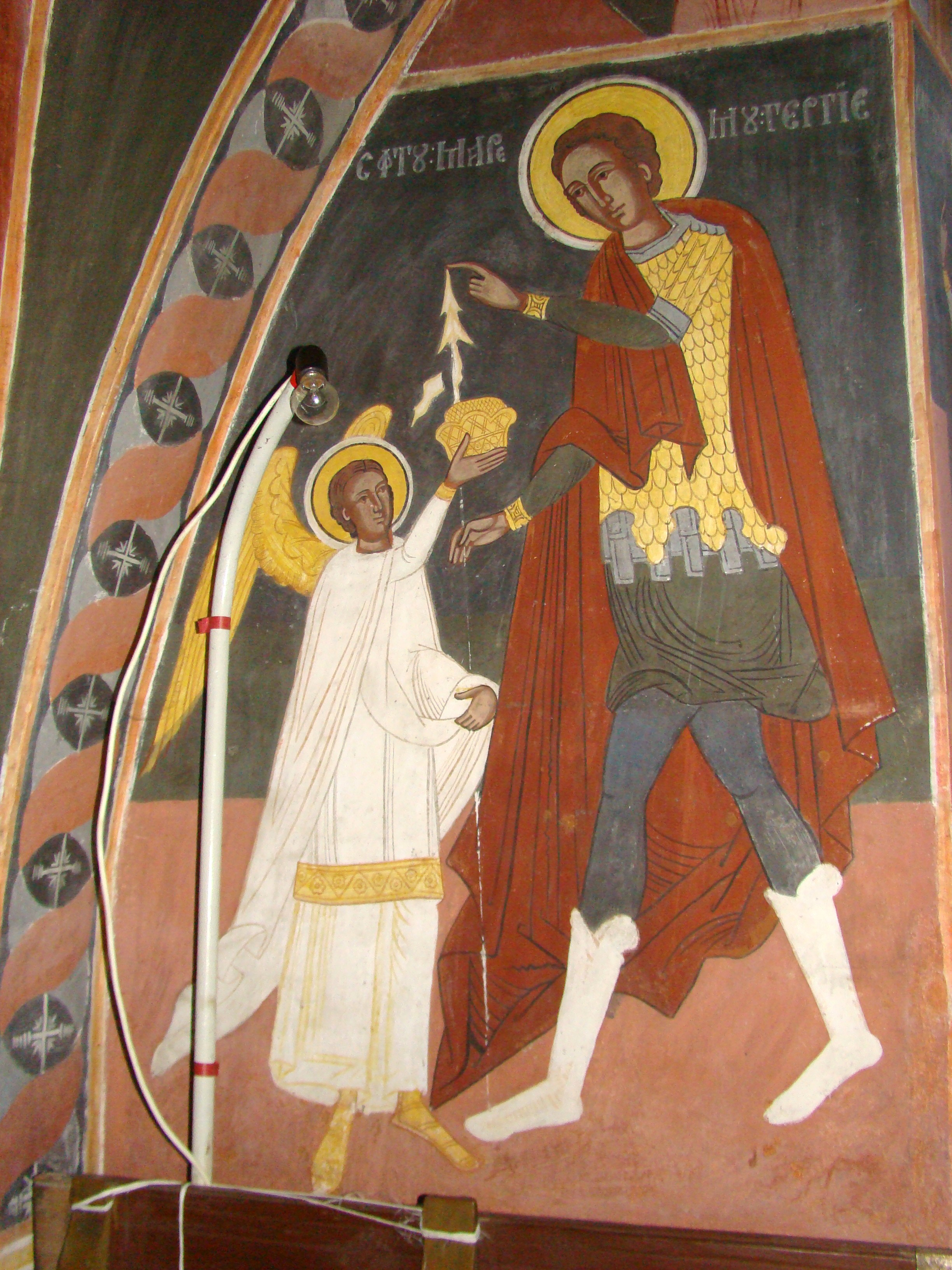
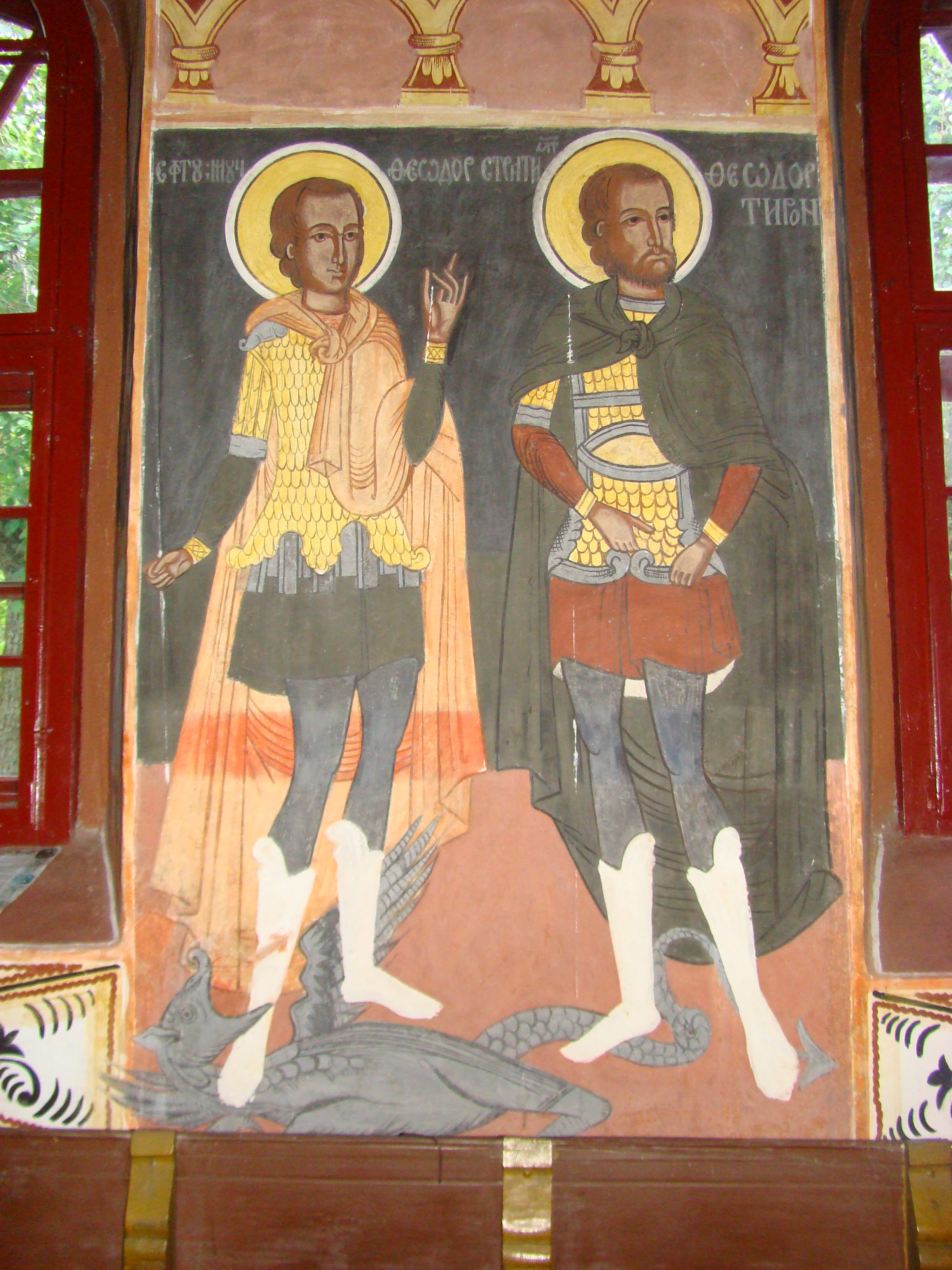
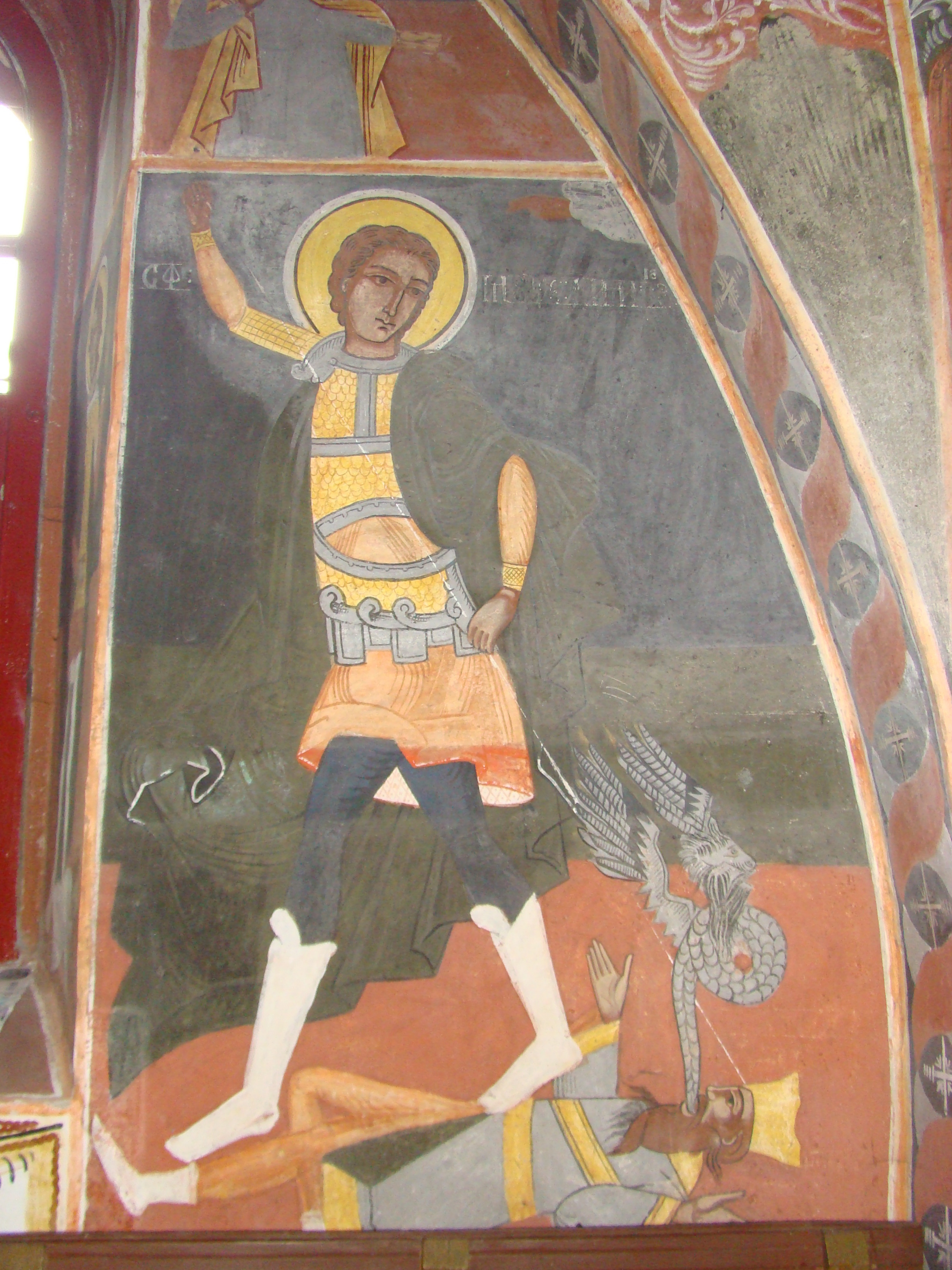
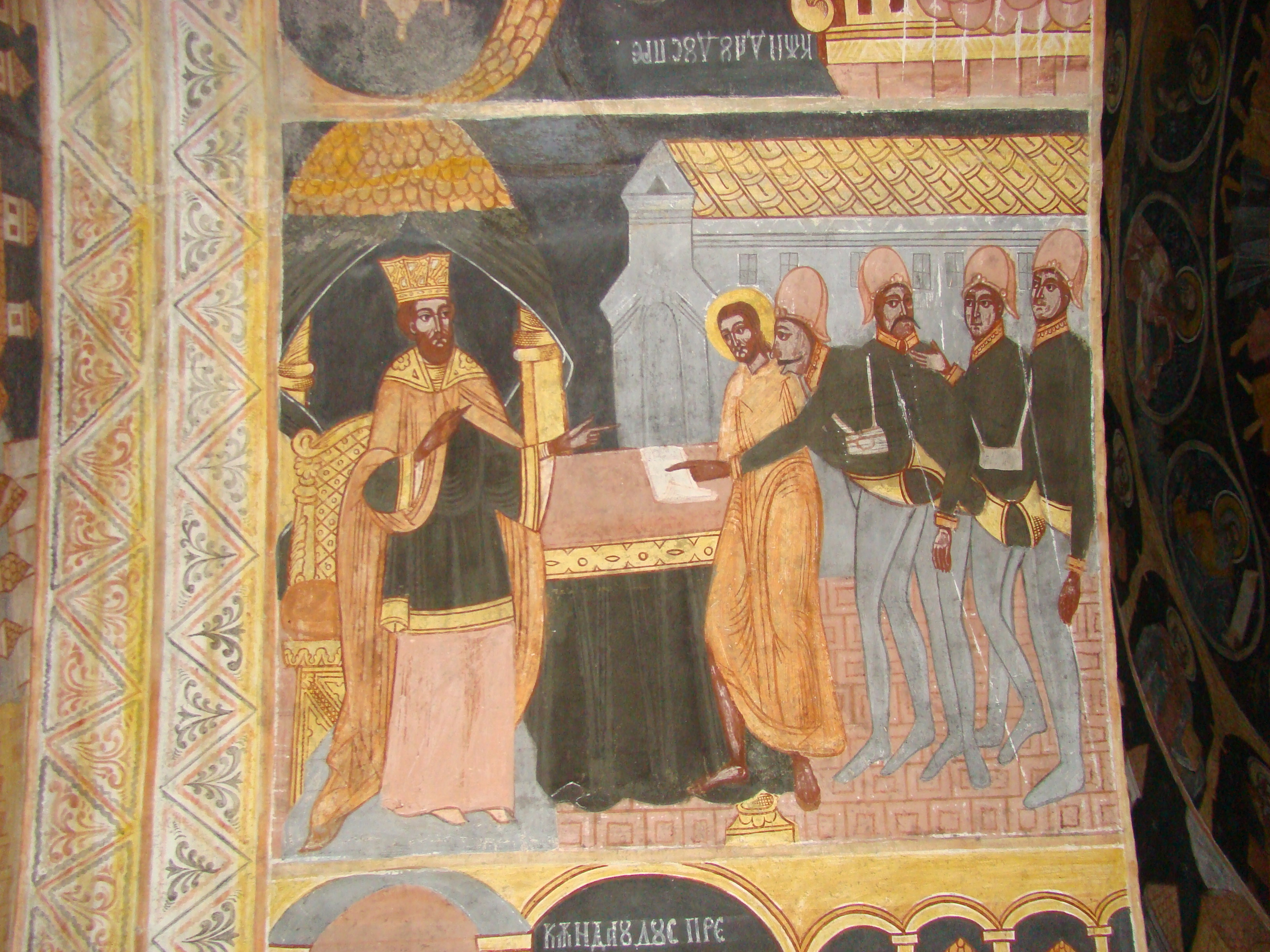
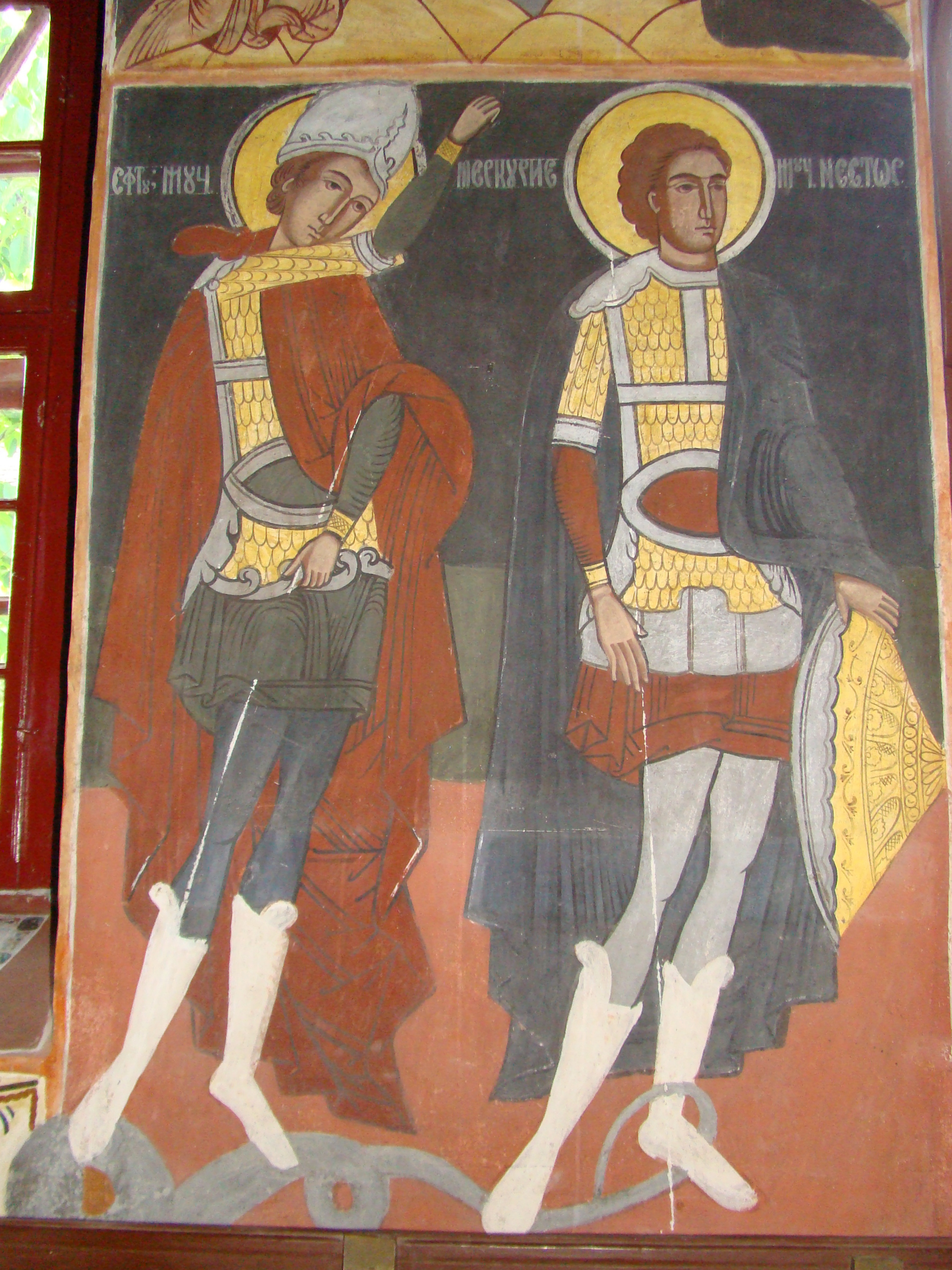
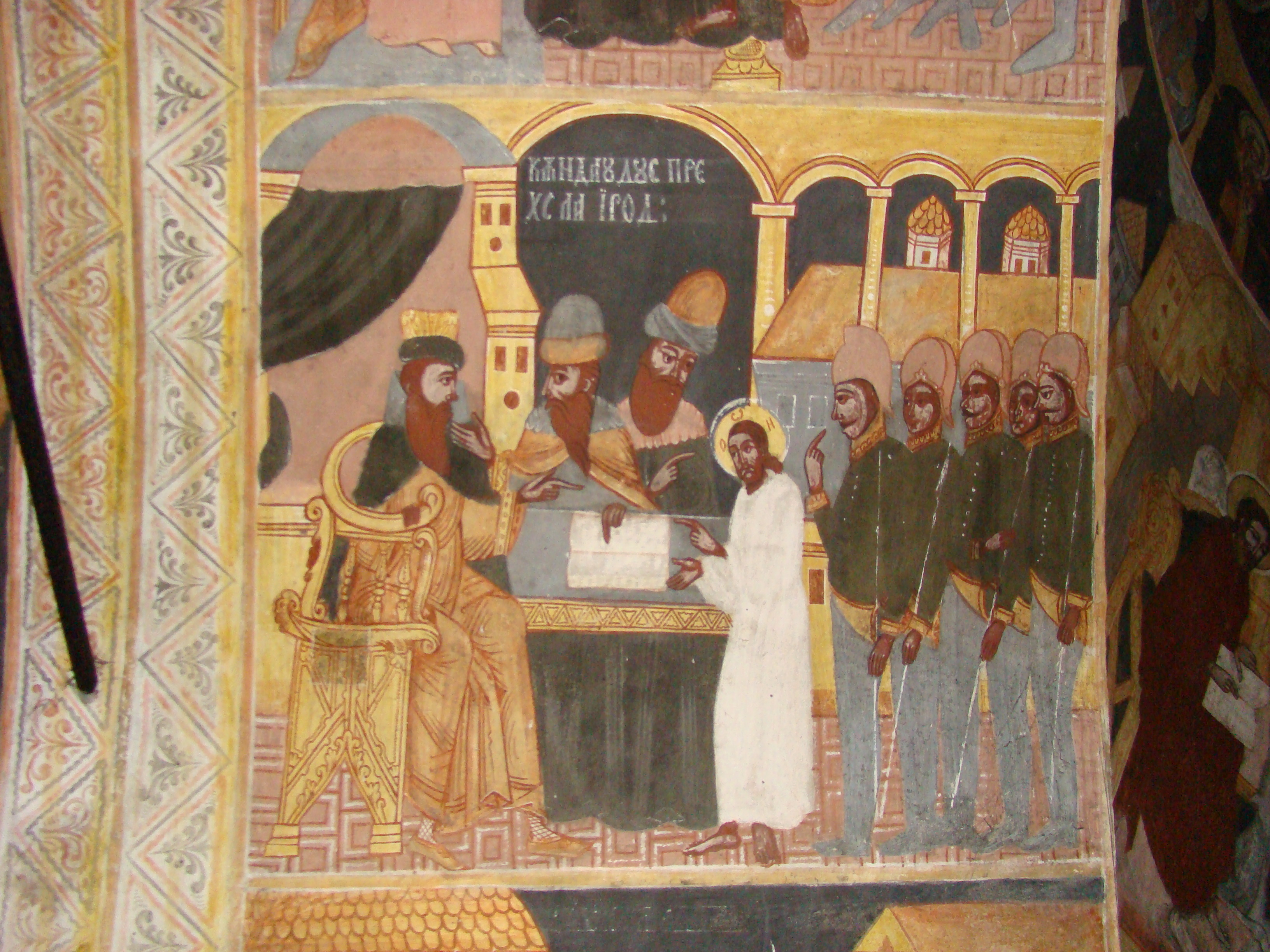
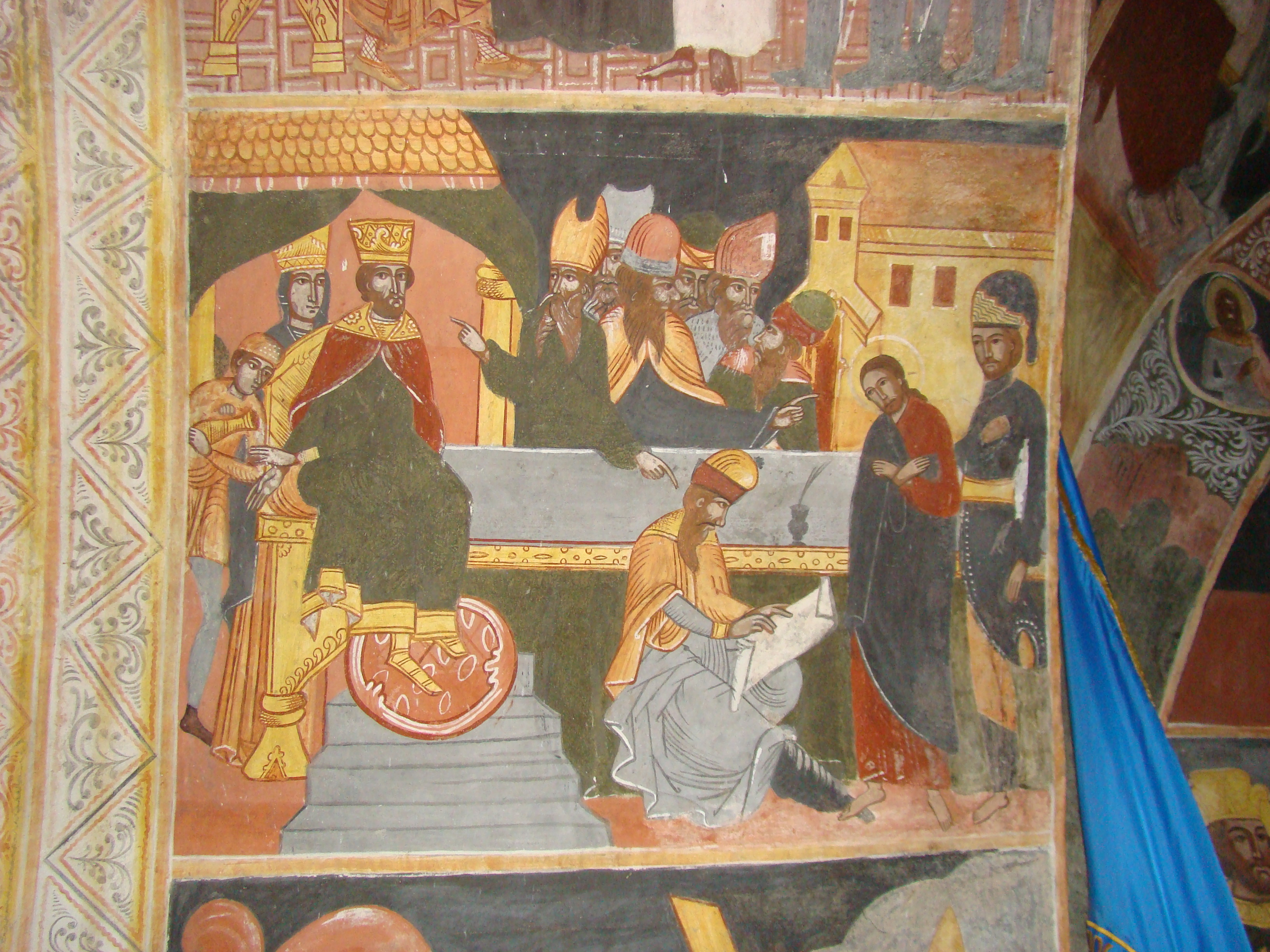
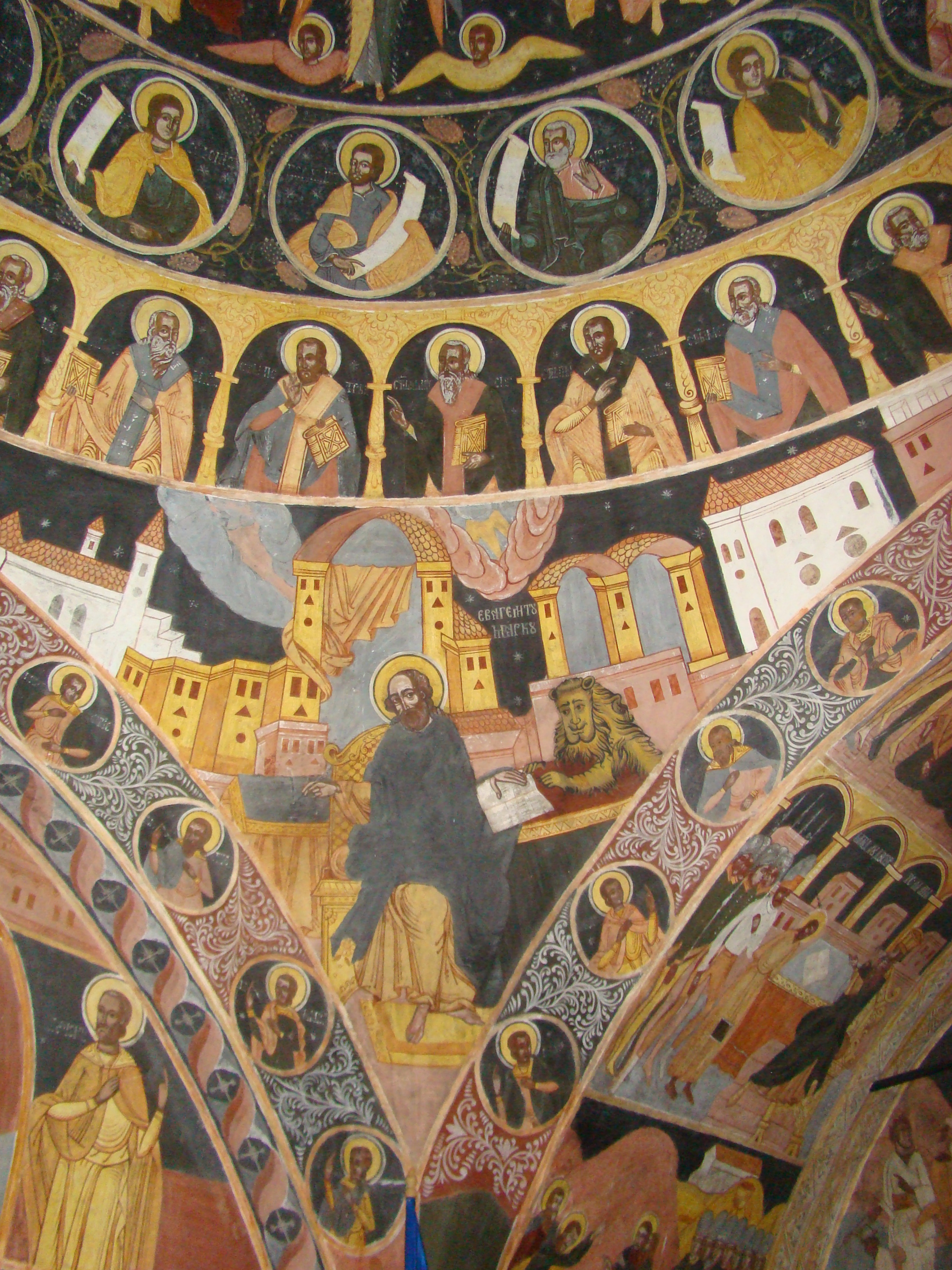
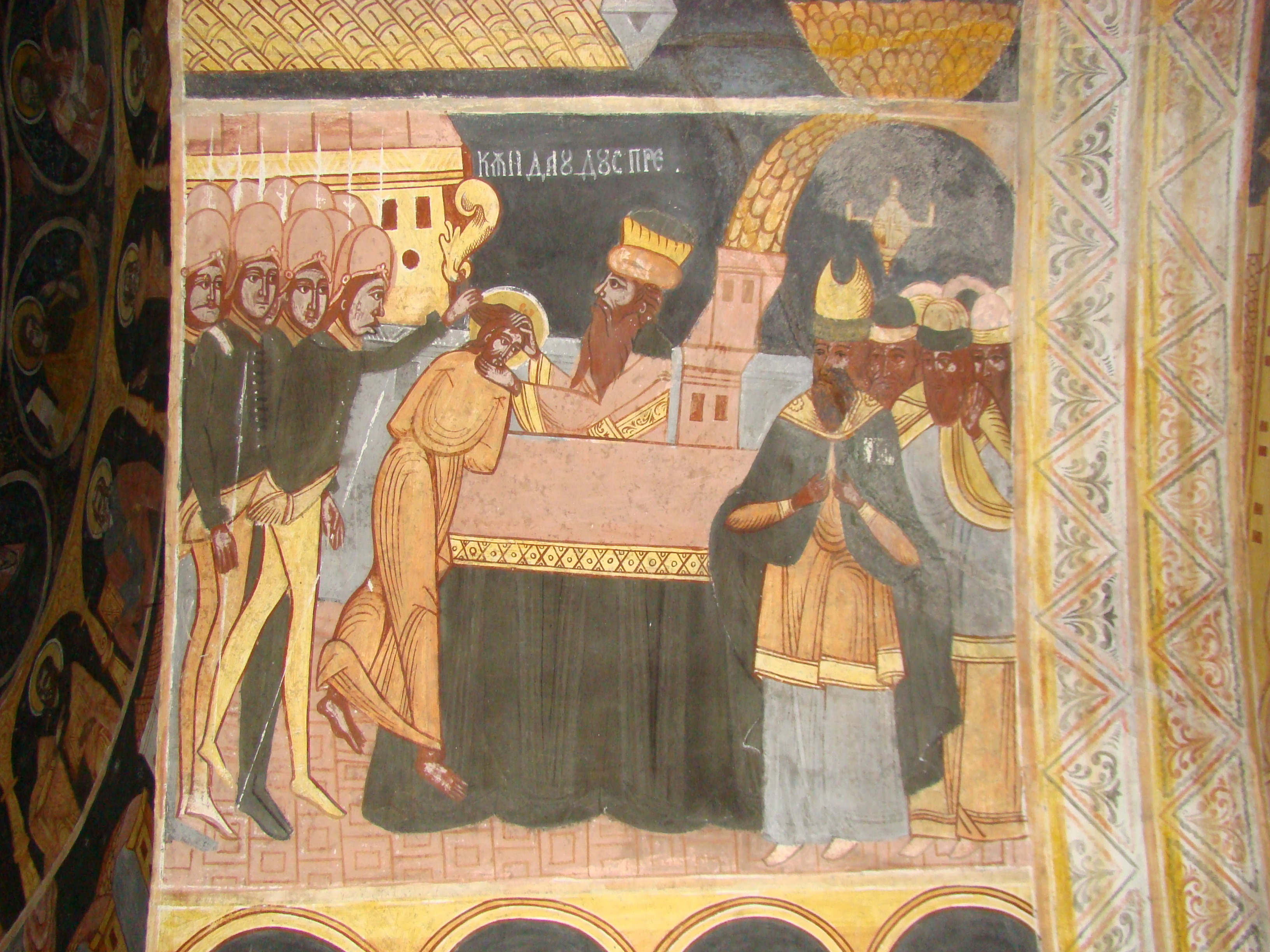
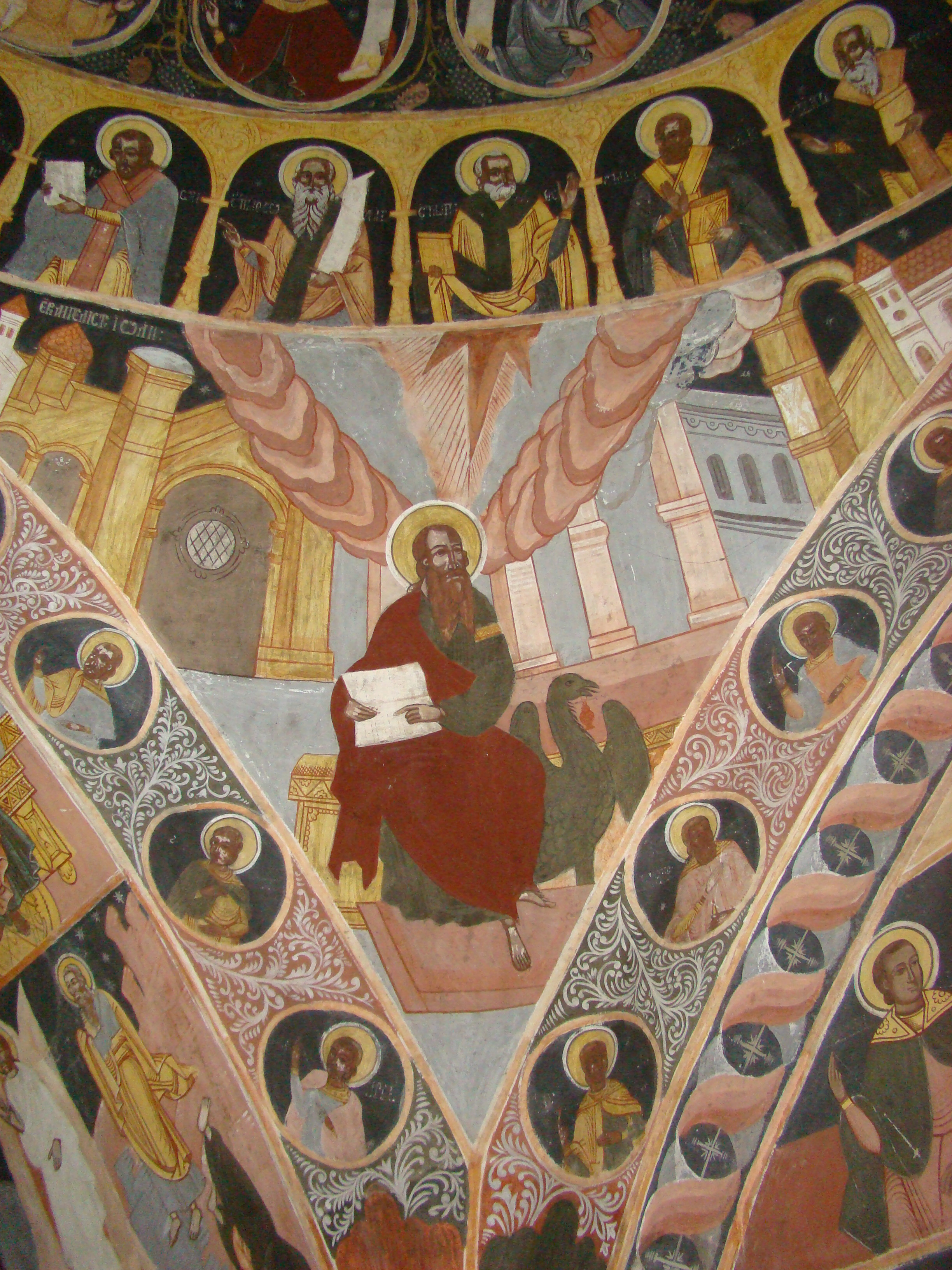
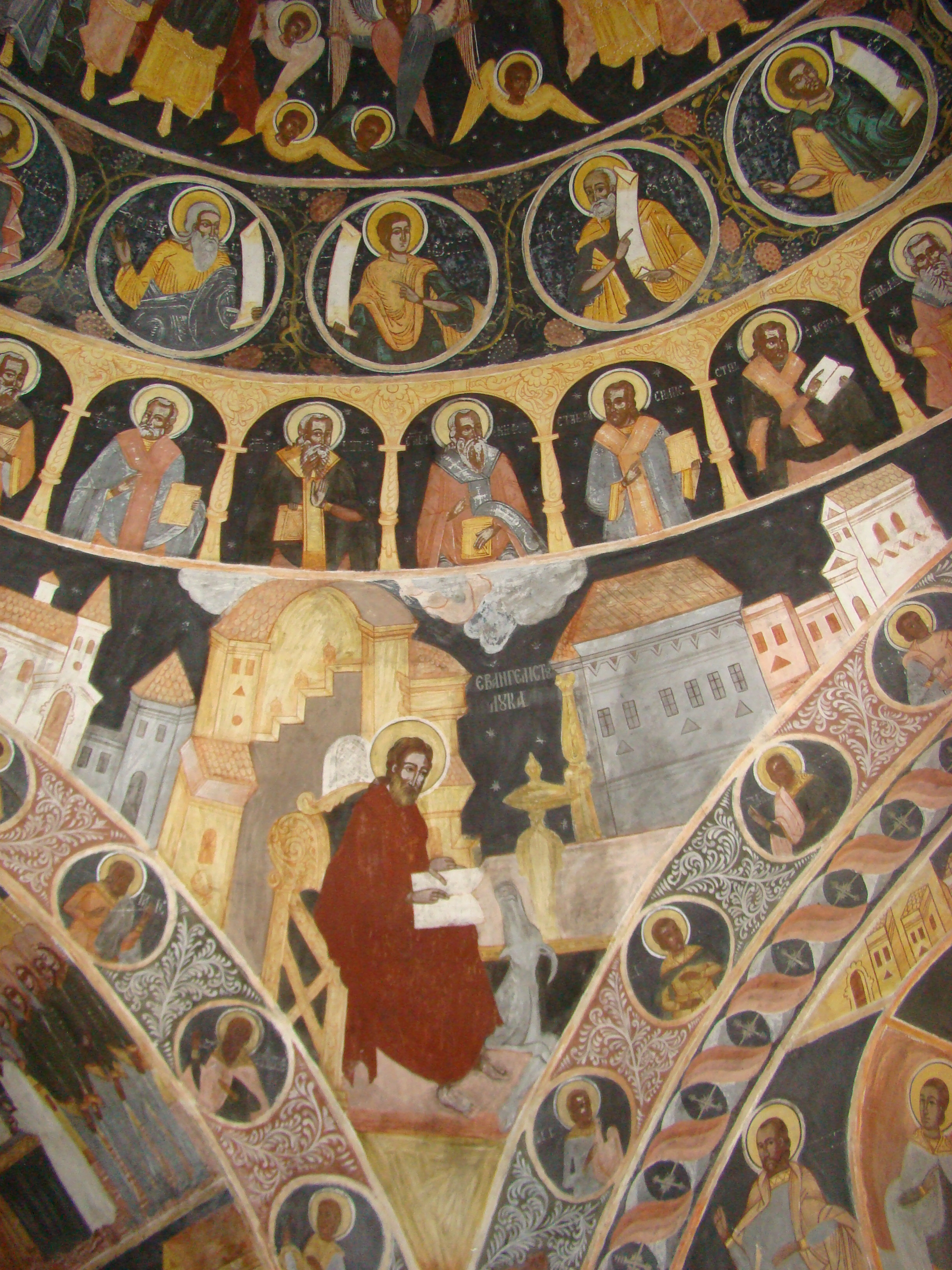
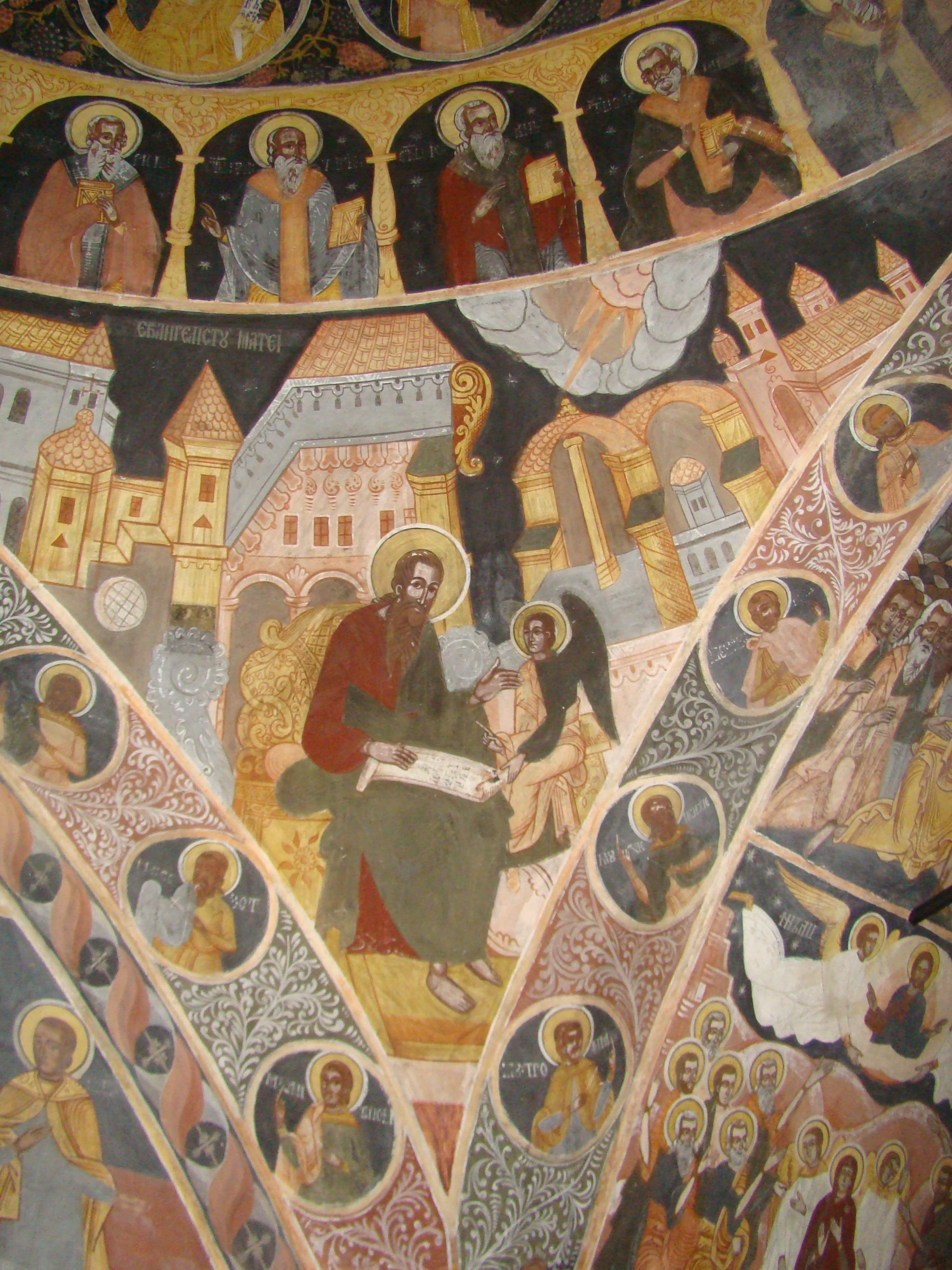